# Stockholms slott
Stockholms slott, officiellt Kungliga slottet, har funnits på samma plats vid Norrström på nordöstra Stadsholmen i Stockholm sedan senare hälften av 1200-talet. Dess första århundradens historia tillhör den medeltida slottsanläggningen Tre Kronor. I modern tid avser begreppet byggnaden som heter Kungliga slottet, det av de kungliga slotten i landet som ligger i stadsdelen Gamla stan i Stockholm. Slottet är den svenske monarkens officiella residens och på denna plats har befästningar legat sedan medeltiden. Den nuvarande slottsbyggnaden är ritad av Nicodemus Tessin den yngre och uppfördes på platsen efter att det gamla slottet Tre Kronor hade totalförstörts i en brand den 7 maj 1697. På grund av det Stora nordiska kriget, som inleddes av Sachsen-Polen, Danmark och Ryssland 1700 och tog oerhörda svenska resurser i anspråk, avstannade byggnadsarbetena helt 1709 och återupptogs först 1727 – sex år efter krigets slut. Då Tessin avled 1728 färdigställdes slottet under ledning av Carl Hårleman, som ritade många av slottets ursprungliga rokokointeriörer. Slottet kunde inte tas i bruk förrän 1754, då kung Adolf Fredrik och drottning Lovisa Ulrika flyttade in men en del invändiga arbeten pågick fortfarande ända fram till 1770-talet. Efter att det nya slottet färdigställdes har inga större ombyggnader av anläggningen företagits, bortsett från en rad anpassningar, nya inredningar, moderniseringar och ommöbleringar för olika regenter och deras familjer samt fasadernas färgsättning och tillkomsten av slottets olika museer.
Exteriört omges slottet som utgör kvarteret Tre Kronor av Lejonbacken och Norrbro i norr, Logården och Skeppsbron i öster, Slottsbacken och Storkyrkan i söder, samt yttre borggården och Högvaktsterrassen i nordväst.
Interiört omfattar slottet för närvarande (2009) 1 430 rum, varav 660 med fönster. Förutom de kungliga bostadsvåningarna rymmer slottet representations- och festvåningar av olika slag, däribland Festvåningen, Stora gästvåningen och Bernadottevåningen. I slottet ligger också Rikssalen, Slottskyrkan, Gustav III:s antikmuseum, Skattkammaren med riksregalierna, Livrustkammaren och Museum Tre Kronor med källarvalv från den gamla borgen. Fram till 1878 fanns också Kungliga biblioteket inrymt i den nordöstra flygeln, den så kallade Biblioteksflygeln hyser idag Bernadottebiblioteket. I Kansliflygeln återfinns Slottsarkivet. Kungliga Hovstaterna har sina lokaler i slottet, som utgör arbetsplats för cirka 200 fast anställda personer. Högvakten har bevakat slottet och kungafamiljen sedan 1523. Slottet är 42 000 m² stort.
Sedan 2011 pågår en omfattande fasadrenovering, som innebär bland annat reparationer av vittringsskadade sandstensdetaljer. Arbetet beräknas vara klart år 2050.
Kungliga slottet ägs av Svenska staten genom Statens fastighetsverk som svarar för fastighetsdrift och underhåll medan Ståthållarämbetet förvaltar den kungliga dispositionsrätten.

## Historik

### Slottet före branden 1697
I kungliga dokument utfärdade så tidigt som 1252 kallas platsen för Stockholm. Stockholms slott började kallas Tre Kronor från 1588 då tre öppna gyllene kronor (dekor som senare återuppstått på Stadshuset) satts upp på det största tornet, och anläggningen fortsatte att kallas så fram till branden 1697.    

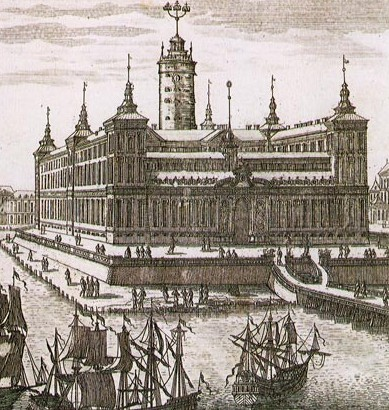
De la Vallées förslag från 1654.

### Tidigare förslag för det nuvarande slottet

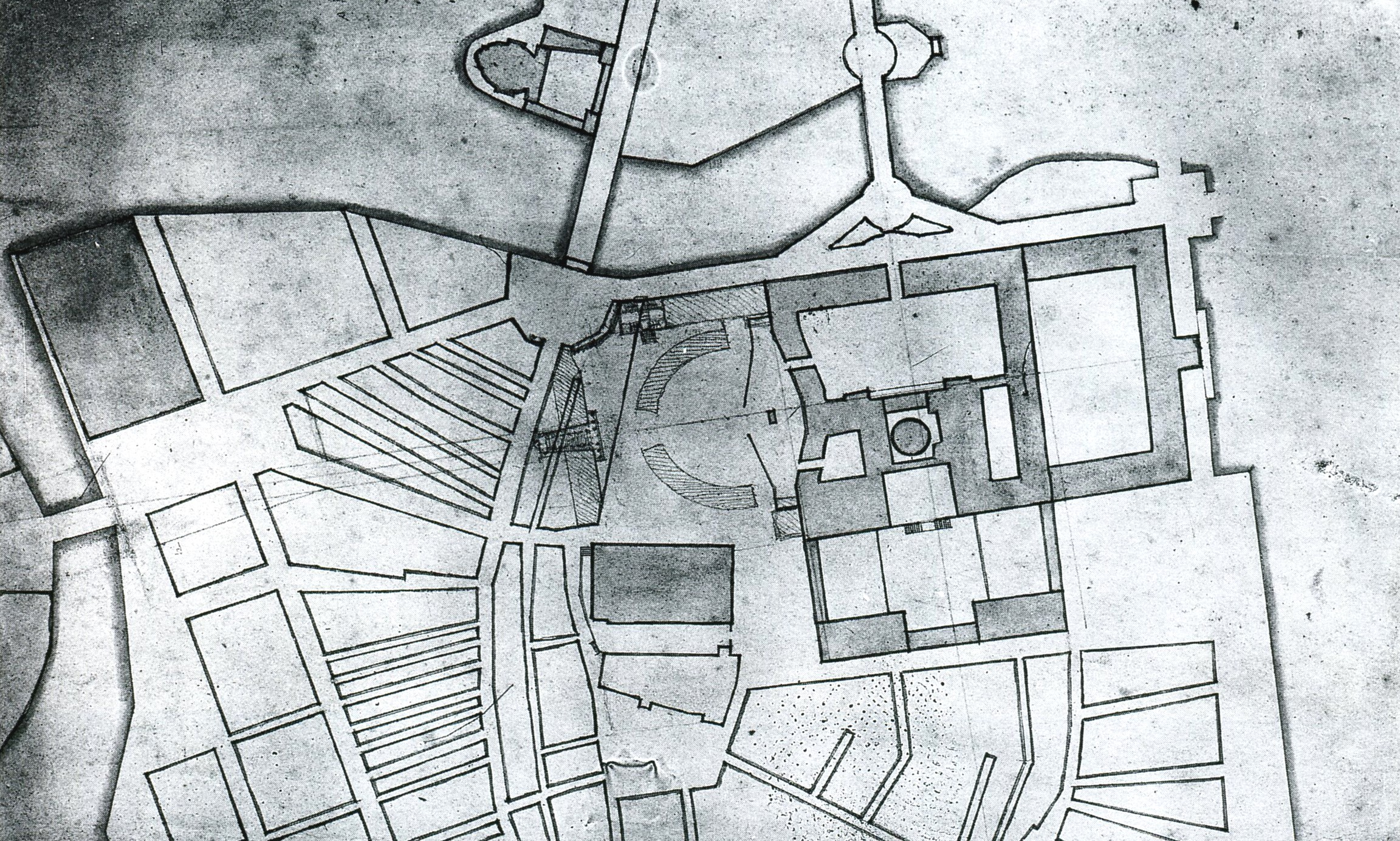
Tessins reglering av stadsområdet väster om slottet, 1650-tal och 1690-tal.

Redan i början av 1600-talet hade Gustav II Adolf planer på ett nytt kungligt slott. Det blev inte så men idén till ett nytt slott var född och hans dotter, Drottning Kristina, tillsatte år 1651 Jean de la Vallée som slottsarkitekt med bland annat uppdraget att ta fram förslag som skulle förnya Slottet Tre Kronor. På ett samtida kopparstick (1654) visades de la Vallées förslag med ett frilagt, platåupphöjt kungaslott inklusive en ny bro över Norrström. Drottning Kristina genomförde en rad ombyggnader och utsmyckningar av gamla slottet men något nytt slott blev det inte heller under hennes regeringstid.
Jean de la Vallée lade under 1650–1660 talen fram förslag till omfattande ombyggnader av slottet men det var först i samband med att Nicodemus Tessin den äldre tillträdde som slotts- och stadsarkitekt år 1661 som slottsplanerna kom igång på allvar. 1666 presenterade han det första förslaget till ombyggnad av den norra längan. Hans son, Nicodemus Tessin den yngre, skulle senare omarbeta och genomföra förslaget mellan 1692 och 1696.
En karta över Stadsholmen från 1650-talet illustrerar de la Vallés förslag till nygestaltningen av gamla slottet. Projektet medförde även en ny reglering av Slottsbacken, som delvis blir kringbyggd. Intressant är Nicodemus Tessin den yngres kompletteringar med blyerts på denna karta, som troligen infördes under 1600-talets slut. Här finns en tidig skiss för norra fasadens västra flygelbyggnad samt de båda svängda flyglarna kring yttre borggården (båda utfördes). Tessin planerade även stadsområdet väster om slottet med en stor fritrappa i skenperspektiv i nuvarande kvarteret Neptunus större med anslutning till Västerlånggatan samt en bred gata till nuvarande Mynttorget, rakt genom kvarteret Cephalus (genomfördes aldrig). Från slottets centrum hade han tänkt sig en siktlinje västerut ända till Riddarholmen.

### Norra längan 1692–1696
Det nuvarande slottets norra länga uppfördes 1692 på bara fem månader som en del av det gamla slottet Tre Kronor. Den nya längan hade samma strama barock-stil som den ännu har, i skarp kontrast mot det övriga renässans-slottet.
Under ett tidigt skede på 1690-talet levde fortfarande delvis inhemska men gamla konstnärer som David Klöcker Ehrenstrahl och Johan Sylvius, som bidrog med konstnärligt arbete vid norra längans färdigställande i synnerhet med slottskyrkan. Ehrenstrahl målade de stora religiösa tavlorna och Sylvius plafonden.
En förebild för den norra längans strama romerska barockstil, som exempelvis innebar förhållandevis sträng regelbundenhet och symmetri, var Palazzo Farnese i Rom (därav namnet romersk barock), dit arkitekten för ombyggnaden Nicodemus Tessin d.y. också reste på en studieresa 1688.

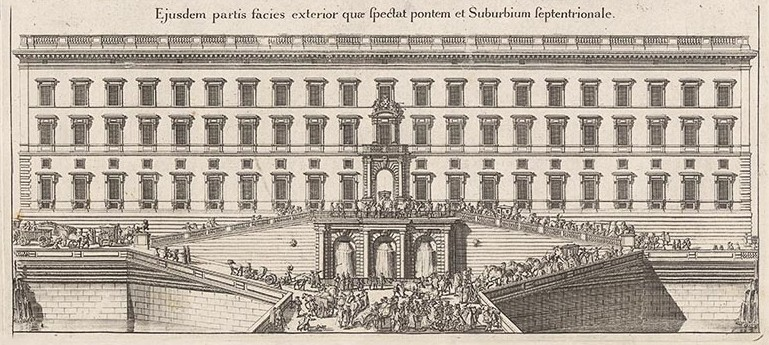
Norra längan före branden, med den planerade Lejonbacken, ur Suecia Antiqua et Hodierna.

Ekonomigårdens medeltida murar från slottet Tre Kronor befinner sig idag bakom Lejonbacken och i norra längans källare. Lejonbacken döljer således den gamla fönsterlösa muren som finns bakom. Äldre murar återstår även i en stor del av norra längans fasadmurar längre upp. Väggarna i de före detta nordöstra och nordvästra fyrkantiga hörntornen är exempelvis än idag tjockare i denna del av slottets bottenvåning eftersom Tessin vid sin kraftiga ombyggnad lät de murar stå kvar som kunde återanvändas vilket var ungefär hälften av de gamla. Den sparsamme Karl XI hade nämligen motvilligt gått med på ombyggnaden, som startade 1690. Sparsamheten och återanvändningen var viktig vid uppförandet av norra längan. Därför gick bygget också ganska snabbt och till allas förvåning var den nya längan redan efter fem månader under tak. De nya murarna blev också högre än de gamla, förutom tornen som helt inneslöts i de nya murarna. Kvar från före branden är också Karl XI:s galleri, som fortfarande står kvar i enlighet med Tessins plan.

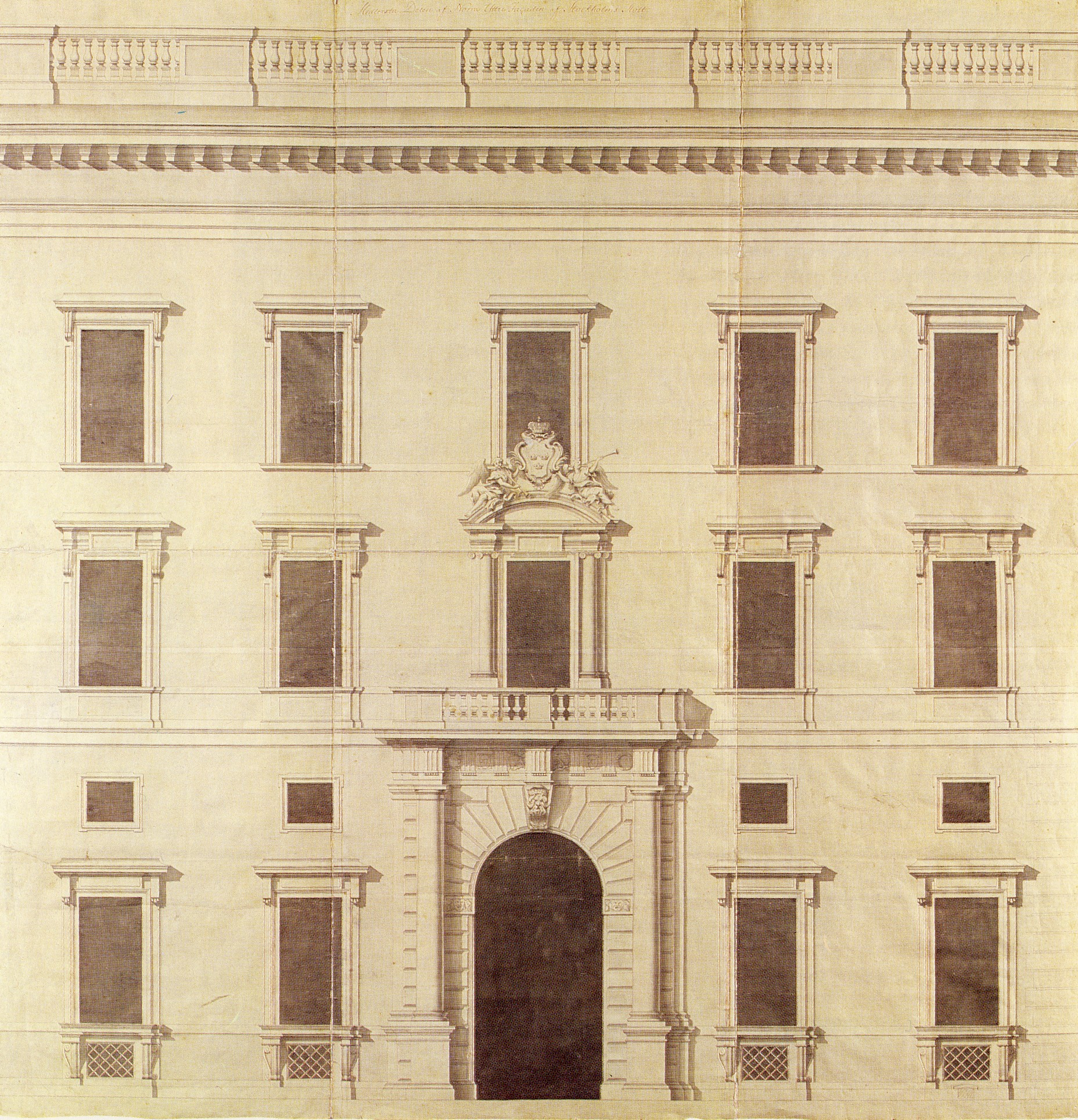
Nicodemus Tessin d.y.:s ritning för norra fasadens centrala del, cirka 1690.

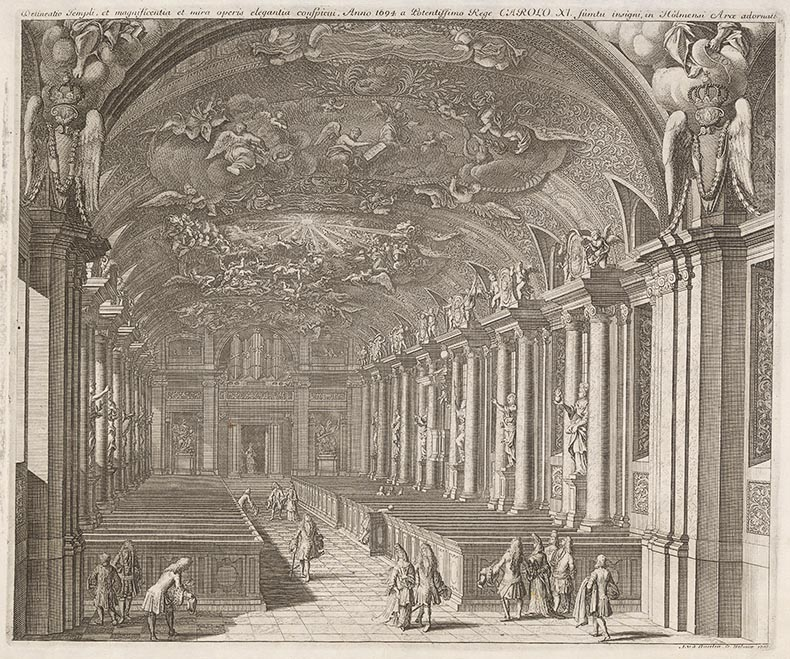
Slottskyrkan inredd 1694.

En ny slottskyrka invigdes julen 1696 i den norra längan, och en ny rikssal planerades även här. Kyrkan skulle ersätta den gamla slottskyrkan som hade uppförts av Johan III på samma plats vid den gamla ekonomigården i slottet Tre kronor. För att den nya slottskyrkan skulle få samma dimensioner som den gamla och passa in i den gamla slottskyrkans murar, med ett bibehållet högre tak innanför det före detta nordöstra tornets murar (nu slottets nordöstra hörn) hade Tessin ett problem om han skulle få detta projekt att passa in i den strama barockstilen, där alla fönsterrader skulle vara nästan absolut regelbundna och inte alltför avvikande och olika höga fönster. Detta oavsett funktionen och vad som dolde sig bakom fönstren. Därför såg Tessin till att lägga till en mezzaninvåning med mindre kvadratiska fönster strax ovan den nedre fönsterraden. Dessa mindre fönster finns nu runt hela byggnaden, som ett minne av den första slottskyrkan. Efter branden, när Tessin fick fria händer, placerades Slottskyrkan och Rikssalen istället i södra längan, och inredningen från den norra längans slottskyrka, bland annat bänkar och inventarier i silver, finns delvis bevarade i den nuvarande Slottskyrkan.
Enligt en plan från före branden skulle slottet ha formen av en slottsfyrkant utan flyglar i stram romersk barock (i princip med samma utseende på de övriga längorna som den norra längan). Detta förslag finns inte bevarat, enligt Boo von Malmborg troligen därför att Tessin vid denna tidpunkt inte vågade avslöja sina omfattande planer för den sparsamme Karl XI.
Den nya byggnaden finns avbildad på fem planscher i Suecia Antiqua et Hodierna, tryckta 1695–1702: bild I.19 (över slottets nya norra fasad inklusive Lejonbacken samt den nya slottsfyrkantens borggård), bild I.20 (den nya slottskyrkans interiör), bild I.21 (slottskyrkans interiör), bild I.27 (med vy över Hedvig Eleonora kyrka) och bild I.32 (med vy från Kungsträdgården). Lejonbacken, som skulle leda upp till den norra porten från såväl öster som väster fullbordades inte före branden utan finns bara redovisad på ritningar.

### Slottsbranden 1697
Den 7 maj 1697 inträffade den stora slottsbranden, som föranledde bygget av det nuvarande Stockholms slott. Branden totalförstörde i stort sett den tidigare borgen på platsen, Slottet Tre Kronor, utom slottets då nyligen kraftigt ombyggda murar längs den norra längan, som i stort sett står kvar än idag. Till skillnad från det övriga slottet kunde alltså den norra längans murar repareras.

### Nybyggets första fas 1697–1709

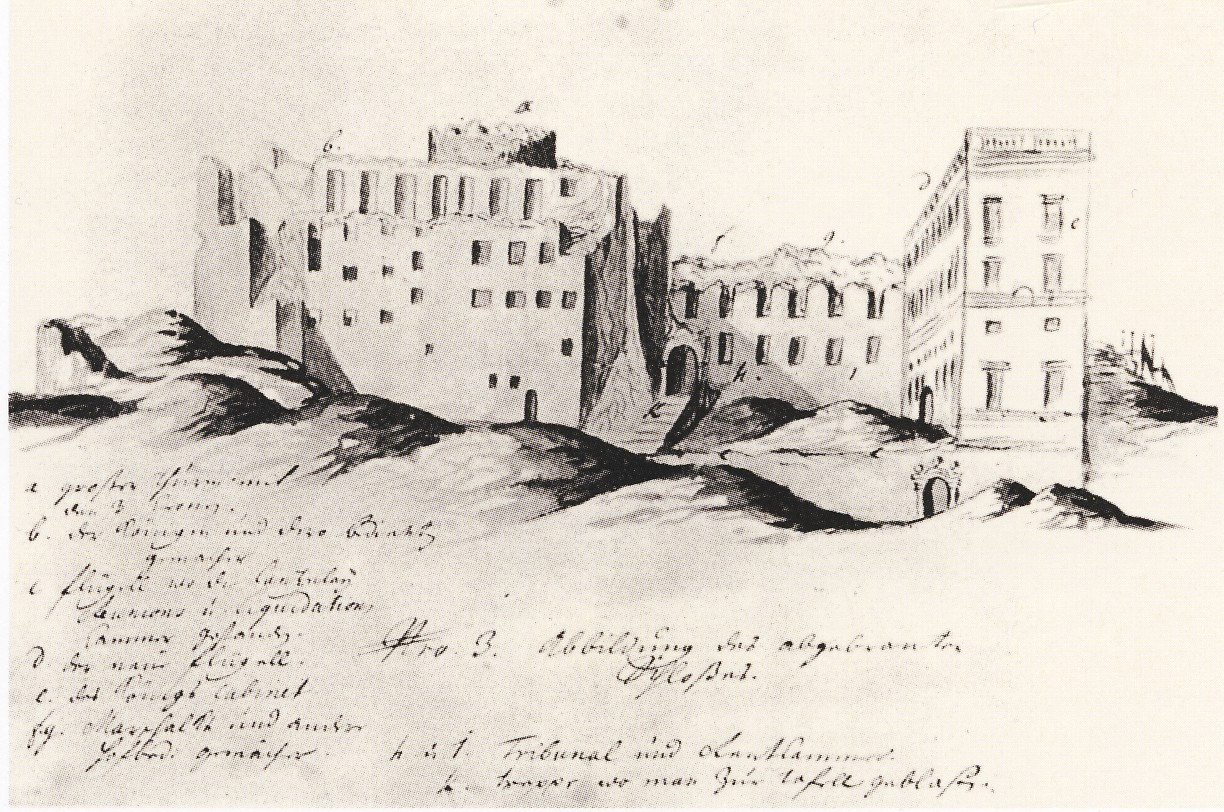
Återstoden av slottet Tre Kronor efter Slottsbranden 1697, Norra längan står kvar (till höger i bild).

Efter branden beslutade Karl XII:s förmyndarregering under riksänkedrottning Hedvig Eleonoras ledning på Karlbergs slott att ett nytt slott skulle byggas upp på de gamla murarna efter det nedbrunna slottet. Nicodemus Tessin d.y. fick uppdraget att som arkitekt rita och bygga upp det nya Stockholms slott. Samtidigt som Tessins planer över det nya slottet godkändes utnämndes han till chef över slottsbygget såsom överintendent över de kungliga slotten, en sorts slottsarkitekt. Göran Josuæ Törnquist (senare adlad Adelcrantz) blev överintendentens biträde och ställföreträdare, alltså en viktig person vid slottsbygget, samt Hans Conradt Buchegger som slottsbyggmästare. År 1697 utnämndes Abraham Winantz Svanssköld (Tessins halvbror) till biträdande slotts- och hovarkitekt, han var tillsammans med Tessin verksam vid slottsbygget. Till sin hjälp hade de en rad tyska "mästergesäller." Viktiga skulptörer och hantverkare under den första byggnadsfasen inkluderade bland annat René Chauveau, Bernard Foucquet d.ä. och dennes son Jacques Foucquet.
Redan samma år som det gamla slottet hade brunnit ner presenterade Tessin färdiga ritningar för den nya anläggningen. Först revs resterna av det gamla slottet, i stort sett revs allt utom delar av den norra längan i dess strama barock. Rivningen utfördes av cirka 300 man från i mitten av maj 1697 fram till mitten av våren år 1700 då resterna av det gamla kärntornet Tre Kronor togs ner för att användas som fyllnadsmassa för Lejonbacken. Det mesta i det nya slottet blev alltså nytt.

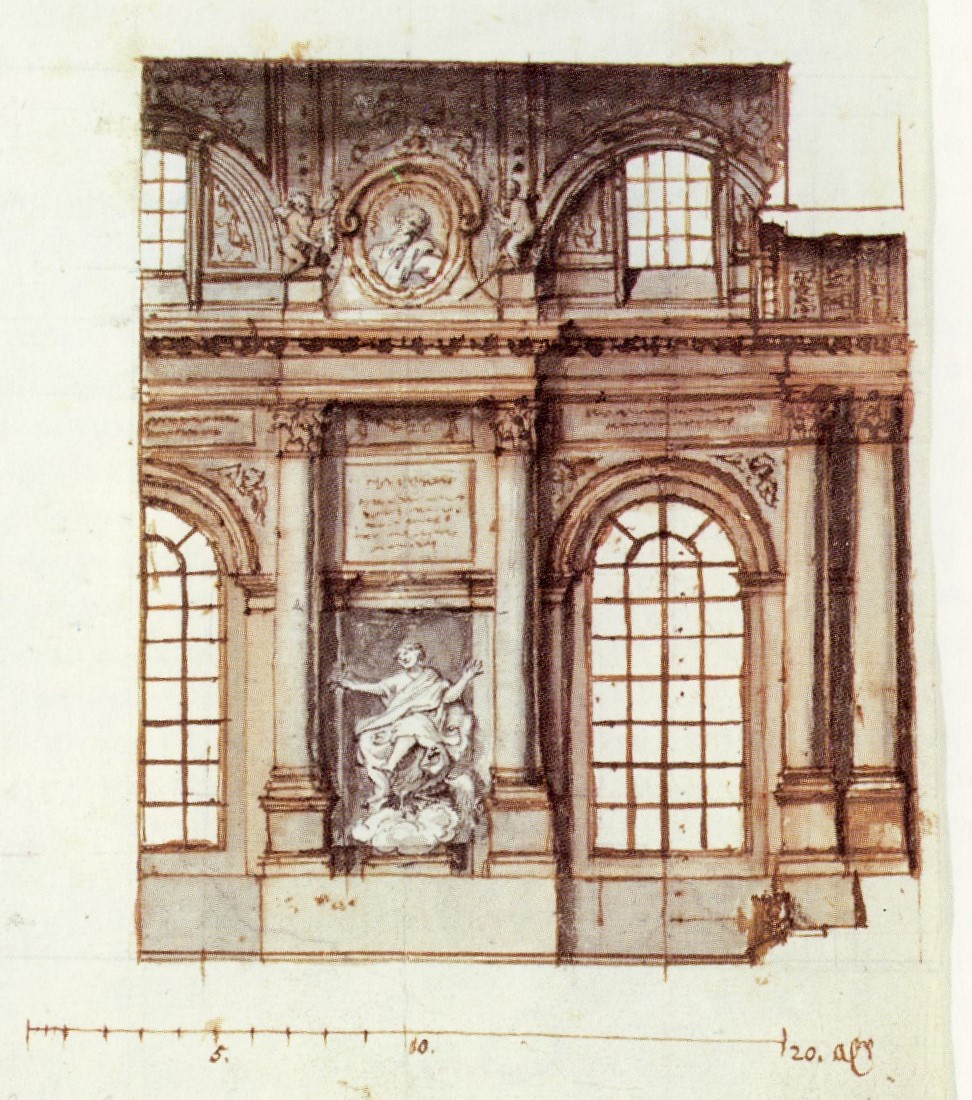
Tessins skiss för Slottskyrkan, 1698.

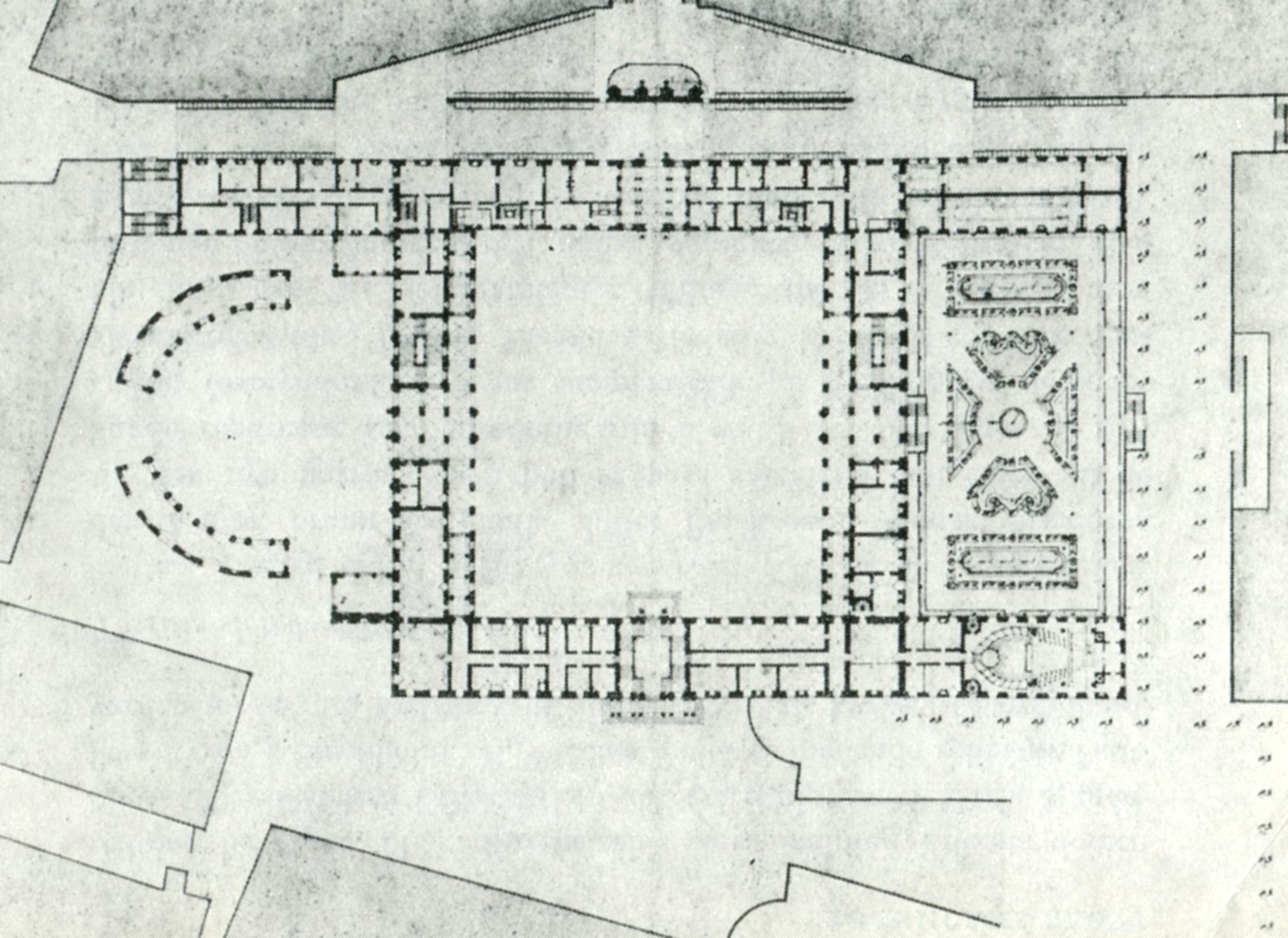
Tessins färdiga ritningsförslag 1697.

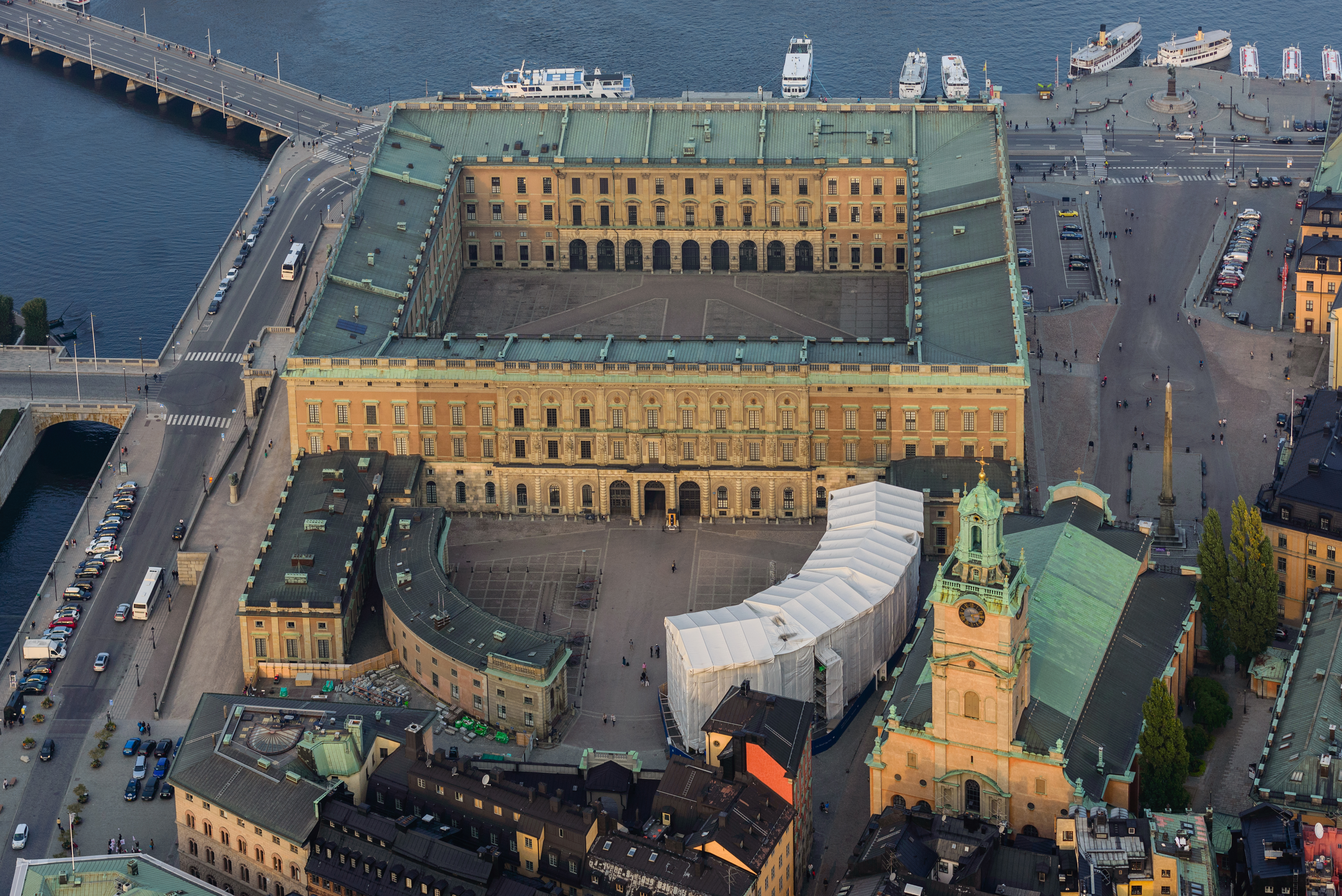
Slottet i september 2014 byggt enligt Tessins plan.

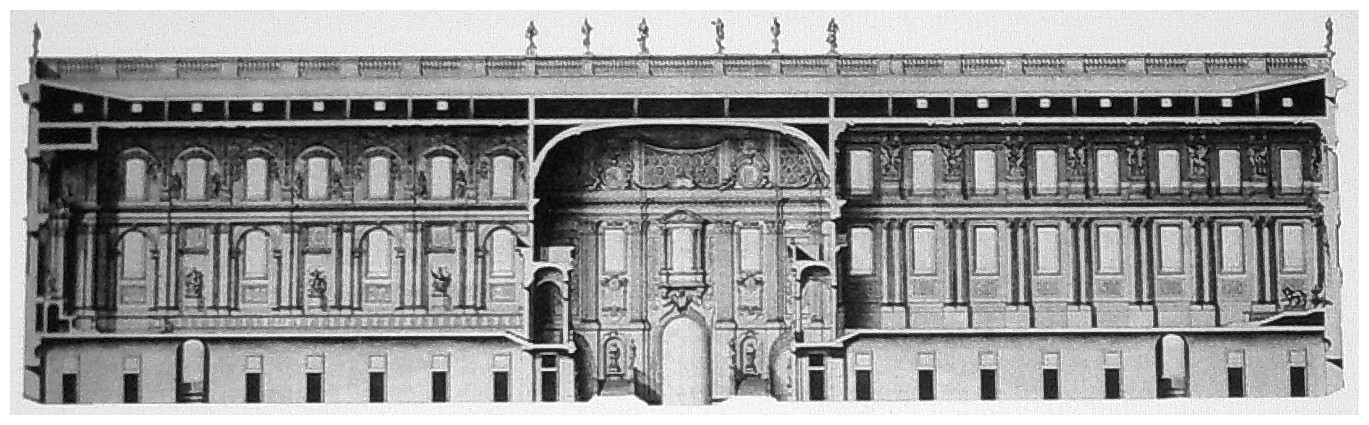
Tessins längdsektion genom södra längan med Rikssalen till höger och Slottskyrkan till vänster, cirka 1700.

När Tessin fick uppdraget att rita det nya slottet övergav han delvis sin tidigare plan om en slottsfyrkant, på så vis att han lade till de lägre flyglarna, som idag flankerar slottsfyrkanten i väster och i öster. Detta för att ge ökad monumentalitet och på grund av att det fanns en del plats att utvidga hans slott på, bland annat i väster där Gustav Vasas vallgrav och kanonvallar tidigare varit. På grund av att Storkyrkan är i vägen i söder måste dock den sydvästra flygeln bli kortare. Denna asymmetri, som flyglarnas olika längd skapade, kompenserade han genom att också rita de halvrunda fristående kommendants- respektive högvaktsflyglarna väster om huvudbyggnaden. Dessa omsluter idag den yttre borggården. Tessins planer och uppdrag till konstnärer präglar fortfarande slottets yttre fasader murar och stenpilastrar liksom väggar, golv, pelare och stenpilastrar inne i slottet, exempelvis i Rikssalen och Slottskyrkan och i trapphallarna.
Slottsbygget bedrevs i början av Karl XII:s regeringstid med stor intensitet. Men de kostsamma fälttågen under det stora nordiska kriget var hämmande. 1709 förlorade Karl XII Slaget vid Poltava och samma år avstannade slottsbygget helt. Vid den tidpunkten hade borggården jämnats ut och borggårdsmurarna var uppförda till en vånings höjd åt söder och öster och till en halv våning åt väster. I detta halvfärdiga skick visade sig Stockholms nya slott för sin omgivning ända fram till 1727, då riksdagen beviljade medel för fortsatt arbete. Ett år innan sin död fick Tessin uppleva att arbetet återupptogs.
En del utsmyckningar som Tessin hade tänkt sig kom inte på plats. Exempelvis ville han efter franska förebilder i inre borggården placera en ryttarstaty över Karl XI, men det gillade inte Karl XII och avstyrkte förslaget då det skulle "aldeles hindra den vackra prospecten". Likaså föll Tessins förslag att smycka takbalustraderna med skulpturer. Hur Tessins hade tänkt sig utseendet syns på en illustration över slottet utförd av Jean Eric Rehn omkring 1770.

#### Den franska konstnärskolonin

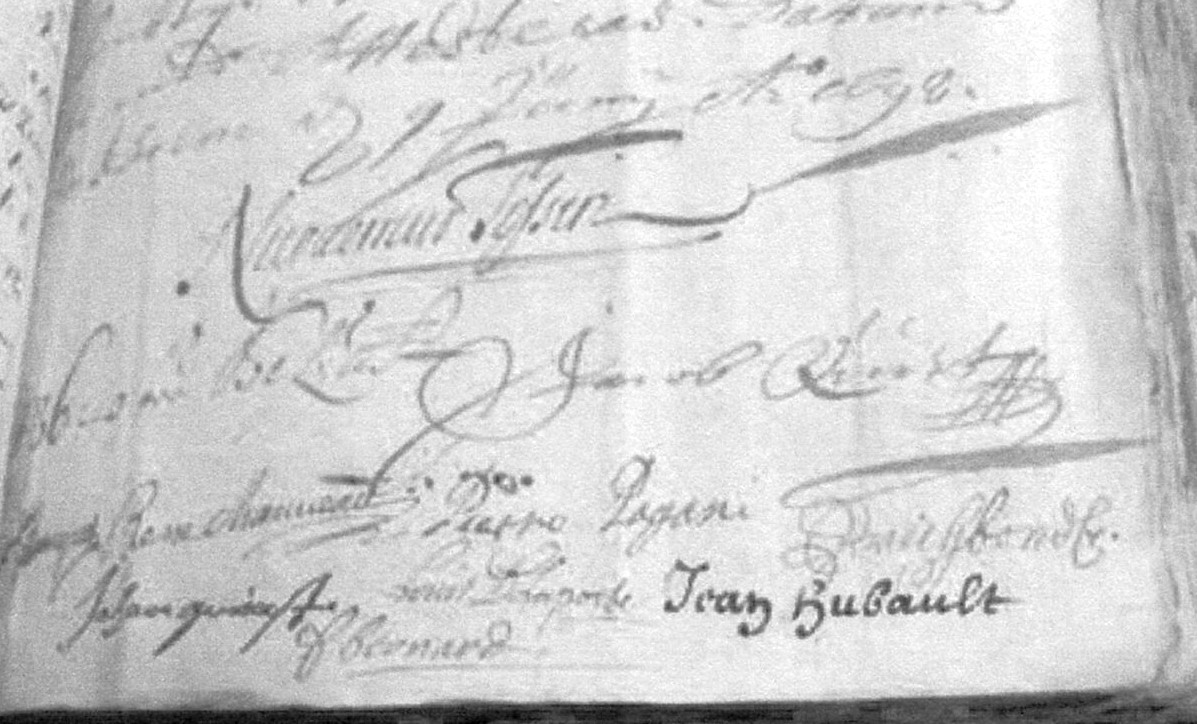
Kvittenser på utbetald lön, omkring 1700, bland namnteckningar märks "Nicodemus Tessin".

Den största gruppen konstnärer kom från Frankrike. Mellan åren 1693 och 1699 anlände 16 franska bildhuggare, målare och gjutare till Stockholm. Hantverkarna hade på Tessins initiativ fått en inbjudan genom det svenska diplomatiska sändebudet i Paris, Daniel Cronström, att komma och arbeta för den svenske kungen, med erbjudande om årslön och boende. Exempelvis fick skulptören René Chauveau till en början en lön på 1 000 daler silvermynt per år, han var bland de högst betalda i gruppen. En del hade sina familjer med sig och de bildade en fransk hantverkarkoloni. Ofta deltog även familjemedlemmar i slottsarbetet. Hela den franska gruppen omnämns i källorna som de fransöske hantwerkarna. De flesta hade fått sin utbildning vid Académie Royale de Peinture et de Sculpture i Paris och samlat praktisk erfarenhet från Ludvig XIV:s stora slottsbyggprojekt i Versailles.
Hantverkarna, som samtliga var katoliker, levde och verkade mycket tätt och sammanhållet, i nära anslutning till den franska beskickningen. Där kunde de utöva sin katolska tro, något som annars var strikt förbjudet i Sverige vid denna tid. När slottsbygget avstannade 1709 upplöstes den franska hantverkarkolonin. Några hantverkare återvände till sitt hemland som René Chauveau med familj. De flesta avled dock i Sverige under tidigt 1700-tal.

### Tessins plan för slottsomgivningen

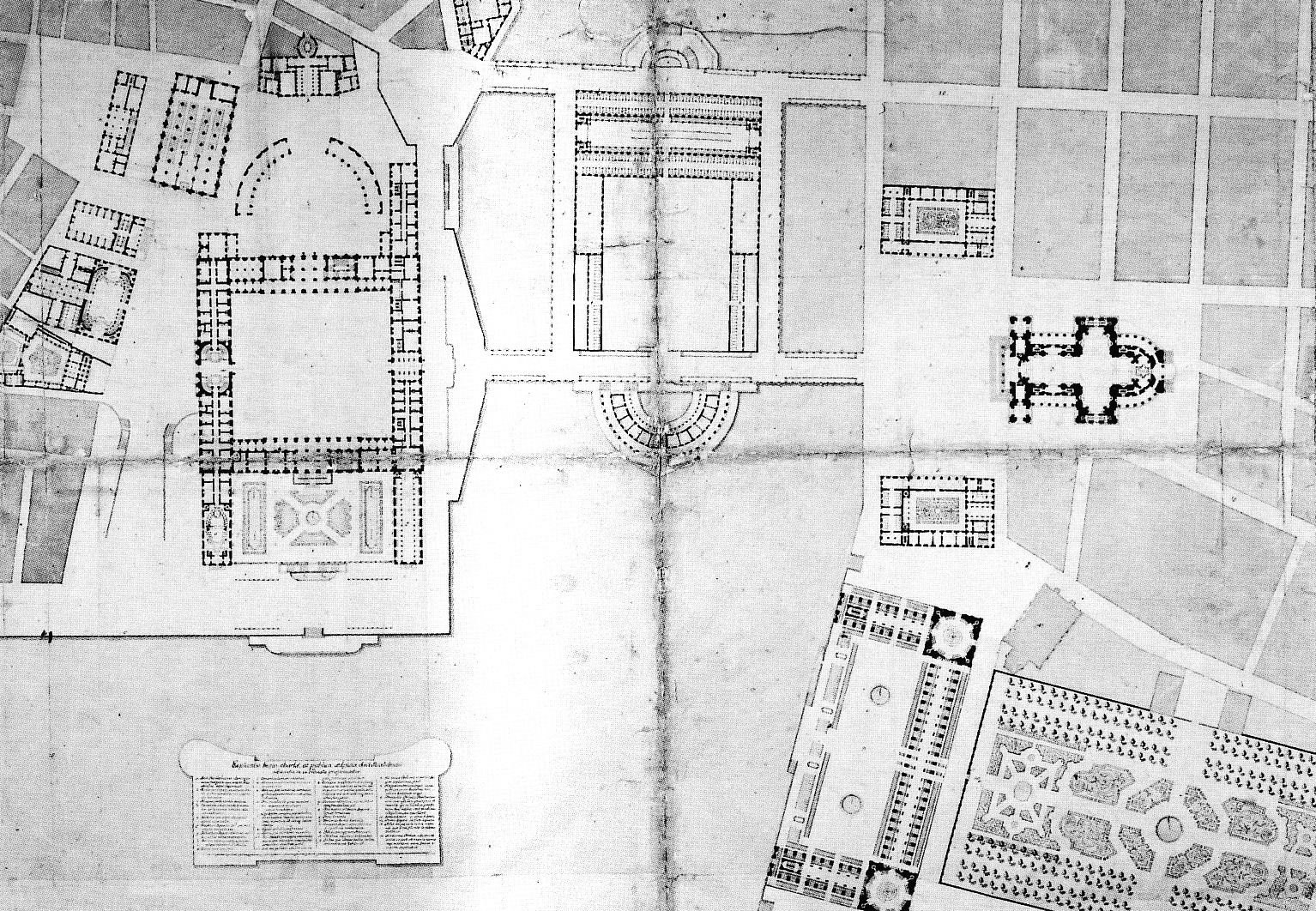
Tessin d.y.:s förslag från 1713
(norr är till höger)

Stadsplaneändringar för bebyggelsen runt Stockholms slott hade redan under tidigt 1700-tal framlagts av överintendenten Nicodemus Tessin d.y. Tessins stadsplaneförslag var klart 1713 och i hans plan hade slottsomgivningen fått en ny skepnad, bland annat en ny Norrbro med en skulpturallé, en väldig kungadom och en ny Riddarholmskyrka som förde tanken till Peterskyrkan i Rom. Mot Strömmen, i Kungsträdgårdens förlängning, tänkte Tessin sig en 112 meter lång "segerhall” med arkader och kolonner i dorisk ordning, med två hörntorn och utställningshallar med 50 meters takhöjd. Här skulle det radas upp erövrade kanoner, fanor och andra krigstroféer. På Helgeandsholmen planerade han en beridarebana för ryttarspel och andra förlustelser, till och med en björngård skulle byggas. Det gillade dock inte kungen Karl XII, som helst ville ha Helgeandsholmen för sig själv.
Slottsbacken skulle förses med ramper till en uppåt avsmalnande plats framför Storkyrkan som skulle kläs i en ny barockfasad. Även Stortorget skulle byta skepnad och ett nytt råd- och börshus var planerat. Tessin d.y. var övertygad om att hans planer en dag skulle bli verklighet. Men den nya slottsbyggnaden sysselsatte honom fullt ut och krävde stora finansiella resurser. Sveriges stormaktstid gick till ända och planerna för en skulpturallé, en segerhall och en omdanad Slottsbacken stannade på papperet.

### Nybyggets andra fas 1727–1771

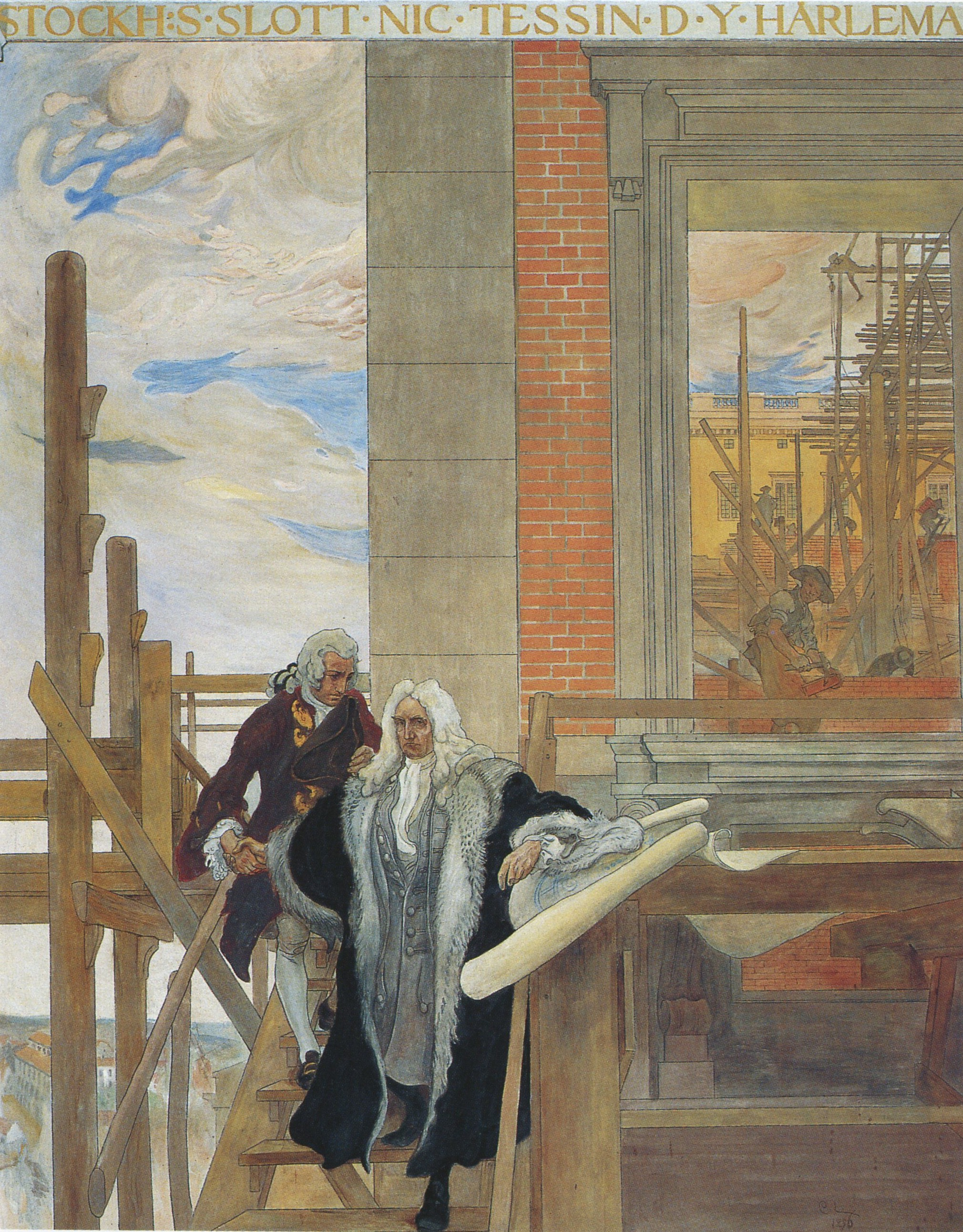
Hårleman och Tessin på slottsbygget i en tolkning av Carl Larsson från 1896

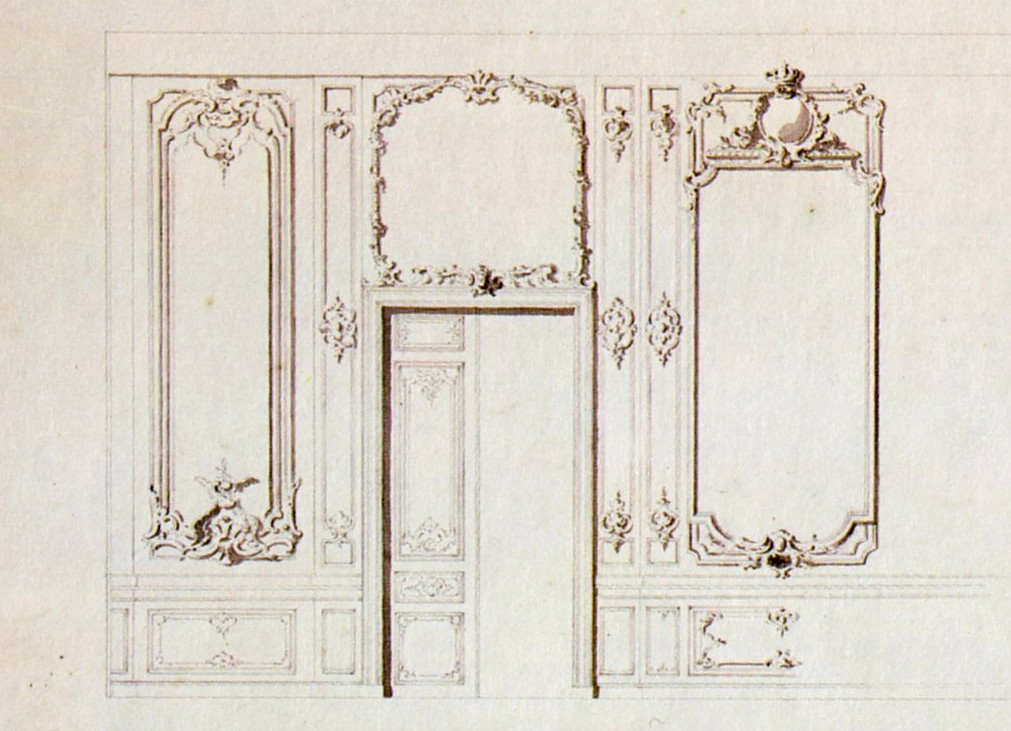
Carl Hårlemans väggskiss till Prins Gustafs audiensrum 1750.

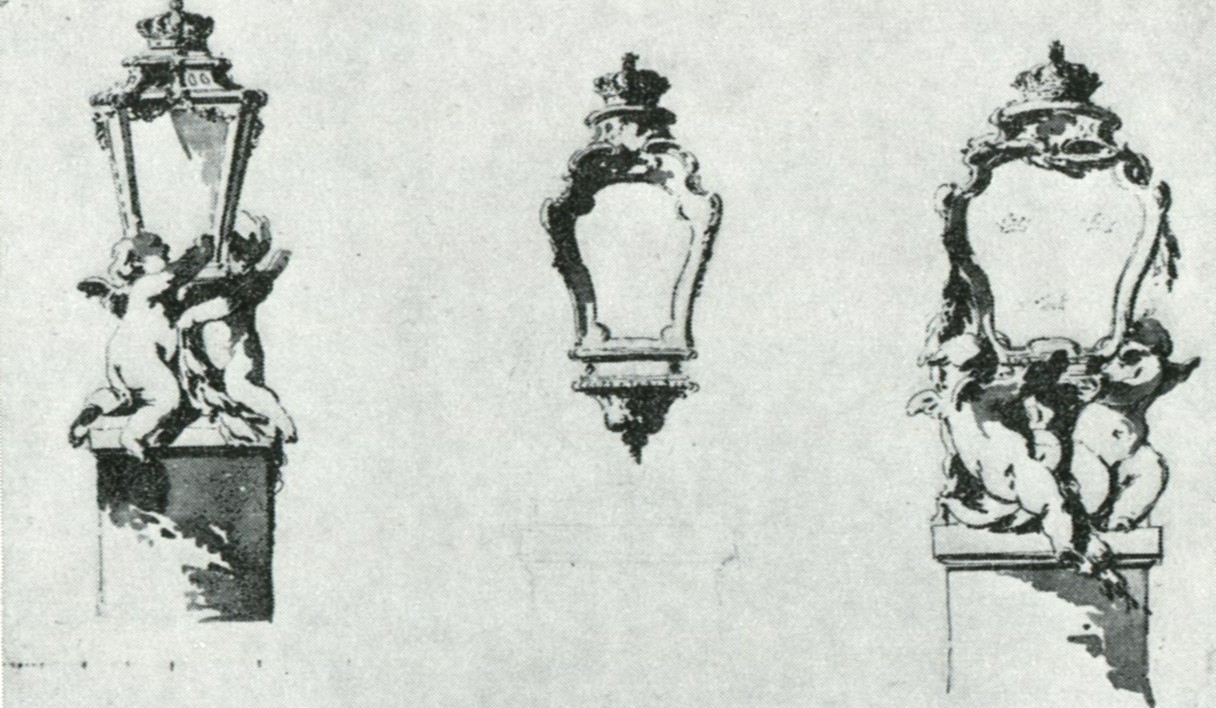
Jean Eric Rehns ritningar till lyktgrupper i trapphuset, 1750-tal

Nicodemus Tessin d.y. dog 1728 innan slottsbygget blev klart. Ansvaret övertogs då av Carl Hårleman, även om Nicodemus Tessins ämbete som överintendent formellt övertogs av hans son Carl Gustaf Tessin.
Hårleman utformade stora delar av slottets inre detaljer i en senare stil, mer i samtidens smak: rokoko. Fasaderna färdigställdes med ljusgul färgsättning. När slottsbygget återupptogs 1727 uppstod igen behov av kvalificerad arbetskraft.  På sommaren 1732 anlände en fransk konstnärs- och hantverkargrupp till Stockholm; resultatet av Carl Hårlemans underhandlingar i Paris under vintern året innan. I gruppen ingick sex bildhuggare: de två mästarna Antoine Bellette och Michel Le Lievre samt fyra gesäller..I gruppen fanns också tre målare, bland dem Guillaume Thomas Taraval. Med de franska konstnärerna som lärare påbörjades en organiserad utbildning av svenska målare och bildhuggare, något som bidrog till att rokokostilen spreds i Sverige och som blev embryot till Konstakademin. Även italiensak rokokomålare deltog i inredningsarbetet men fick inte samma betydelse utanför slottet.
Viktiga skulptörer och hantverkare under den andra byggnadsfasen inkluderade även Charles Guillaume Cousin, Jacques-Philippe Bouchardon, Pierre Hubert L'Archevêque, Johan Tobias Sergel och Adrien Masreliez. Giovanni Battista Tiepolo tackade nej till att utföra Tessins hantverksuppdrag på grund av av en tvist om sitt arvode.
År 1753 dog Carl Hårleman och hans arbete togs över av Carl Johan Cronstedt, som tillsammans med Carl Gustaf Tessin färdigställde slottet. Detta år blev även de delar av slottet klara där kungafamiljen skulle bo, alltså i den norra längan och det som idag är festvåningen i representationsvåningarna. Stockholms slott stod färdigt för inflyttning 1754. Den kungliga familjen, som sedan branden i det gamla slottet hade residerat i Wrangelska palatset på Riddarholmen, flyttade in i sin nya bostad första advent samma år. Istället för respresentationsvåningen valde kungafamiljen dock att bo i den delen som numera kallas Bernadottevåningen. Arbetena med inredningen av de andra delarna av slottet fortsatte även med kungafamiljen på plats. Prioritet gavs åt inredning istället för färdigställande av Slottsbacken och Lejonbacken.
Lejonbacken och Kansliflygeln slutfördes av arkitekt Carl Fredrik Adelcrantz, som även kom att ta över ledningen för inredningsarbetena efter Hårlemans död 1753. 1771 betraktas det år som slottet officiellt kan anses vara helt klart. Detta år färdigställdes den östra kajens terrassmur. Men under många år saknades statyer och skulpturer i fasadnischerna, exempelvis de åtta statyerna på södra fasaden föreställande berömda svenska män eller Enleveringsgruppen på samma fasad.

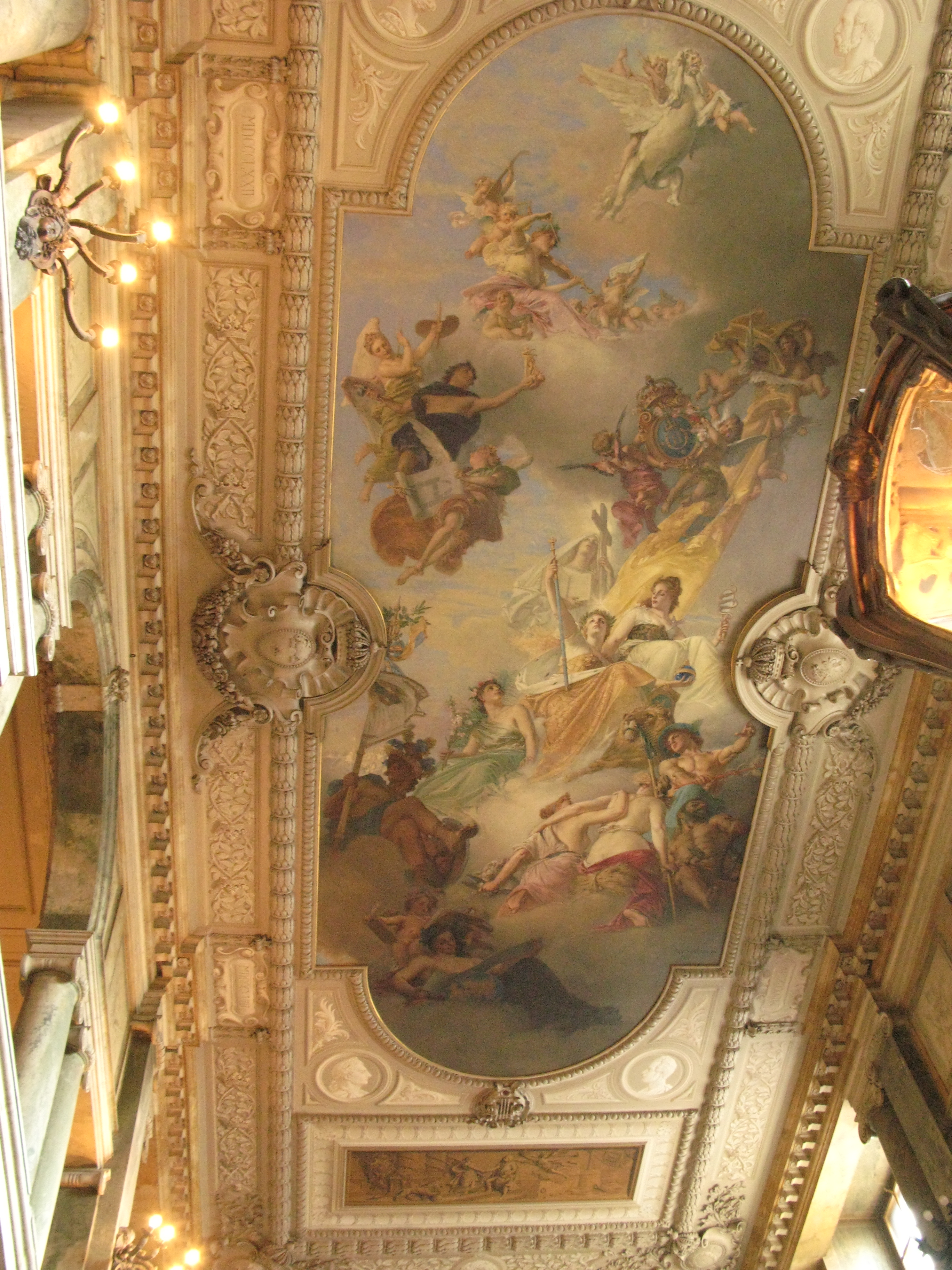
Västra trapphallens tak, plafond av Julius Kronberg, 1890-tal.

### Utveckling efter 1770-talet

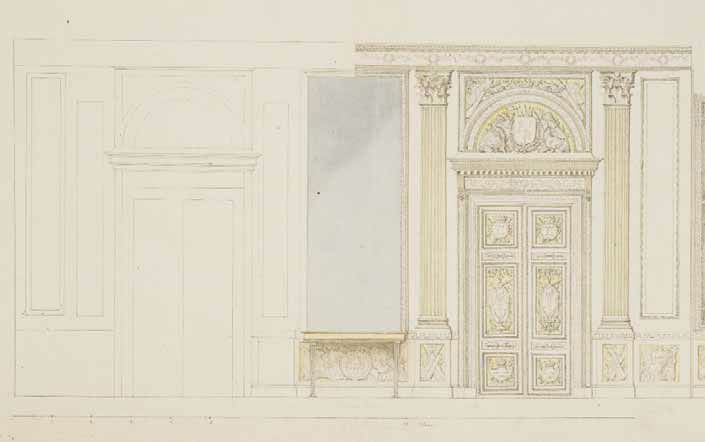
Louis Masreliez
ritning till hertig Carls konseljsal 1792.

Efter att det nya slottet färdigställdes har inga större ombyggnader av anläggningen företagits, bortsett från en rad anpassningar, nya inredningar, moderniseringar och ommöbleringar för olika regenter och deras familjer samt tillkomsten av slottets olika museer.
Under sent 1700-tal och under 1800-talet var konstnärer som Jean Eric Rehn respektive Fredrik Wilhelm Scholander viktiga för slottets praktfulla inredningar, där salongernas väggar och inredning utformades med pilastrar, pelare, väggutsmyckningar med mera. Bland andra viktiga skulptörer, målare och hantverkare under senare ombyggnader kan nämnas 
Louis Masreliez (interiörarbeten i klassicism och nyantik),
Jean Baptiste Masreliez (interiörarbeten), 
Axel Magnus Fahlcrantz (Logårdsmuren och järnstaketet vid Logården), 
Johan Niclas Byström (skulpturer), 
Sven Scholander (restaurationer), 
Johan Axel Wetterlund (fasadskulpturer av berömda män och fyra allegoriska grupper på Logårdsmuren),
Julius Kronberg (takmålningar) och 
Kaspar Schröder (fasadskulpturer; lejonmasker på gårdsfasaden)
Under Oscar I:s tid började intresset för historiska stilar väckas och när Vita havet skapades 1844–1850 efter ritningar av Per Axel Nyström gjordes en kompromiss mellan gammalt och nytt. Fredrik Wilhelm Scholander var Karl XV:s hovintendent och delade helt sin kunglige uppdragsgivarens romantiska inredningsideal. Ett resultat av detta samarbete är bland annat Victoriasalongens yppiga nyrokoko.
Under Oscar II genomfördes en rad kompletteringar, förbättringar och moderniseringar. Under hans tid fylldes många av slottets dittills tomma fasadnischer med skulpturer. Bland de moderniseringar i slottets tekniska installationer som Oscar II lät genomföra fanns indragning av vattenledning (1873), installation av elektrisk belysning (1883), telefon (1884) och vattenburen centralvärme (kring 1900), idag är fastigheten ansluten till fjärrvärme. Konungens intresse sträckte sig även till trapphusens utsmyckning och på hans uppdrag utförde Julius Kronberg plafondmålningar i Västra trapphallen. Enligt författaren Georg Svensson var Oscar II den som "uppställde som mål att med utgångspunkt från Tessins ritningar sätta slottet i ett skick, som var värdigt detta monument".
Under åren 1922 till 1930 byggdes Logården om, från dåtidens parkanläggning i engelsk stil till dagens mera öppna yta med vattenspeglar på vardera sidan om gången från östra valvet ut till Skeppsbron. Vid samma tidpunkt renoverades också Rikssalen och Slottskyrkan, och yttertakens järnplåt byttes till nuvarande kopparplåt.
År 1956 beslutades det att Gustav III:s antikmuseum skulle återställas. Slottsarkitekten Ivar Tengbom fick ansvaret och arbetet genomfördes 1956–1958. Därefter kunde museet återinvigas. Skattkammaren öppnades 1970 och Museum Tre Kronor 1999.

## Exteriör

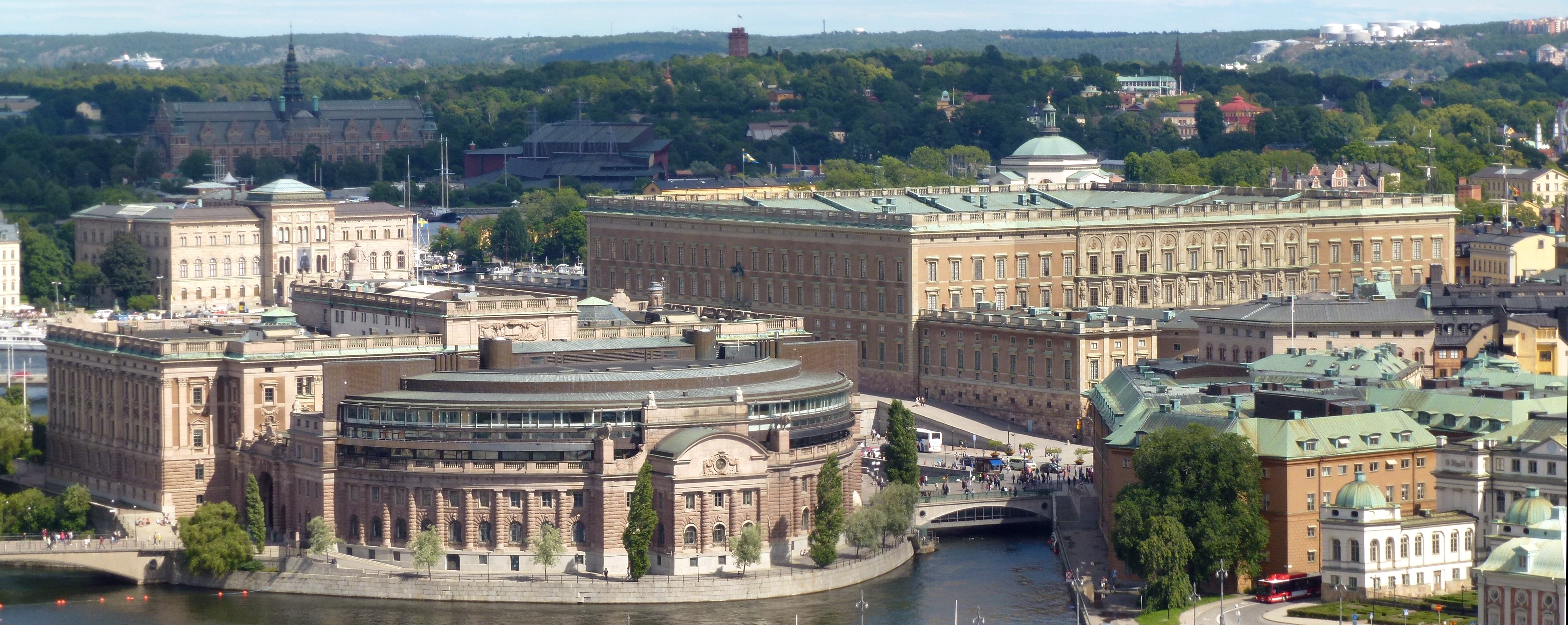
Maktens centrum: Stockholms slott (till höger) och Riksdagshuset (till vänster). I bakgrunden syns även solbelyst Nationalmuseum och Skeppsholmskyrkans takkupol. Längst ner till höger i bild syns dessutom Högsta domstolen, som har sina lokaler i Bondeska palatset.

### Översikt
Slottet är byggt i tegel och sandsten. De kopparklädda taken lutar inåt mot inre borggården och omges på huvudbyggnaden av en balustrad i sten. Byggnaden består av fyra längor, vardagligt namngivna efter de fyra väderstrecken.
Slottets fasader fick olika utformning och utformades inte likadant som den ursprungliga norra längan. Den södra fasaden fick en triumfbåge i praktfull barock som ramar in ingången och trapphallen i mitten av längan. De östra och västra fasaderna fick praktfulla mittpartier i typisk barock med pilastrar, hermer och statyer. Den södra fasaden fick även nischer för statyer i varannan fönsteravsats. Slottet har totalt 28 statyer, 717 balusterdockor i räcken och 242 konsolvoluter. Sten täcker 9 500 m² av fasaden och puts 11 000 m². Huvudbyggnaden (utan flyglarna) mäter 115 × 120 meter och innesluter den Inre borggården.
Från huvudbyggnadens hörn utgår fyra flyglar mot öster och väster. Mellan de östra flyglarna ligger Logården och mellan de västra ligger Yttre borggården. Alla flyglar är 48 meter långa, förutom den sydvästra som är 11 meter på grund av Storkyrkans läge. Oregelbundenheten döljs av de två fristående runda Högvaktsflygeln och Kommendantsflygeln.

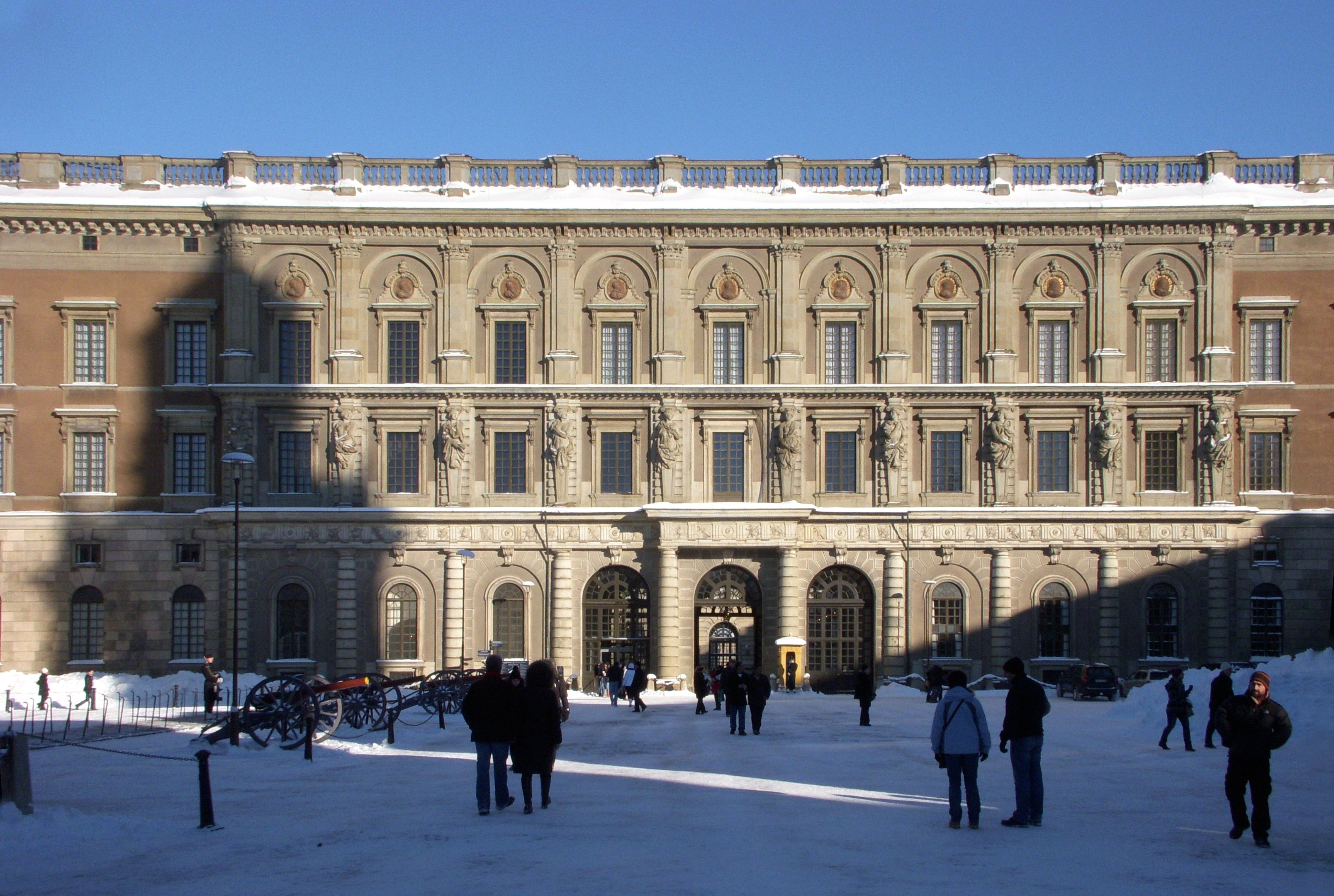
Fasad mot väst
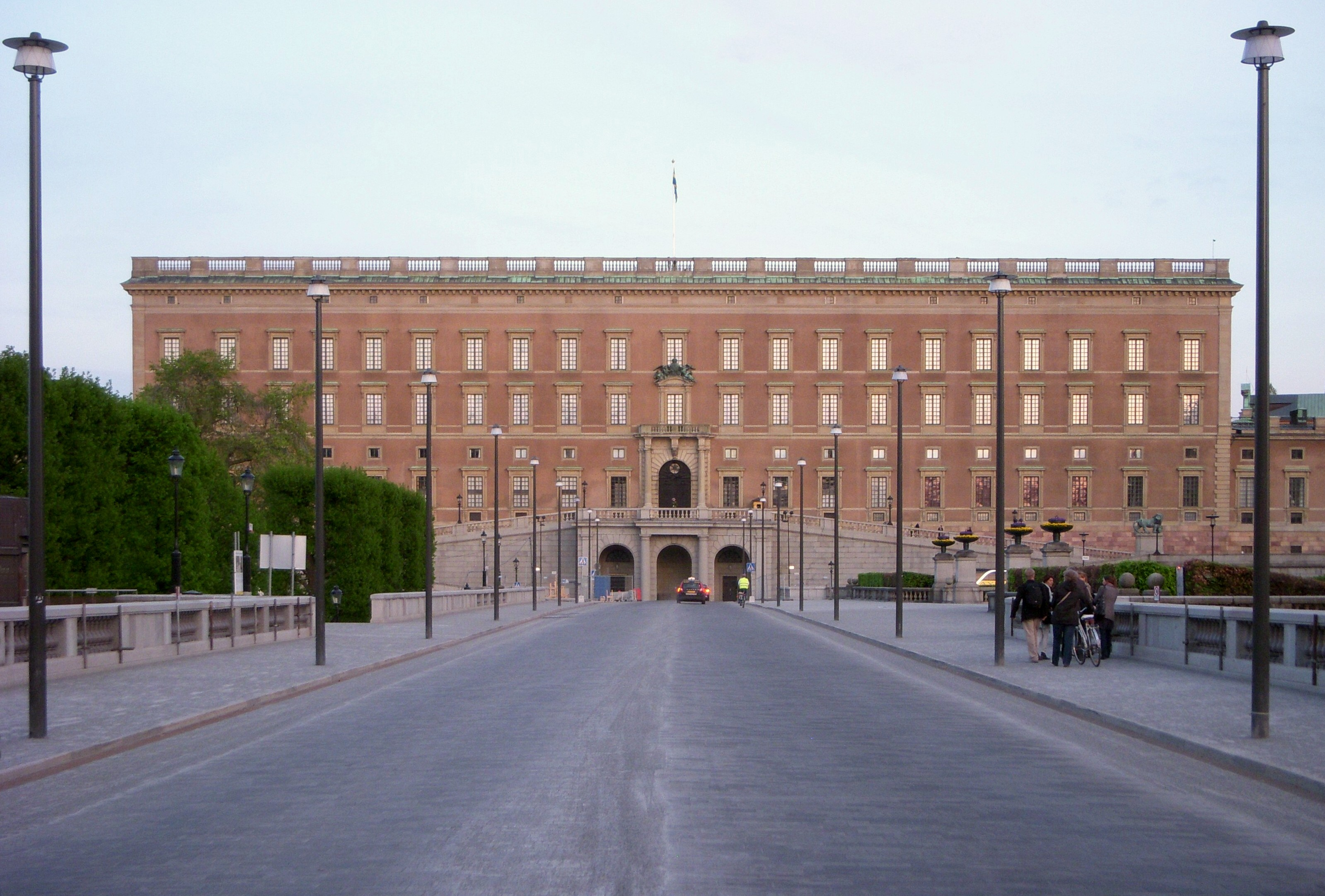
Fasad mot norr
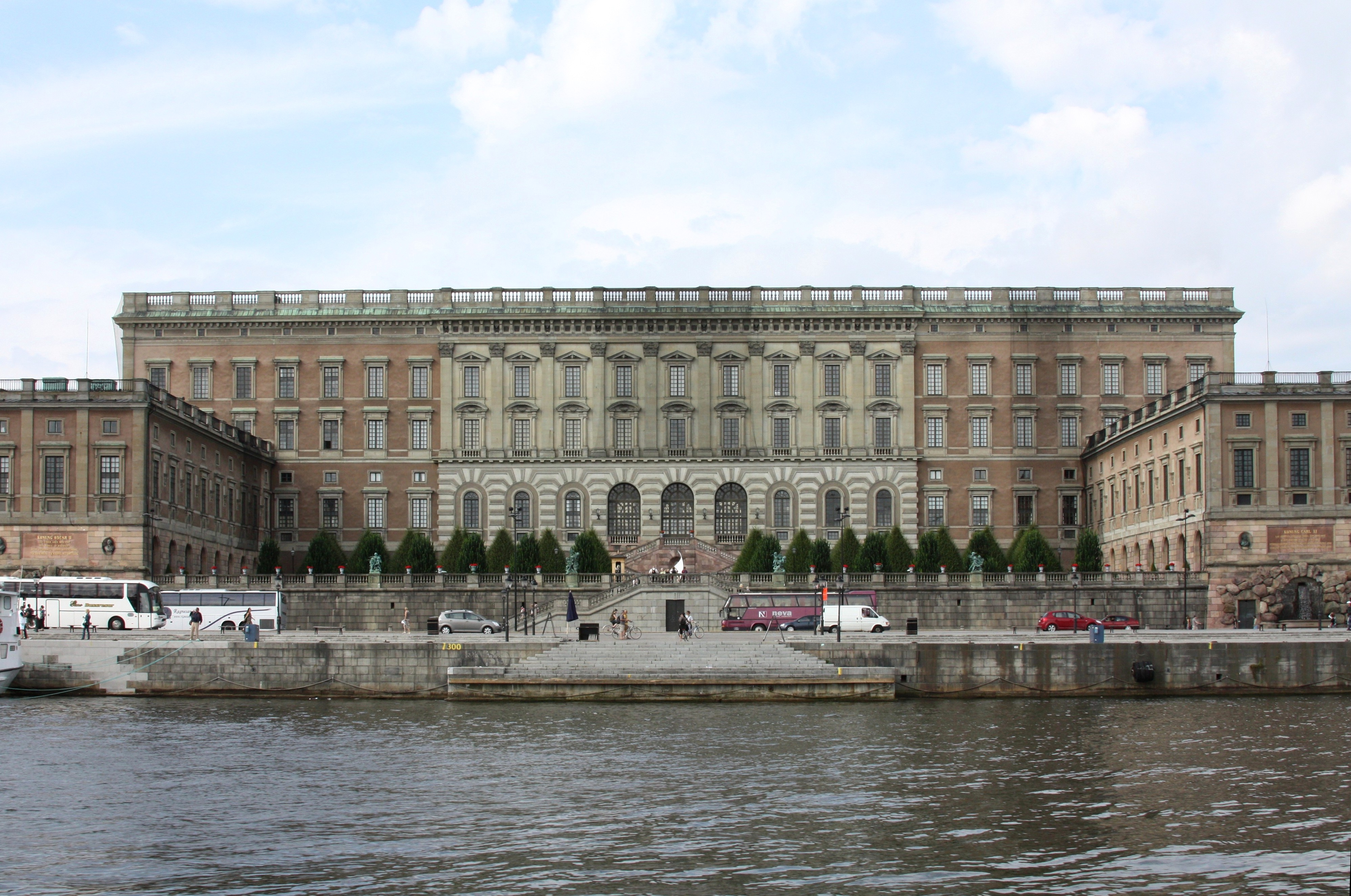
Fasad mot öst
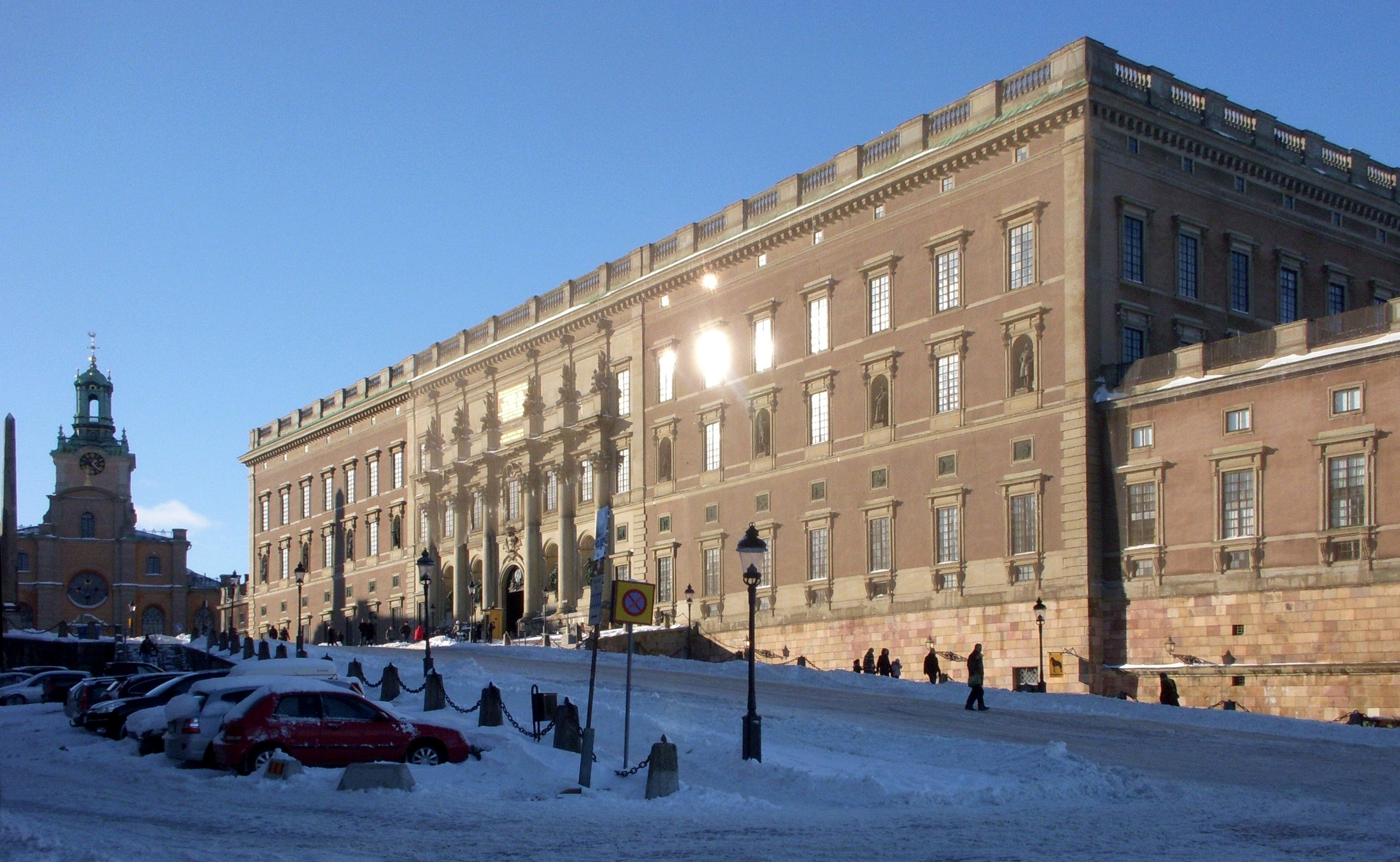
Fasad mot syd

### Borggårdarna

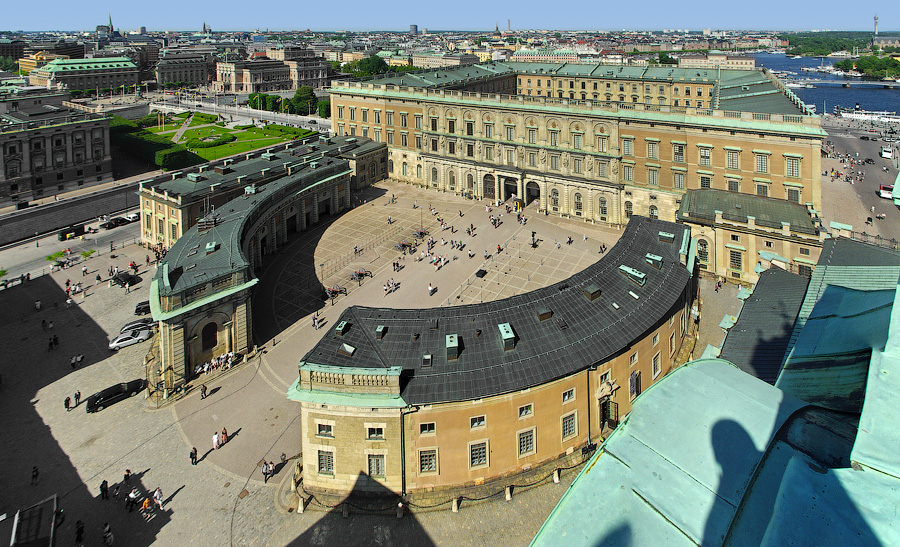
Yttre borggården och västra längan sedd från Storkyrkans torn.

Slottet har två borggårdar. Utanför västra längan återfinns den yttre borggården, som är huvudplats för Högvaktens vaktavlösning, och här står även en staty över Kristina Gyllenstierna som restes 1912 på initiativ av Föreningen för Stockholms fasta försvar. Yttre borggården omsluts av två svängda flygelbyggnader. Den norra disponeras av Högvakten och den södra huvudsakligen av Slottsboden.
Den inre borggården omges av slottets fyra längor och nås via portaler i de fyra längors mittpartier; södra, västra, norra och östra portalen (eller valven). Den inre borggården är 89 meter lång (öst-väst riktning) och 77 meter bred (nord-syd riktning). I borggårdens mitt hade Tessin tänkt sig en ryttarstaty över Karl XI, den kom dock inte på plats.

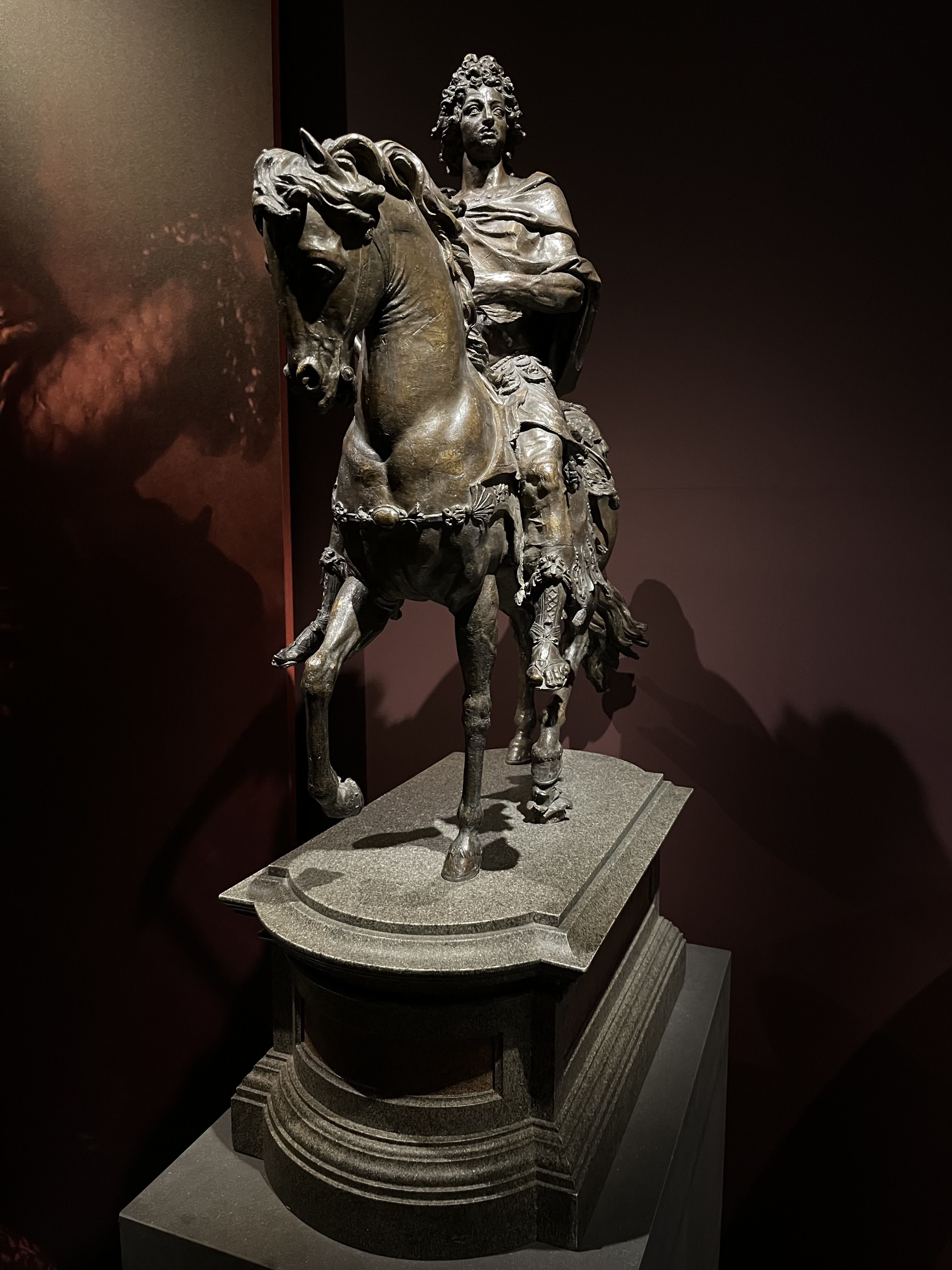
Bernard Foucquets maquette till Karl XI:s staty för borggården från omkring år 1700.

Den stora inre borggården vars axlar går i öst–västlig och nord–sydlig riktning ut mot Logården respektive Norrbro är påverkad av Louvrens borggård i Paris, som också är påverkad av barocktidens byggnadsideal.

### Västra längan

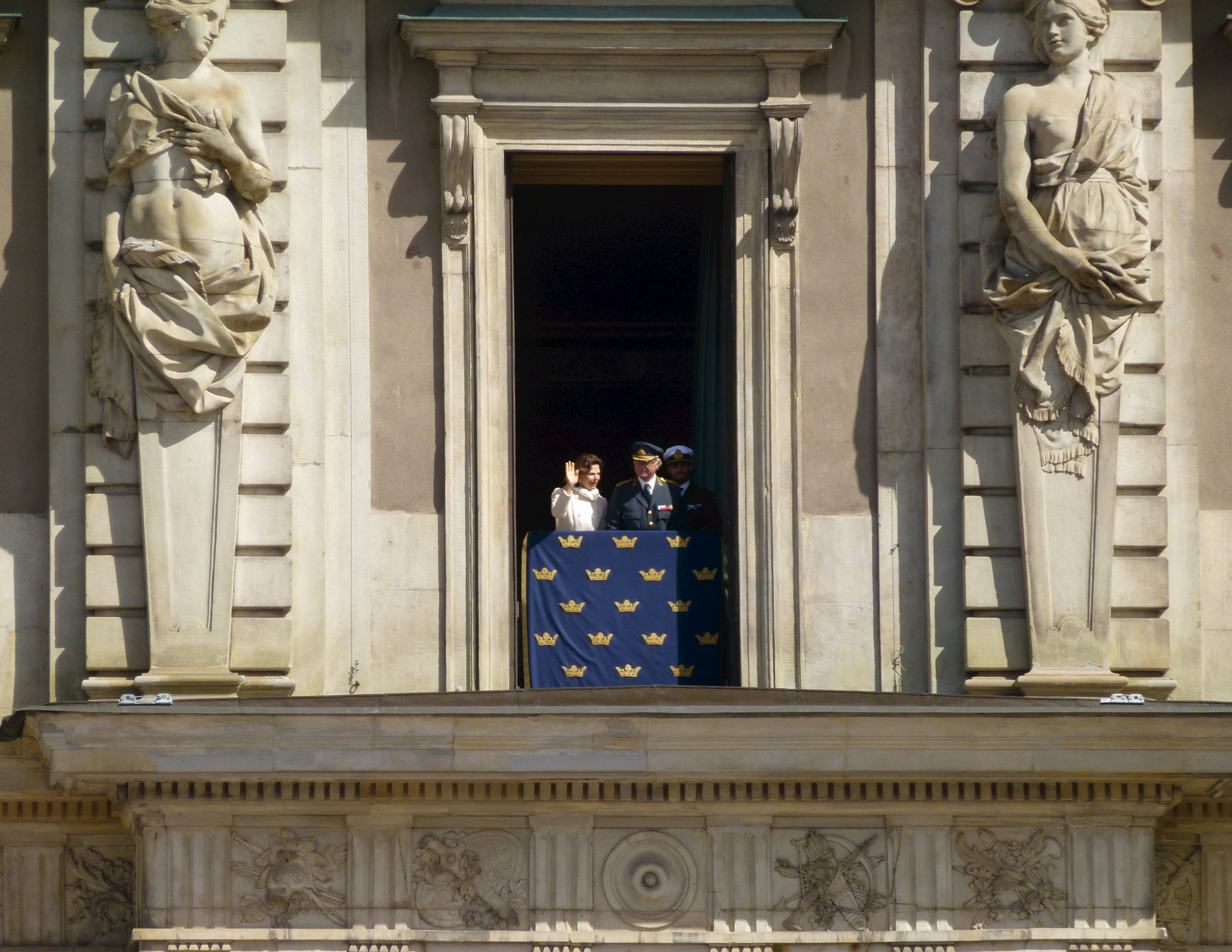
Kungen och drottningen i fönstret.

Den västra längan, eller västra fasaden, representerar det manliga eller Konungen. Från den västra längan utgår Kansliflygeln åt nordväst. Längan angränsar även till den yttre borggården samt till de två separata svängda flyglarna av vilken den norra är Högvaktsflygeln och den södra Kommendantsflygeln. På fasaden syns medaljonger som föreställer nio svenska regenter samt tio karyatider. I det centrala fönstret över portiken brukar kungen och familj visa sig vid kungens födelsedag.

#### Skulpturer
I västra fasadens frontespis och mellan fönstren på första våningsplan finns 10 stycken kvinnliga gestalter, så kallade karyatider. Slottets karyatider är rokokoinspirerade pilastrar i form av kvinnor och utförda av den franska konstnären Charles Guillaume Cousin i gotländsk sandsten år 1744. Varje figur är cirka 4,5 meter hög. Några av figurerna uppvisar vittringsskador med risk för nedfallande stenbitar, därför har ett skyddsnät spänts upp framför gruppen.
Även Kungamedaljongerna ovanför fönstren i nästa våningsplan är utförda av Charles Guillaume Cousin. 
Medaljongerna föreställer Gustav Vasa, Erik XIV, Johan III, Sigismund, Karl IX, Gustav II Adolf, Drottning Kristina, Karl X Gustav och Karl XI. De har en diameter på cirka 1,5 meter och är utförda i bly år 1745.

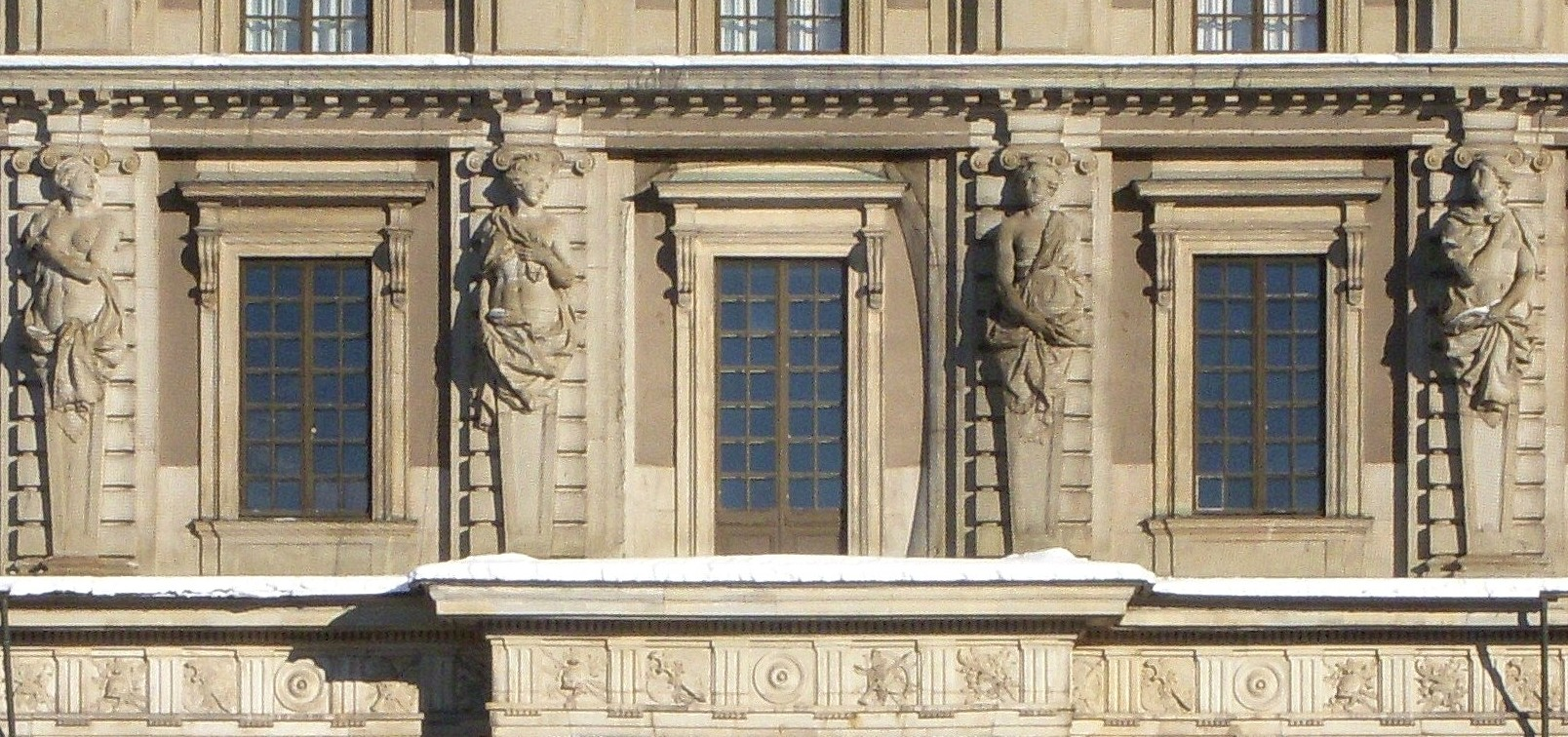
Fyra av tio karyatider
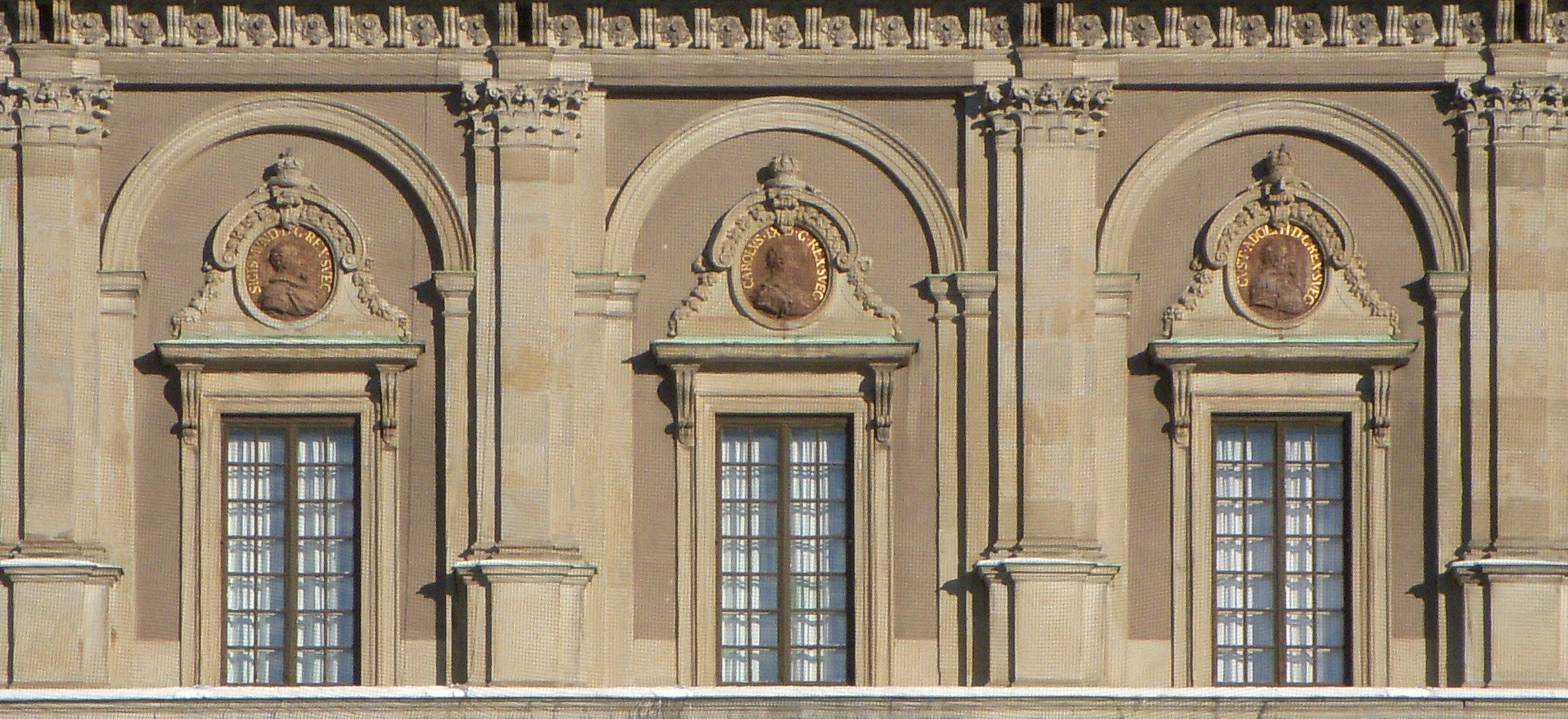
Tre av nio kungamedaljonger

### Norra längan
Den norra längan, eller den Norra fasaden, skall representera makten. Denna fasad är stramt hållen och skulle genom sitt läge och sitt perspektiv mot norr spegla och utstråla den kungliga makten.

#### Skulpturer

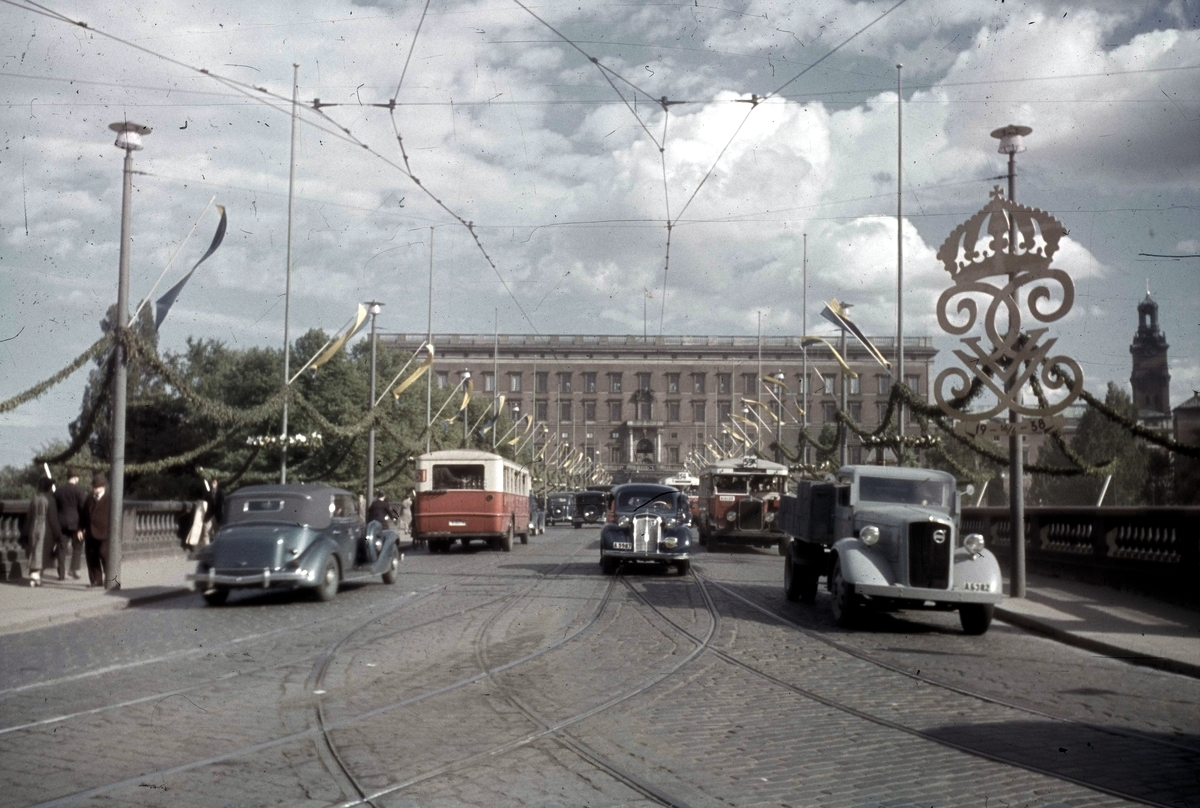
Stockholms slott 1938.

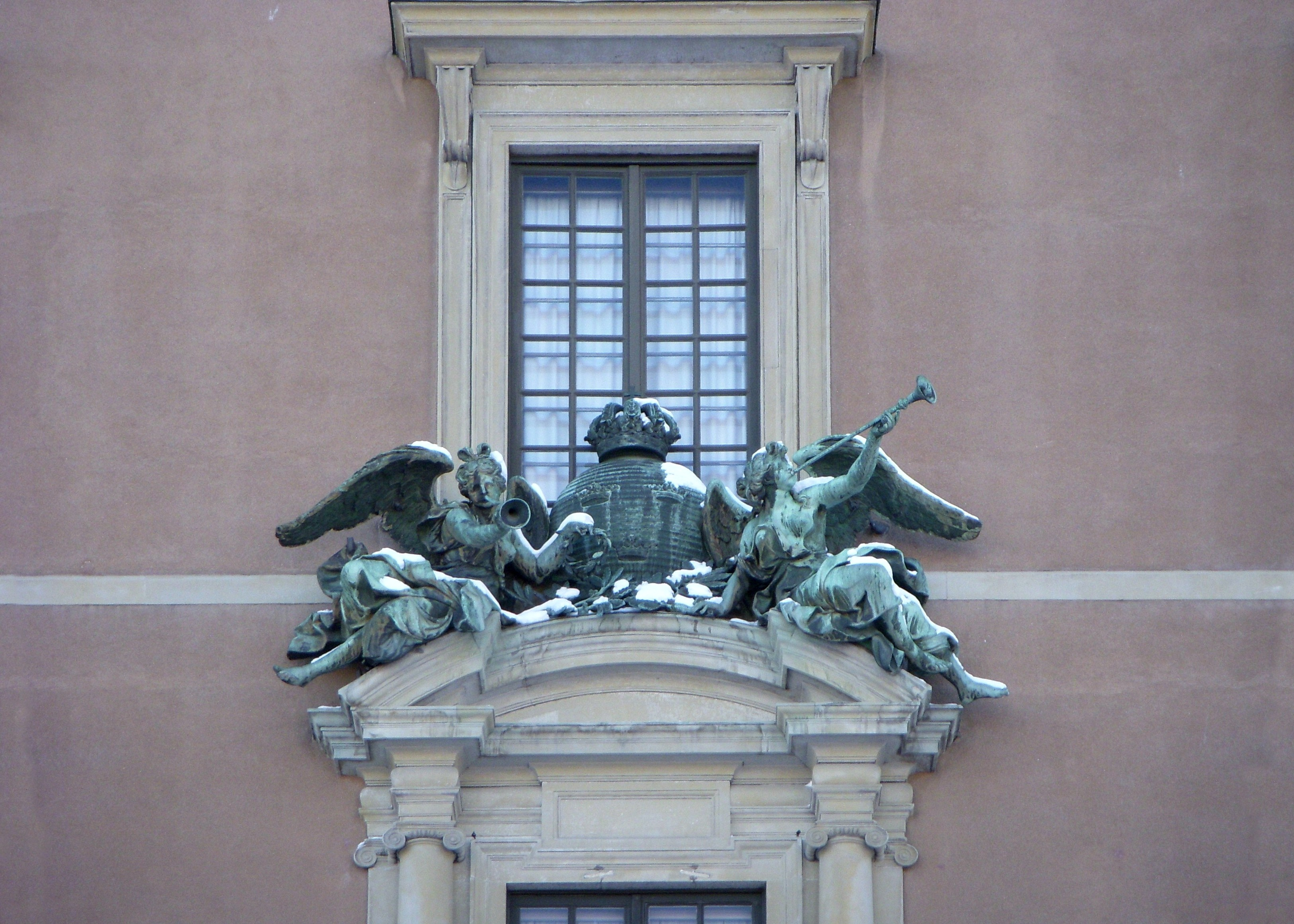
Renomégruppen.

Den konstnärliga utsmyckningen på norra längan är mycket sparsam och består enbart av en figurgrupp över Bernadottegalleriets balkongdörr. Gruppen visar Svenska riksvapnet "Tre Kronor" vilket bärs upp av två renoméer (ryktets gudinnor). Själva riksvapnet och änglarnas vingar är gjorda av Claude Henrion medan resten av renomégruppen är gjord av Bernard Foucquet d.ä.. De göts i brons 1704 men kom upp först 1814.
Utanför den norra fasaden återfinns Lejonbacken med de två Slottslejonen. Modellerna till lejonen godkändes 1700 av Karl XII, varefter bronslejonen göts i gjuthuset på Norrmalm 1702 respektive 1704. De ställdes därefter upp på Lejonbacken som en kunglig maktsymbol. Bronset till lejonen kom från en brunn tagen som krigsbyte på slottet Kronborg vid Helsingör, under Karl X Gustavs fälttåg i Danmark. Socklarna består av granit med mått 1,9 × 2,7 × 1,2 meter.

### Södra längan
Den södra längan, eller den Södra fasaden, skall representera Nationen. Fasadens mittparti är formgiven som en triumfbåge med en mittportal (även kallad "Södra valvet") flankerad av tre korintiska kolonner i kolossalordning på vardera sida. Längs fasaden finns även en mängd nischer som innehåller skulpturer av bemärkta svenskar; däribland Erik Dahlbergh, Carl von Linné och Nicodemus Tessin d.y. (jmf. avsnitt "Skulpturer, fasad mot syd"). Helheten skall avspegla Sveriges storhet, samhället samt framstående personer i landet.
Innanför portalen finns det Södra valvet vars trappor leder till Slottskyrkan i öster, samt till Rikssalen i väster. Detta skall ses som att man samlat både den världsliga och den gudomliga makten på samma ställe.
På triumfbågen syns även en stentavla med en sentens på latin. Tavlan är flankerad av två skulpturer som symboliserande krigstroféer. De är skapade 1735 av Antoine Bellette och gjutna i bly av Gerhard Meyer d.y. Tavlans inskription hyllar Karl XII och lyder:

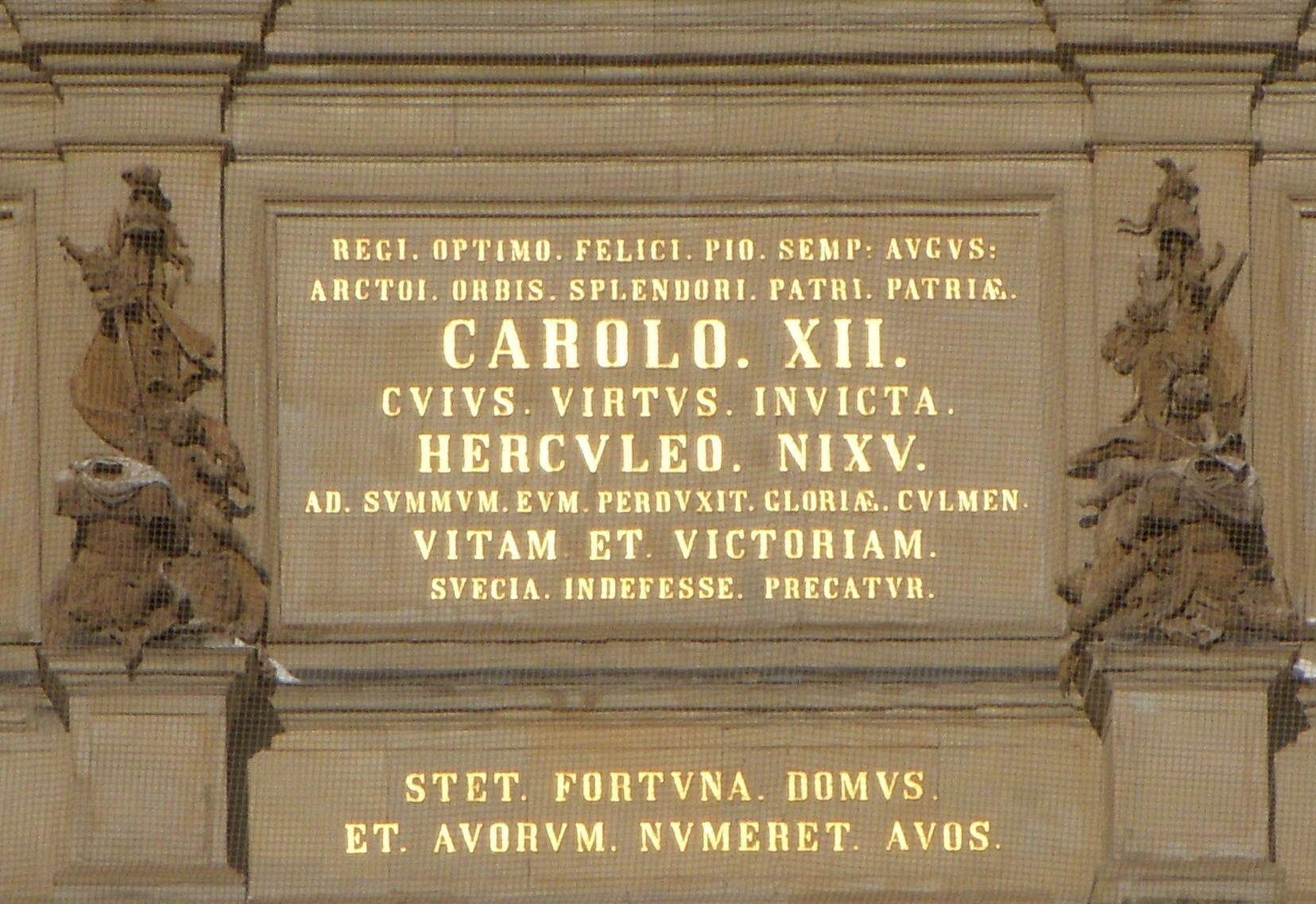
"Sverige ber utan att förtröttas om liv och seger åt Konungen, den utmärkte, lyckosamme, fromme och alltid vördnadsvärde Karl XII, den nordliga världens stolthet, fäderneslandets fader, vars oövervinnerliga tapperhet under Herkulisk kraftansträngning fört honom till ärans högsta höjd.
Må husets lycka bestå och räkna släktled efter släktled."

#### Skulpturer
Den södra fasaden är den mest utsmyckade, med statyer, skulpturer och reliefer. I åtta ursprungligen tomma nischer står statyer av berömda svenska män, vilka tillkom först på 1890-talet genom Oscar II:s initiativ. Statyerna är cirka 2,8 meter höga, gjorda i zink och är utförda av Johan Axel Wetterlund. Männen föreställer Erik Dahlbergh, Carl von Linné, Nicodemus Tessin d.y. och Georg Stiernhielm (till vänster om Södra valvet) och Haquin Spegel, Olof von Dalin, Rutger von Ascheberg och Carl Fredrik Adelcrantz (till höger om Södra valvet).

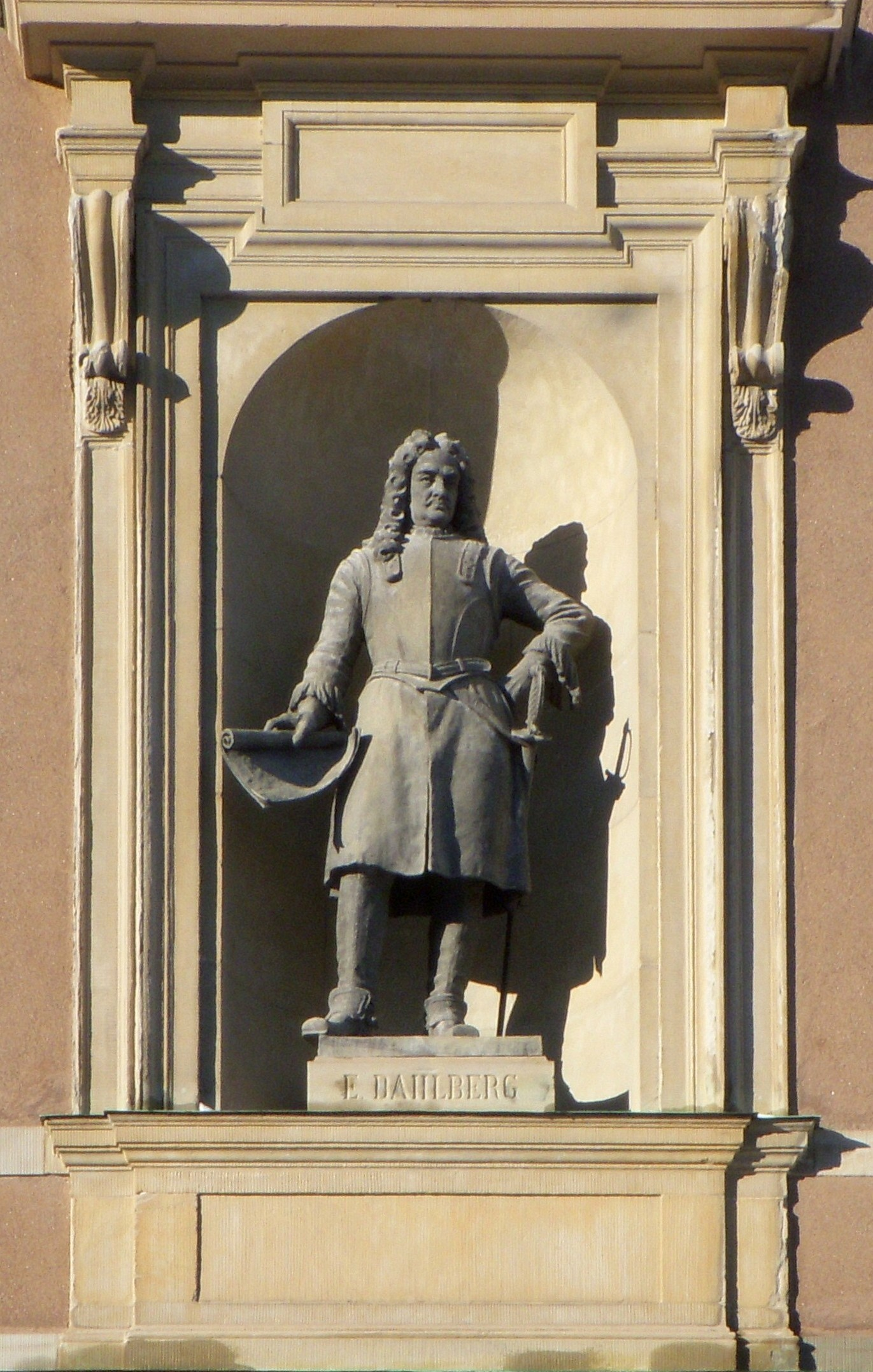
Erik Dahlbergh
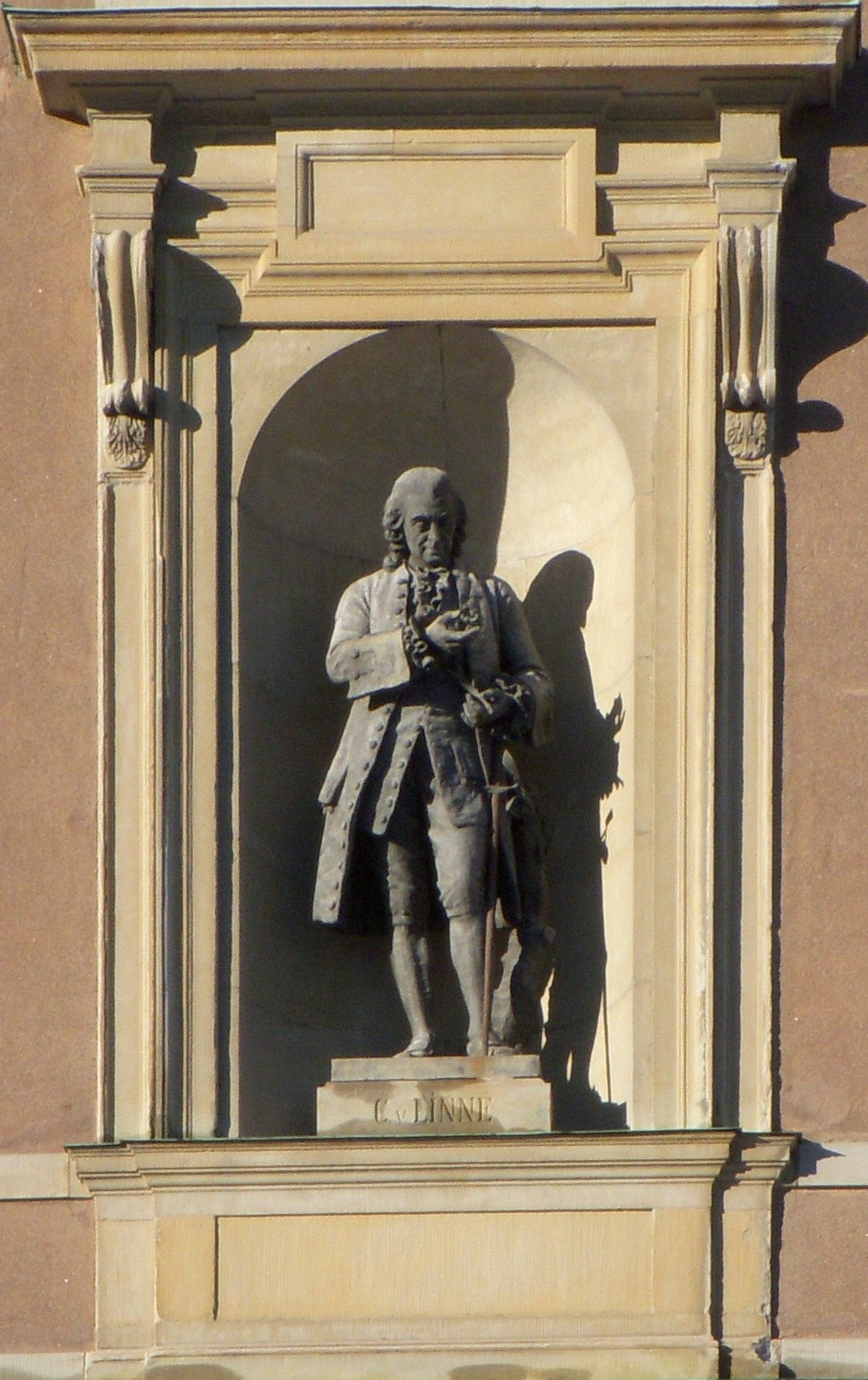
Carl von Linné
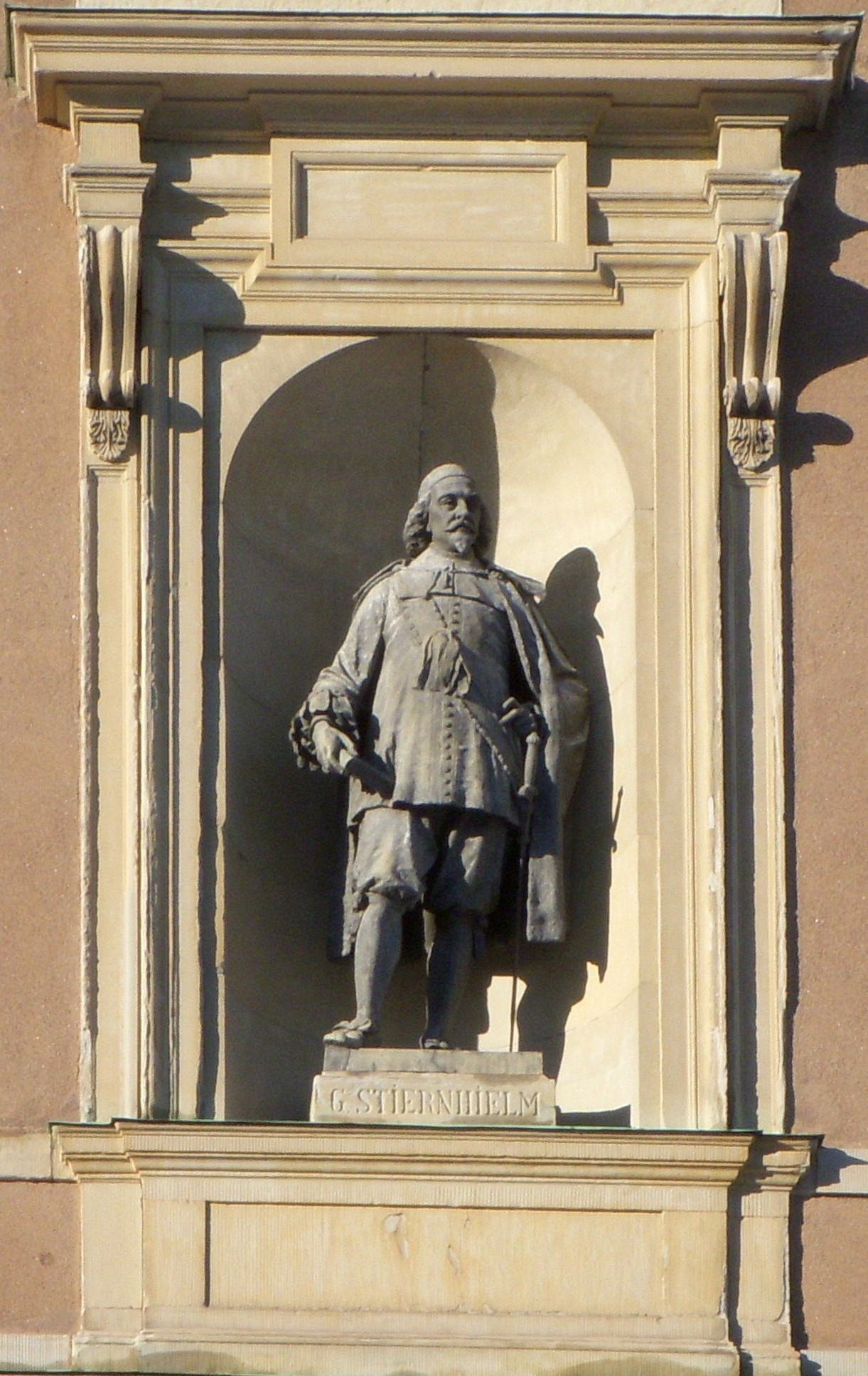
Georg Stiernhielm
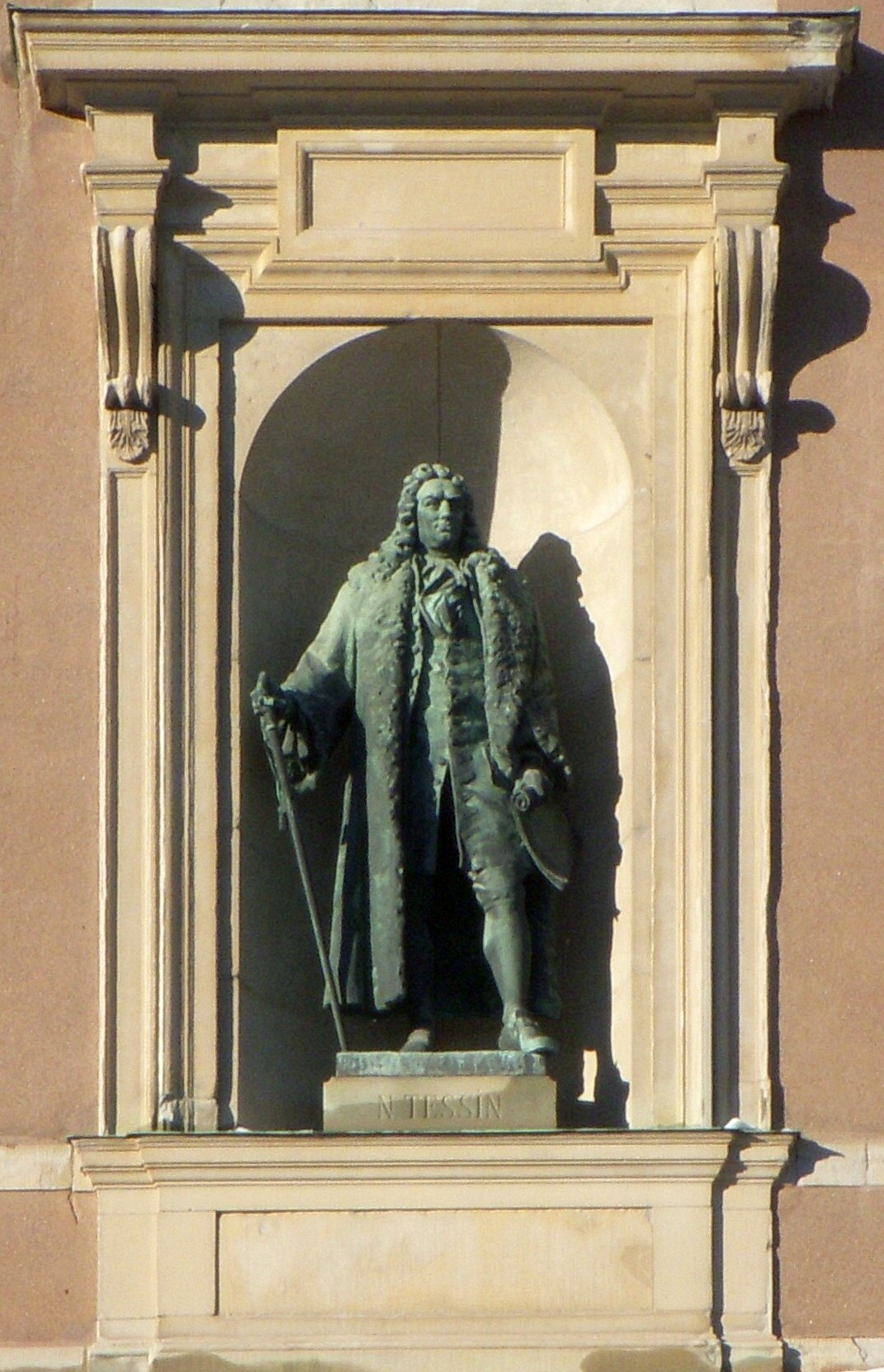
Nicodemus Tessin d.y.

Enleveringsgruppen, som består av fyra skulpturer (två till höger och två till vänster om Södra valvet), illustrerar bortförande av kvinnor (enlevering) och skapades av Bernard Foucquet d.ä. i början av 1700-talet. Bernard Foucquet skapade även lejonen i brons på Lejonbacken. Skulpturerna är utförda i brons och cirka 2,5 meter höga. Gruppen tillkom på Oskar II:s initiativ för att fylla de tidigare tomma nischerna i den så kallade triumfbågen på den södra fasaden av slottet. Originalen hade restaurerats av Sven Scholander och göts på Otto Meyers konstgjuteri efter beslut i stadsfullmäktige 1901. Medel för ändamålet donerades av grosshandlaren Edward Cederlund.

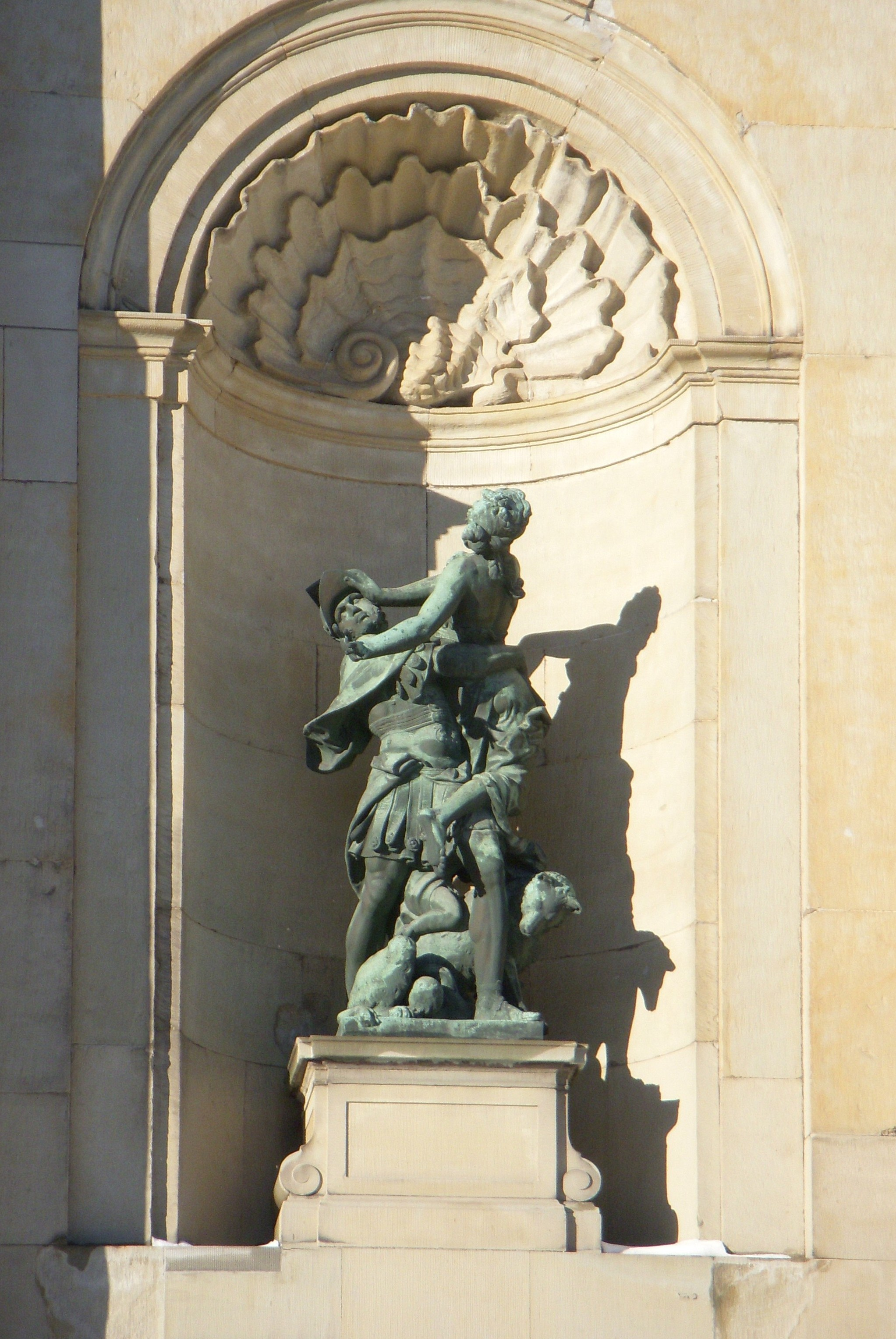
Romulus och Hersilia
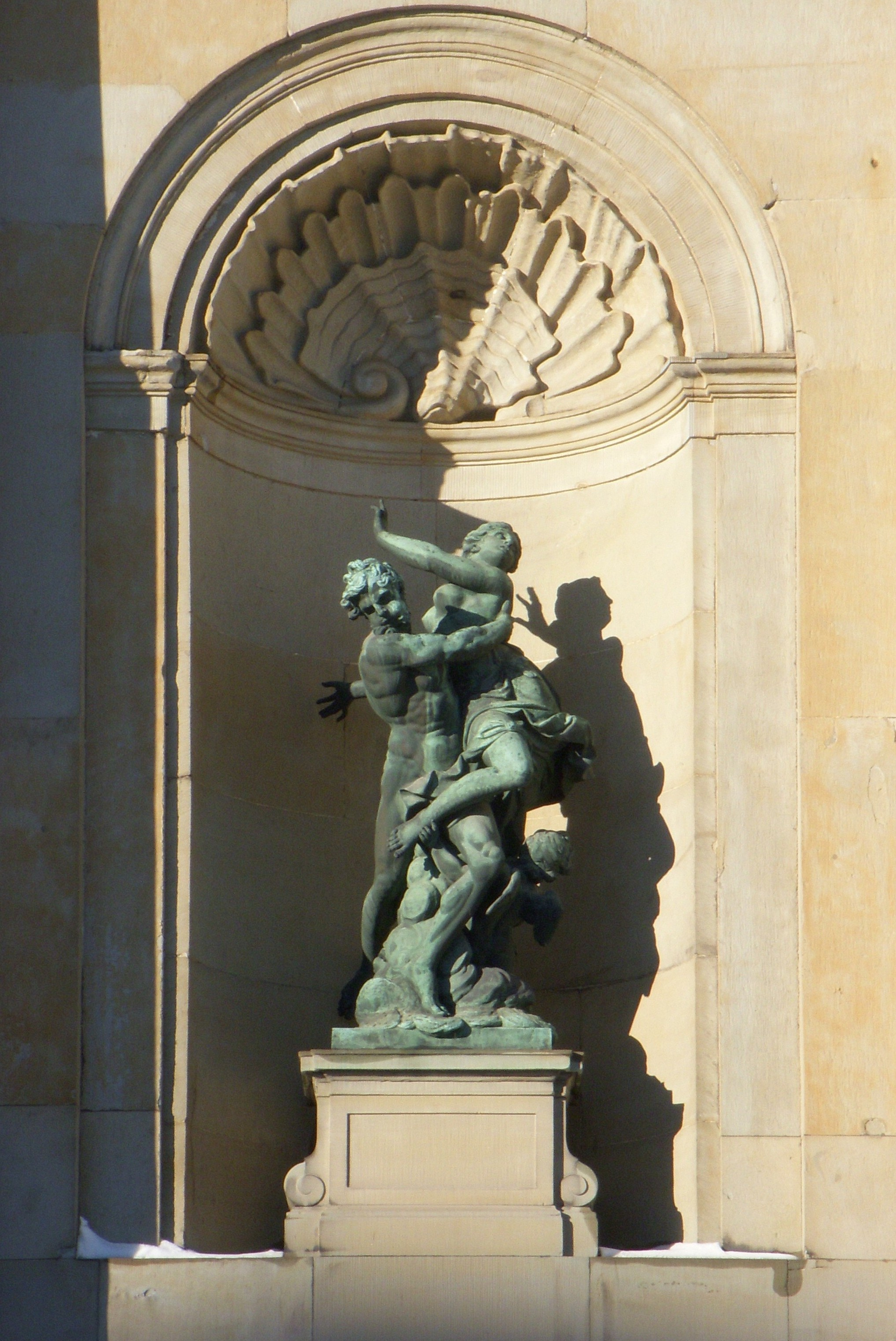
Paris och Helena
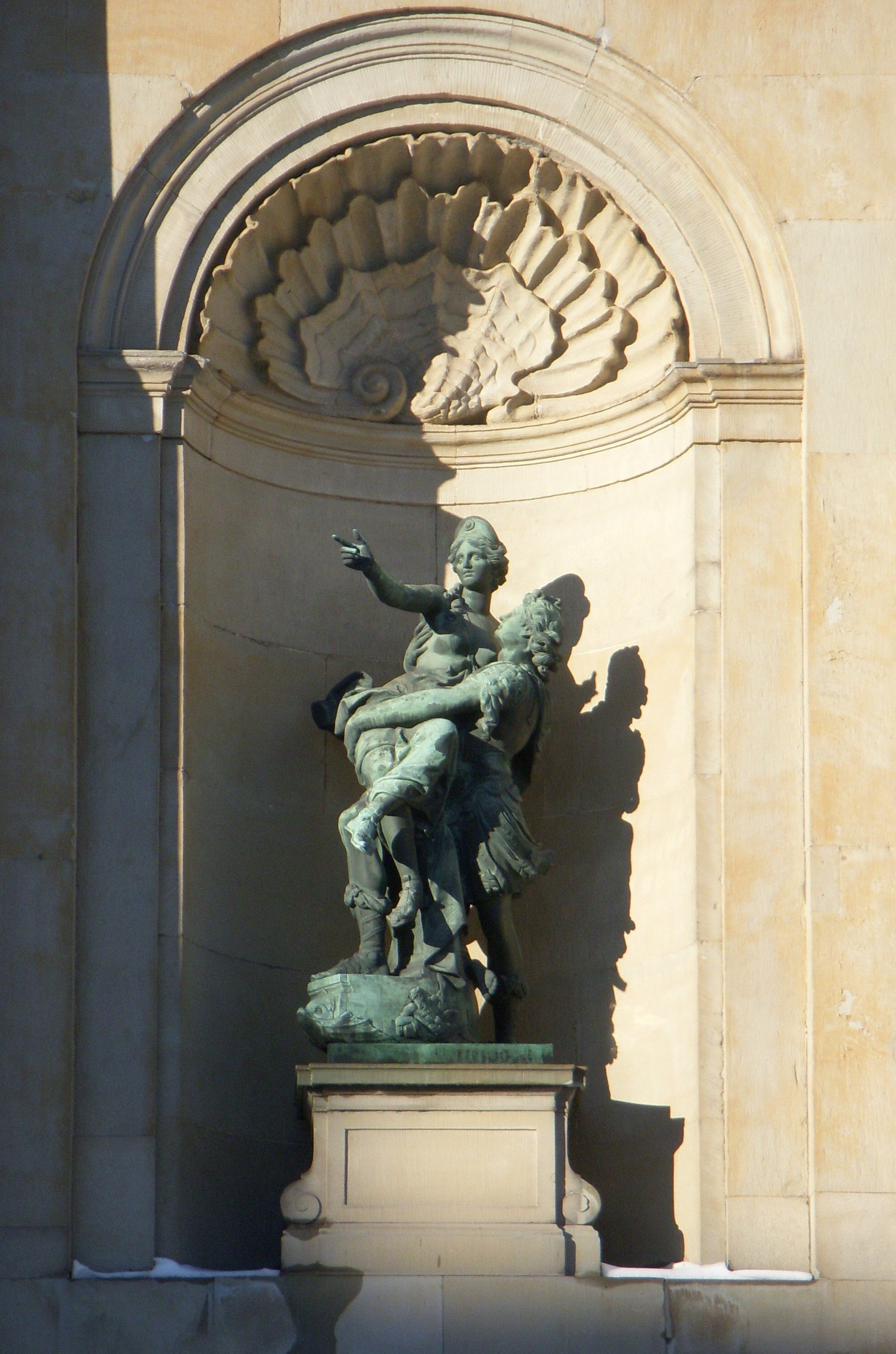
Boreas och Oritya
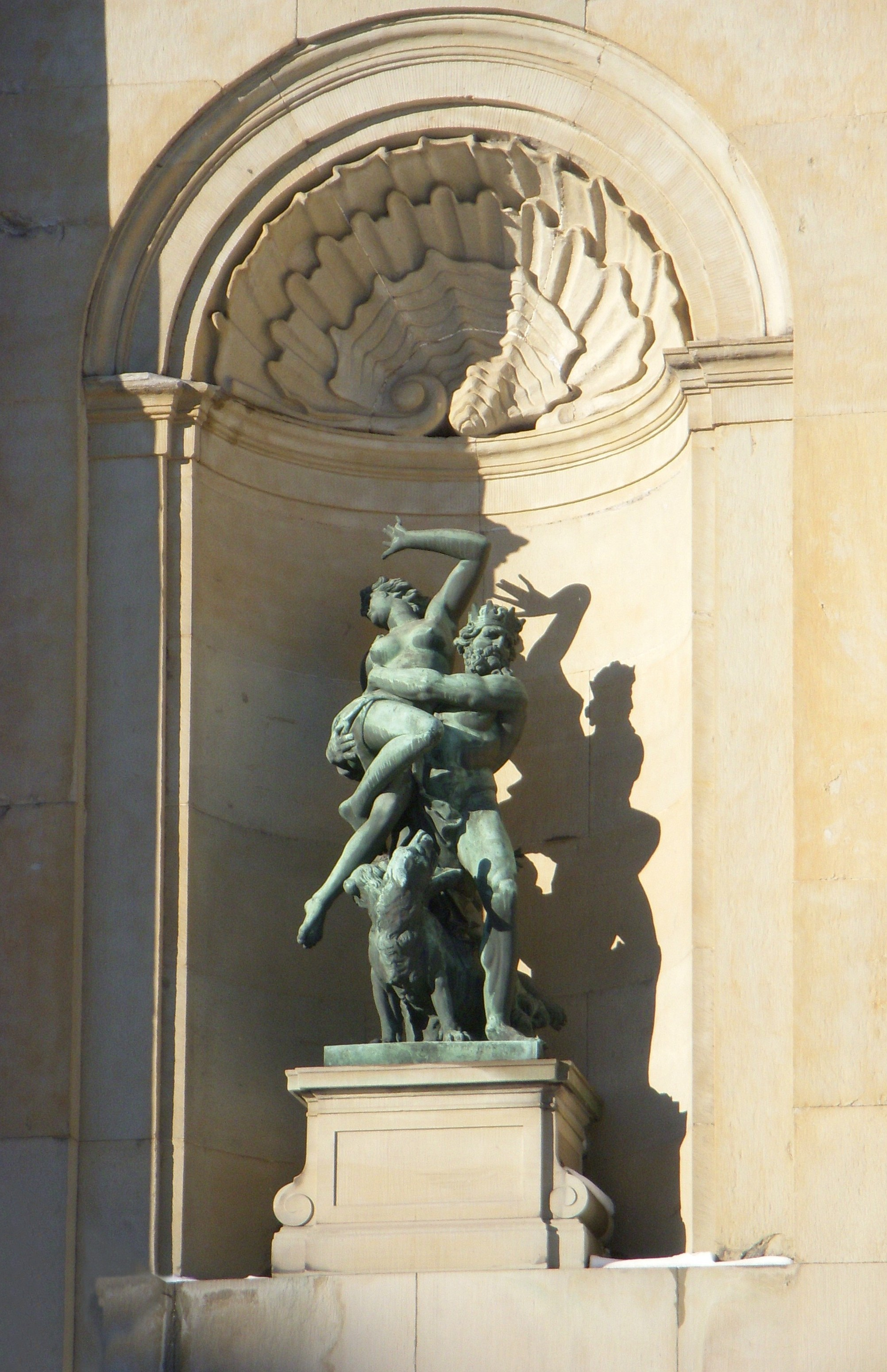
Pluto och Prosperpina

#### Reliefer
Över bottenvåningens fönster finns 16 stycken reliefer utförda 1699-1700 av den franske konstnären René Chauveau. De 16 bronsrelieferna var ursprungligen avsedda att sitta i ett av slottets trapphus. Först på 1890-talet monterades relieferna upp på södra fasaden, där de ersatte en fönsterrad med samma storlek. På norra längans norra fasad finns dessa små fönster fortfarande kvar.
Relieferna återspeglar motiv från Ovidius Metamorfoser. Bland motiven återfinns bland annat: ”Syndafloden med Deukalion”, ”Pyrrha och Hellen”, ”Perseus och Medusa”, ”Apollo dödande draken Pyton”, samt nedanstående:

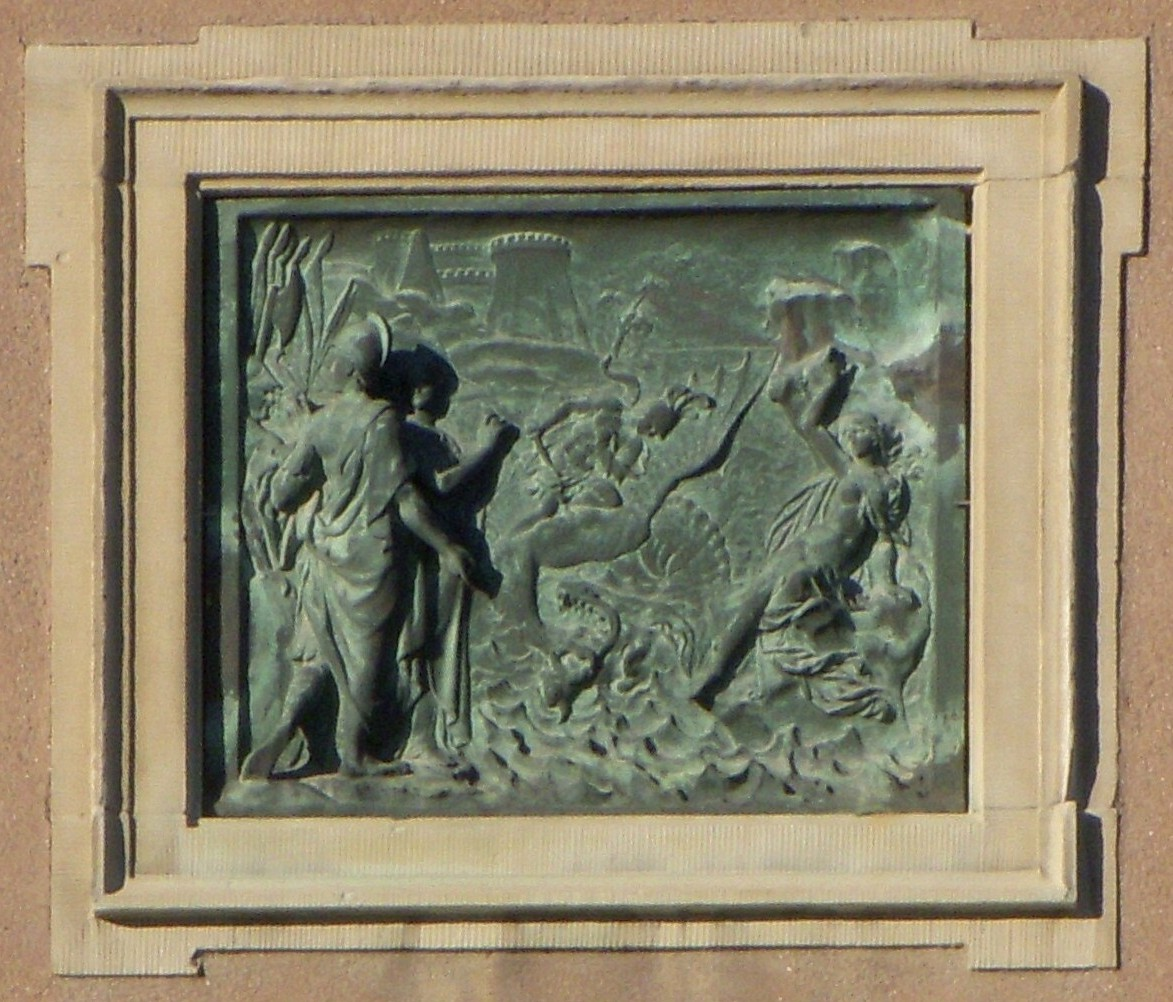
Perseus och Andromeda
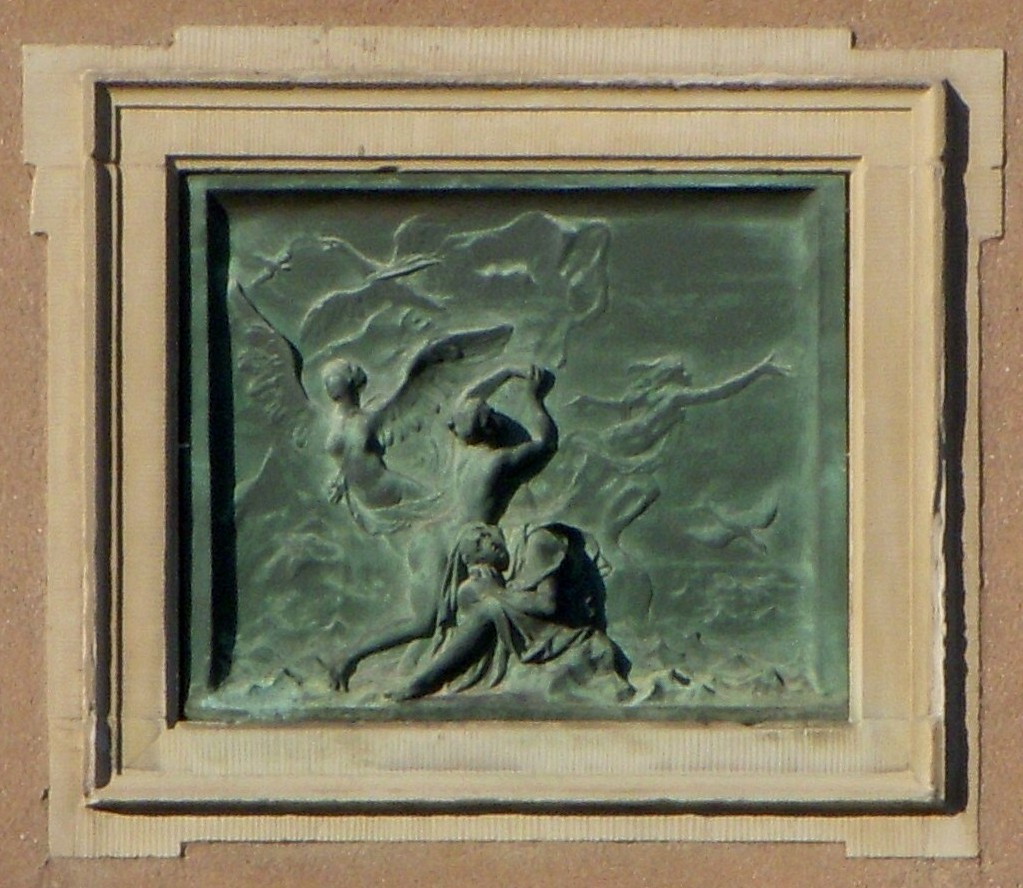
Juno förvandlar Inos följeslagarinnor
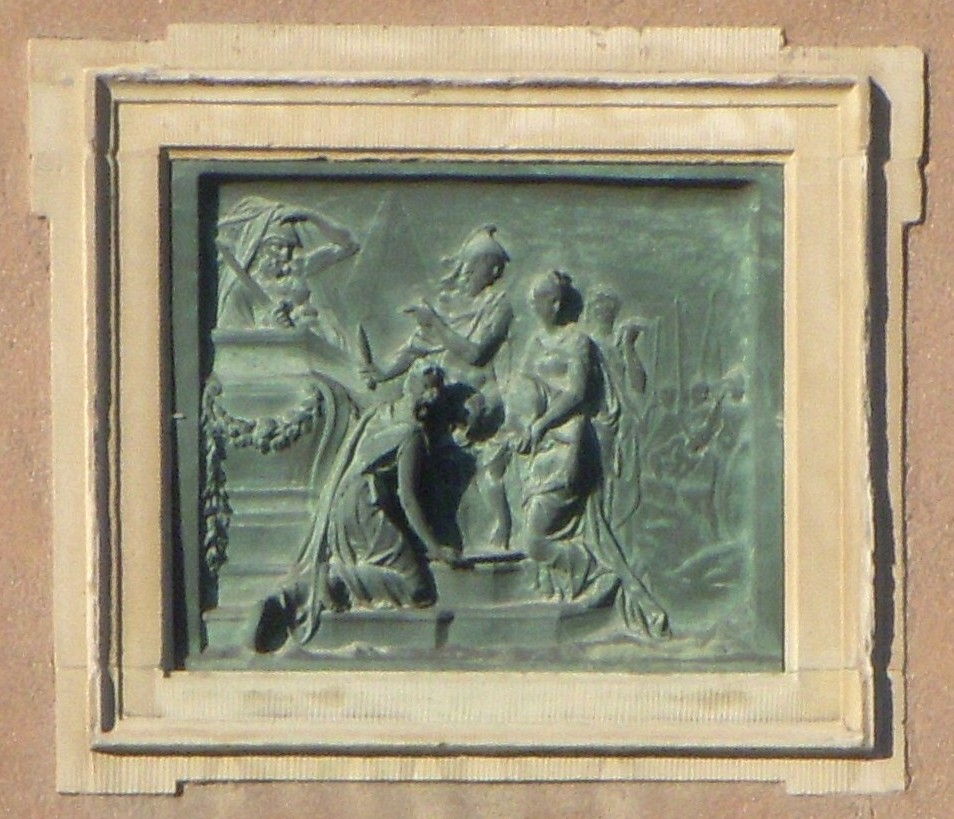
Polyxene offrad på Akilles grav
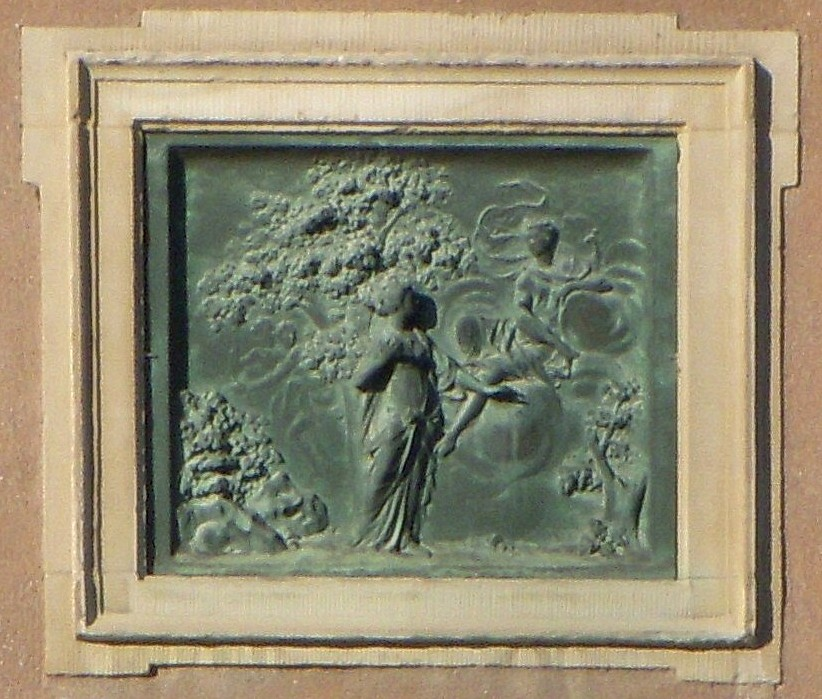
Juno och Echo

### Östra längan
Den östra längan, eller Östra fasaden, representerar det kvinnliga eller drottningen. Nedanför denna fasad ligger slottets park, Logården. På den barriär eller balustrad som stänger av Logården från Skeppsbron står fyra skulpturer som representerar musiken, religionen, poesin samt barmhärtigheten. Dessa kan ses som en äldre uppfattning av kvinnliga värderingar eller intressen.
Vid utformningen av den östra fasaden mot Logården tros Tessin ha haft den romerska lantvillan i tankarna, med en trappa från slottsträdgården upp mot slottsporten. Förebilden för utformningen av mittpartiet med kolossalpilastrarna mellan de två översta våningarnas fönster och den rustika bottenvåningen förmodas vara Giovanni Lorenzo Berninis palatsbyggnad Palazzo Chigi (Odescalchi) i Rom.

#### Skulpturer
Gällande arbetena med Stockholms slotts östra fasad utförde Antoine Bellette drakarna och de bevingade lejonen på Logårdsfasadens fönstergavlar, musslorna i mellanvåningen och drakarna och rosorna under taklisten.
På balustraden mellan Logården och Logårdstrappan finns fyra allegoriska skulpturgrupper med olika teman; "Barmhärtighet", "Poesi", "Musik" och "Religion". De skapades 1903 av Johan Axel Wetterlund och göts i brons av Otto Meyer. Storlek är cirka 1,5 × 1,0 meter.

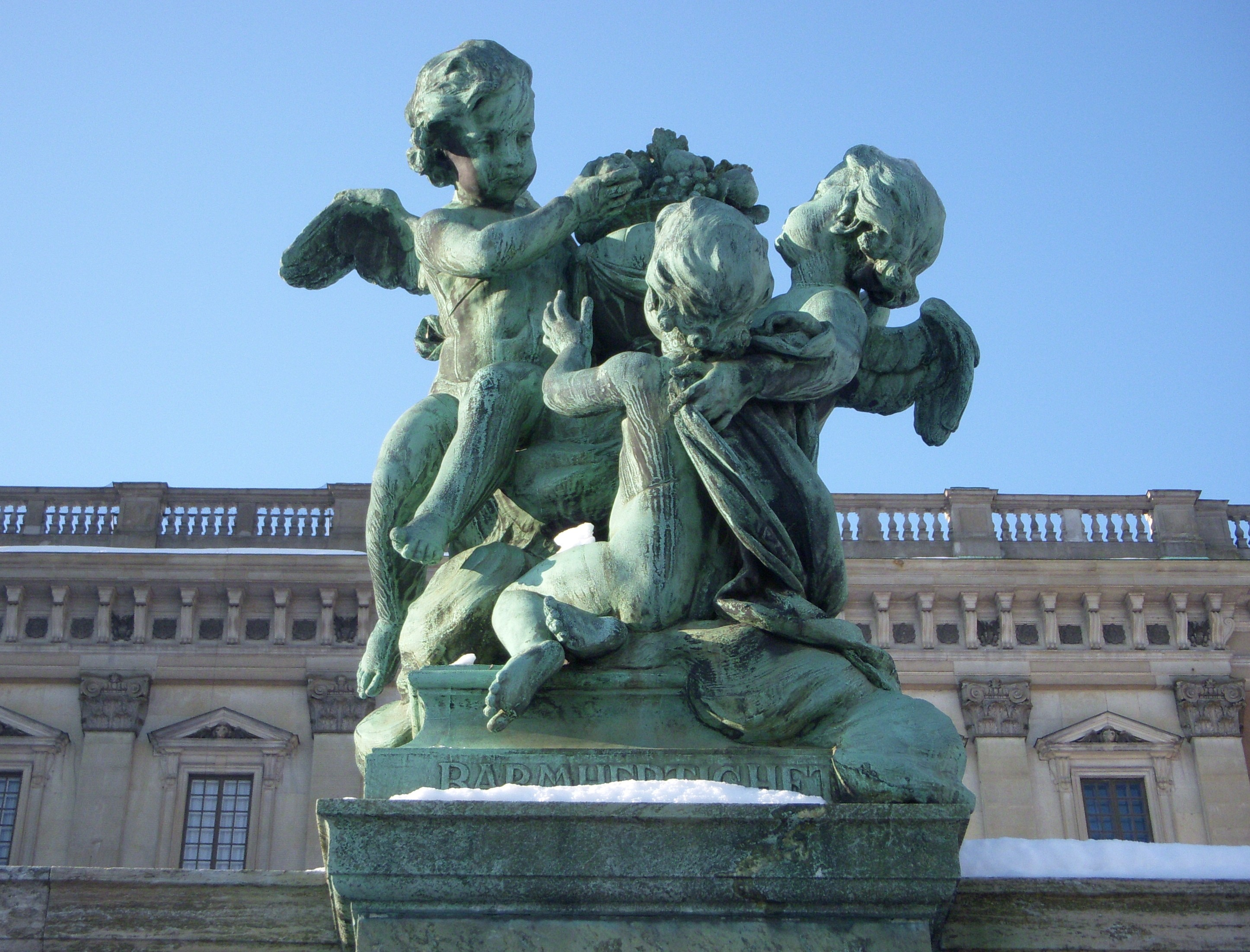
"Barmhärtighet"
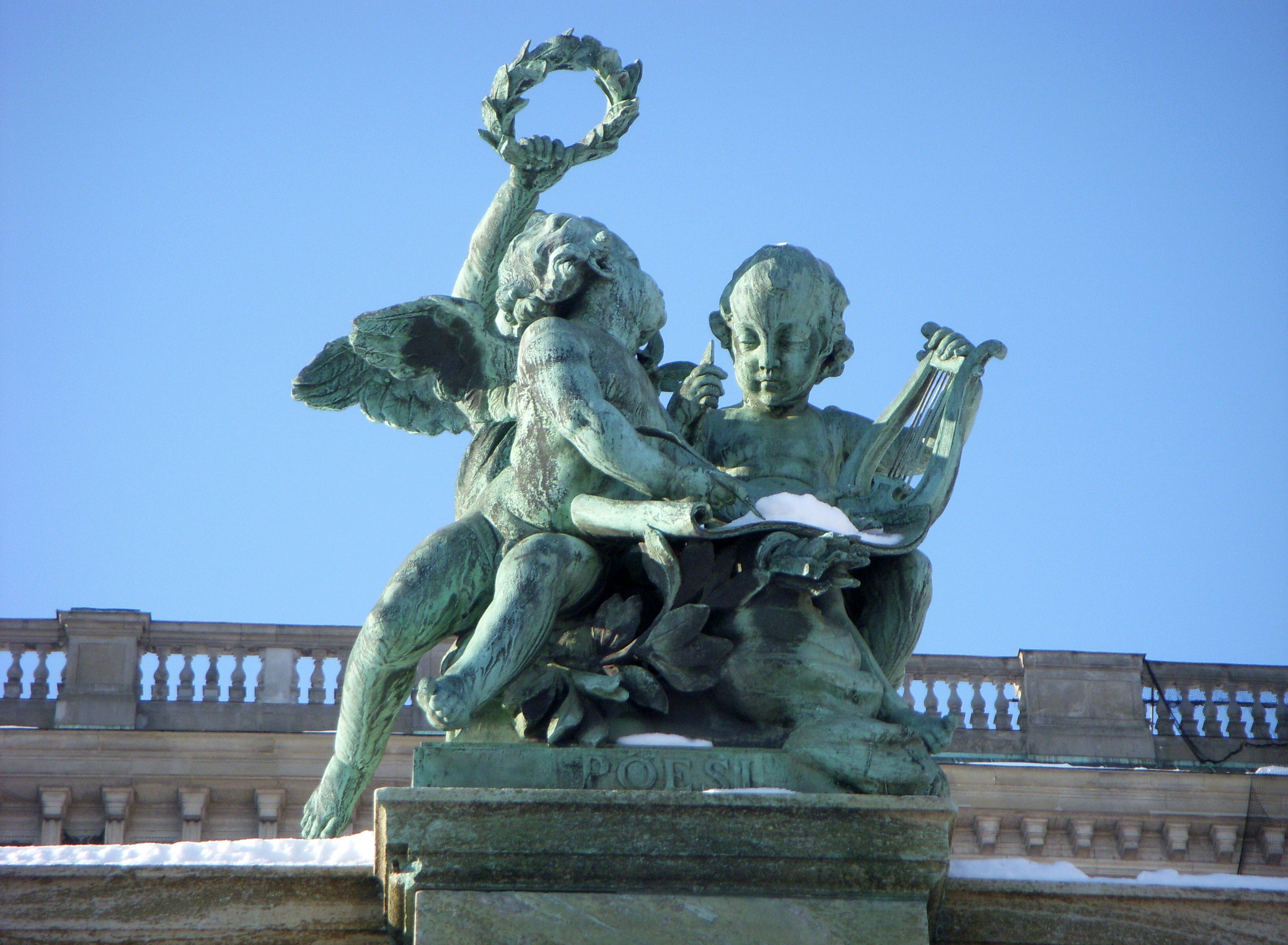
"Poesi"
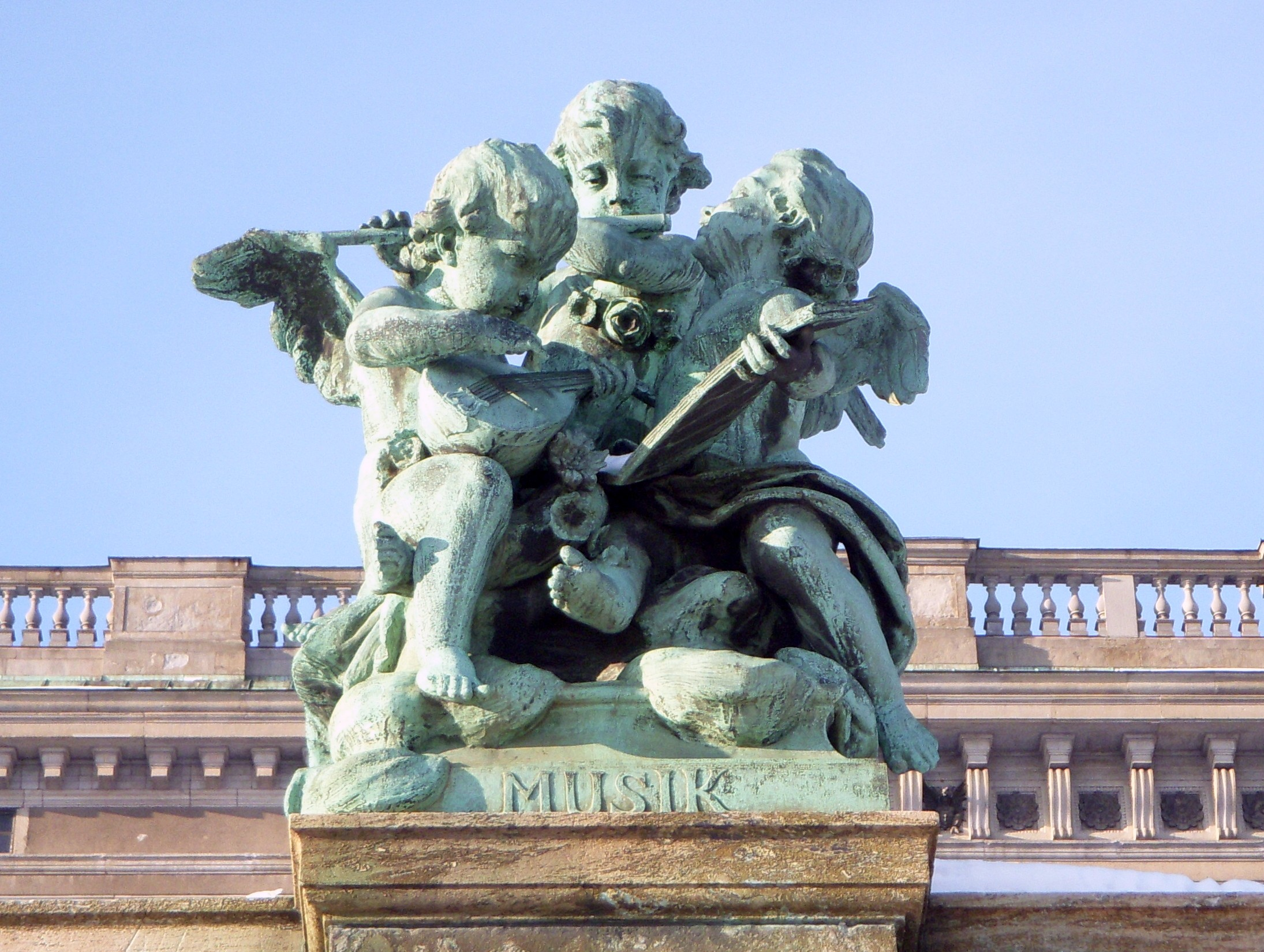
"Musik"
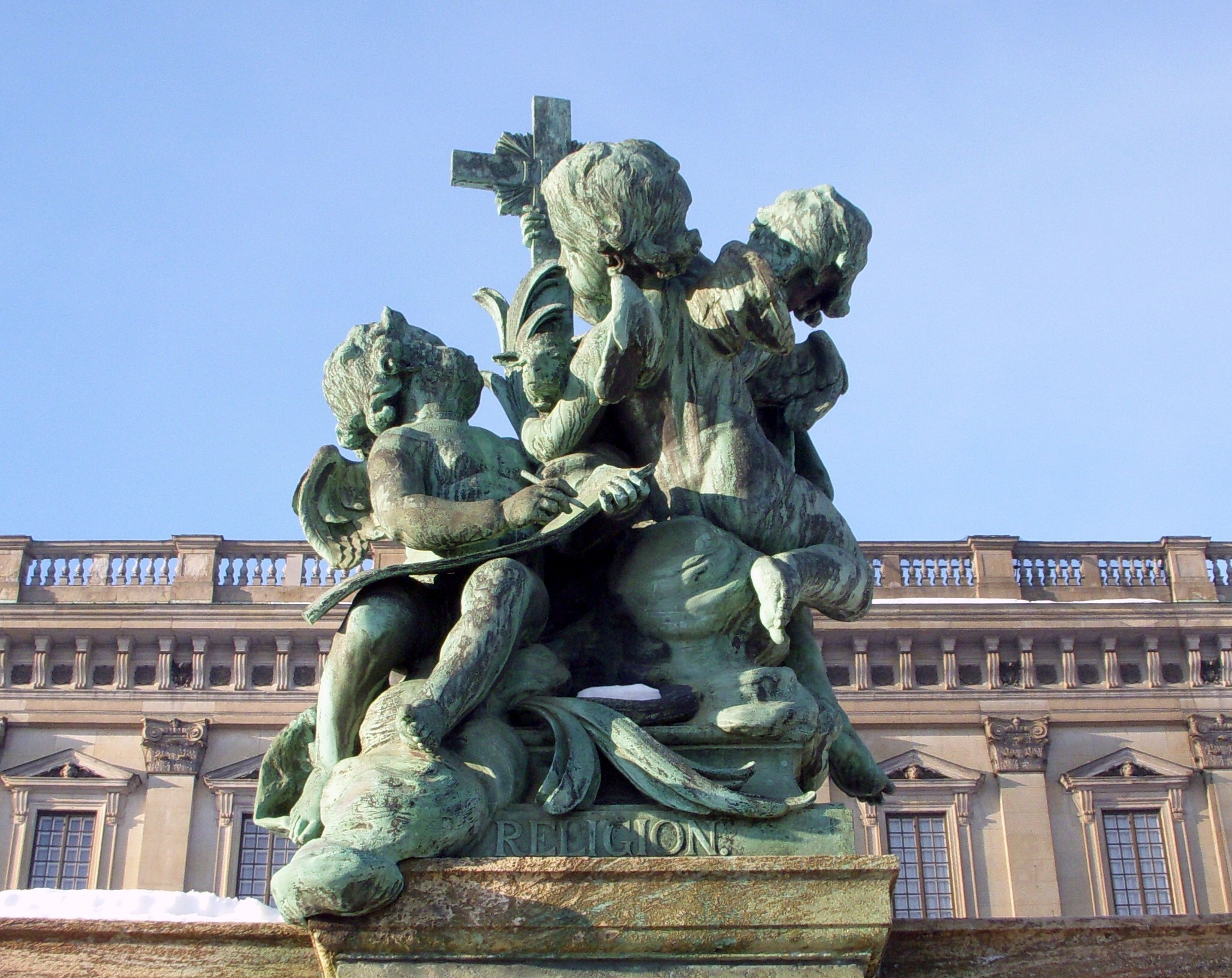
"Religion"

Från slottets Östra fasad skjuter ut två flyglar mot öst. På dessa flyglars kortsidor finns förutom två vattenfall även byster av de konstnärer som bland annat ansvarade för slottets inredningar; Guillaume Thomas Taraval, Pierre Hubert L'Archevêque, Carl Gustaf Tessin och Carl Hårleman. Dessa fyra byster är skapade av Johan Axel Wetterlund år 1902 och är utförda i brons. På södra gaveln återfinns byster av C.C. Tessin och G. Taraval och på norra gaveln L'Archevêque och C. Hårleman. Mellan bysterna finns två minnestavlor; på södra gaveln Oscar II och på norra gaveln hyllas Karl XI.

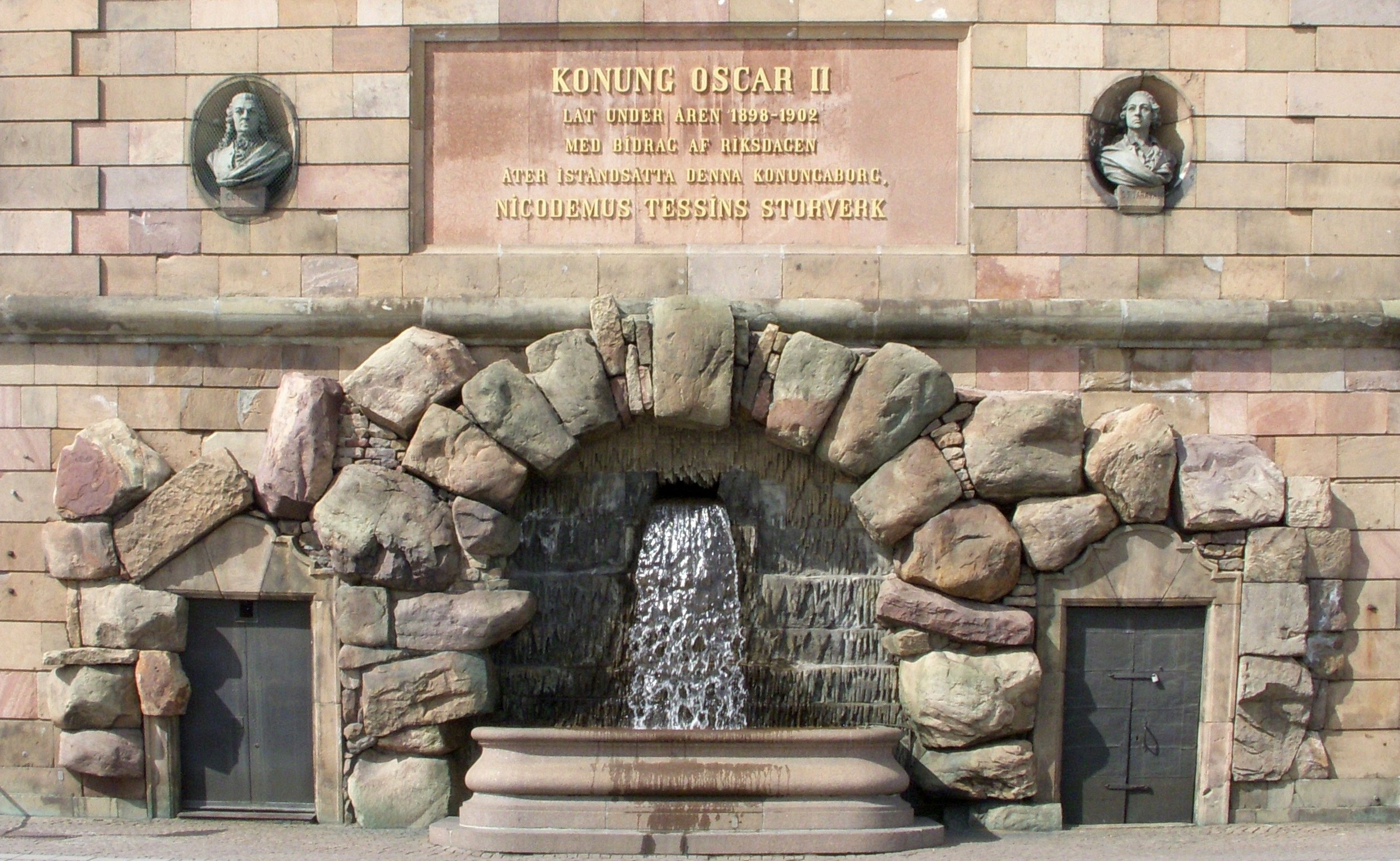
KONUNG OSCAR II LÄT UNDER ÅREN 1898-1902 MED BIDRAG AF RIKSDAGEN ÅTER ISTÅNDSÄTTA DENNA KONUNGABORG NICODEMUS TESSINS STORVERK
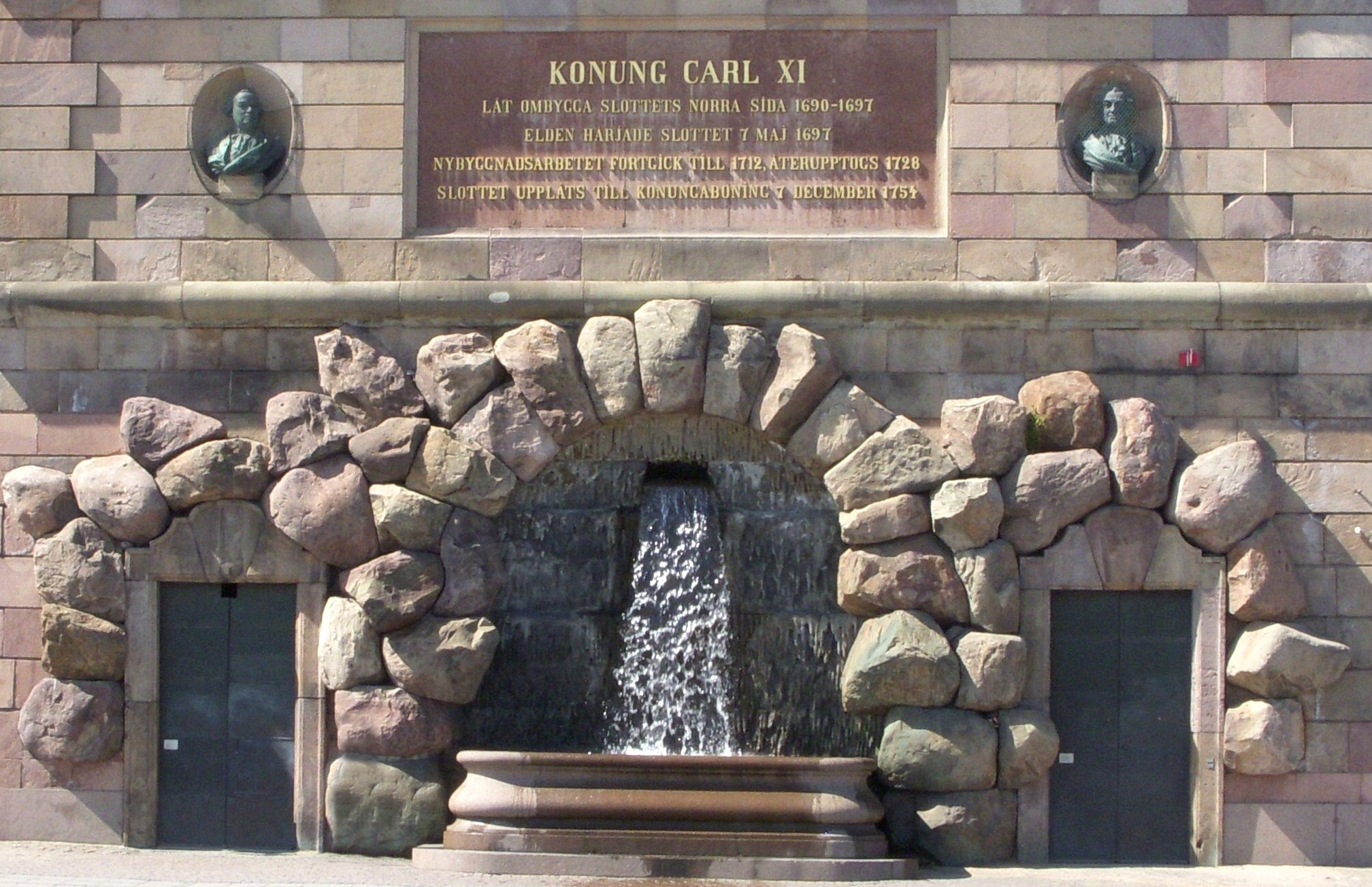
KONUNG CARL XI LÄT OMBYGGA SLOTTETS NORRA SIDA 1690-1697 ELDEN HÄRJADE SLOTTET 7 MAJ 1697 NYBYGGNADSARBETET FORTGICK TILL 1712, ÅTERUPPTOGS 1726 SLOTTET UPPLÄTS TILL KONUNGABONING 7 DECEMBER 1754

- KONUNG OSCAR II
LÄT UNDER ÅREN 1898-1902
MED BIDRAG AF RIKSDAGEN
ÅTER ISTÅNDSÄTTA DENNA KONUNGABORG
NICODEMUS TESSINS STORVERK
- KONUNG CARL XI
LÄT OMBYGGA SLOTTETS NORRA SIDA 1690-1697
ELDEN HÄRJADE SLOTTET 7 MAJ 1697
NYBYGGNADSARBETET FORTGICK TILL 1712, ÅTERUPPTOGS 1726
SLOTTET UPPLÄTS TILL KONUNGABONING 7 DECEMBER 1754

### Färgsättning

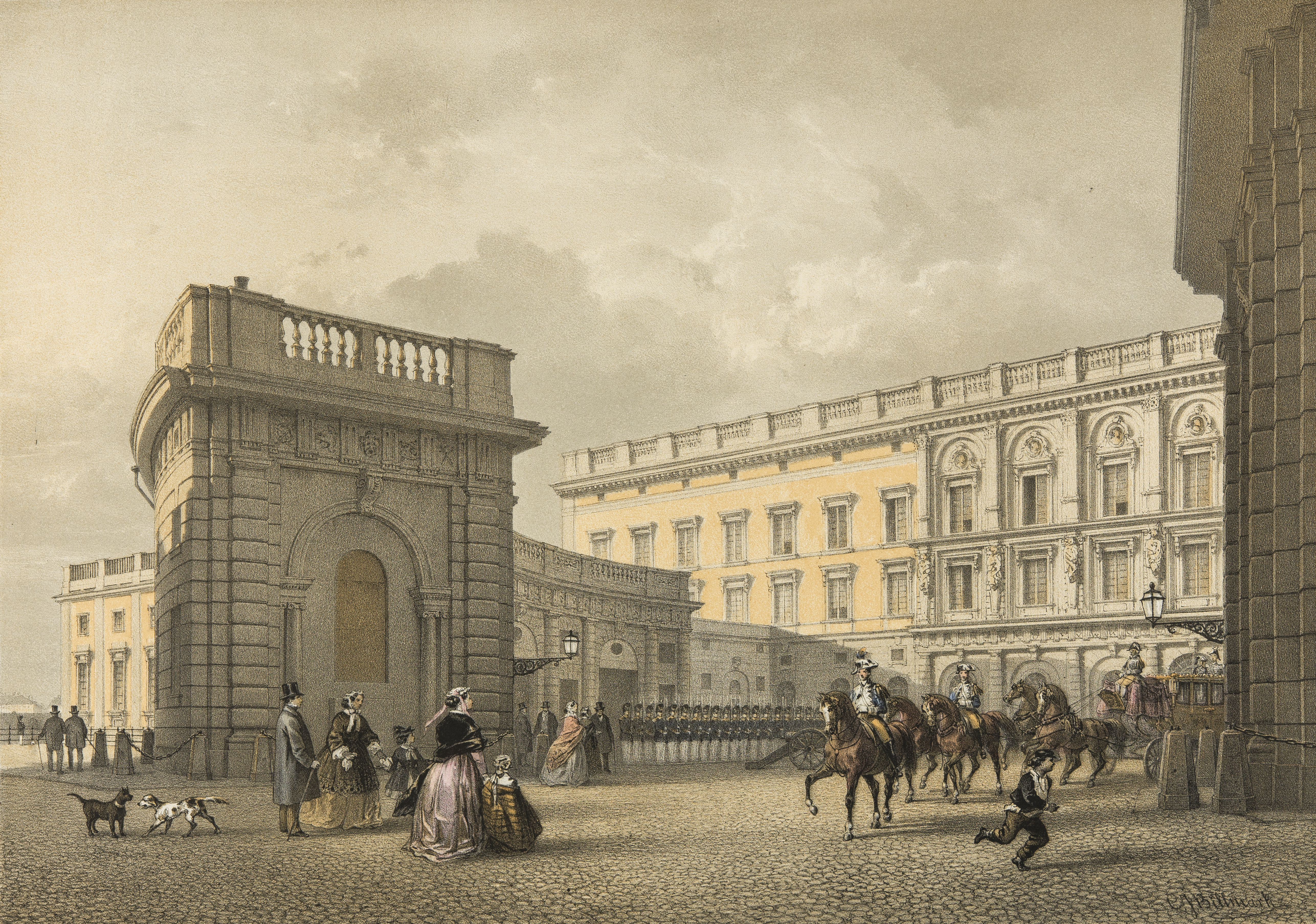
Slottets fasadfärger på 1800-talet.

Fasadernas färgsättning har ändrats några gånger sedan slottets nya norra länga stod klar 1695. Tessins första färgsättning kan idag ses på hans eget palats vid Slottsbacken: gulputsade väggar med vitmålade sandstenspartier. Samma färgsättning har Norra Bankohuset vid Järntorget. När detta fullbordades på 1730-talet fick det "en vacker ljusgul färg, som giver bästa utseendet, och fördensskull till det nya Kongl. Slottets anstrykande utvald är." Fönsterbågarna var gula och stensockeln avfärgad i rött ("brunrot").
Under 1770-talet och under 1800-talets början avfärgades putsen med järnvitriol i kalk, som ger en vacker skiftande varmgul färg som dock med åren blir allt mörkare på grund av att järnet i färgen oxideras. Stenen målades först grå, efter 1775 gul, under 1800-talet åter grå. När slottet på 1890-talet skulle omputsas försökte man genom andra pigment imitera järnvitriolen och slottet fick en mer rödbrun puts och sandstenen samt sandstensskulpurerna skrapades ren från färg. Under åren 1944–1972 fick slottets olika fasader ny genomfärgad cementputs som skiljer sig från fasad till fasad eftersom man försökte efterlikna de alltmer nedsmutsade tidigare ytorna. Så ser slottet ut fortfarande idag men den rödbruna kulören har under tidens gång blivit allt brunare. Avlägsnandet av sandstenens skyddande färg har bidragit till vittringsskador.

### Belysning

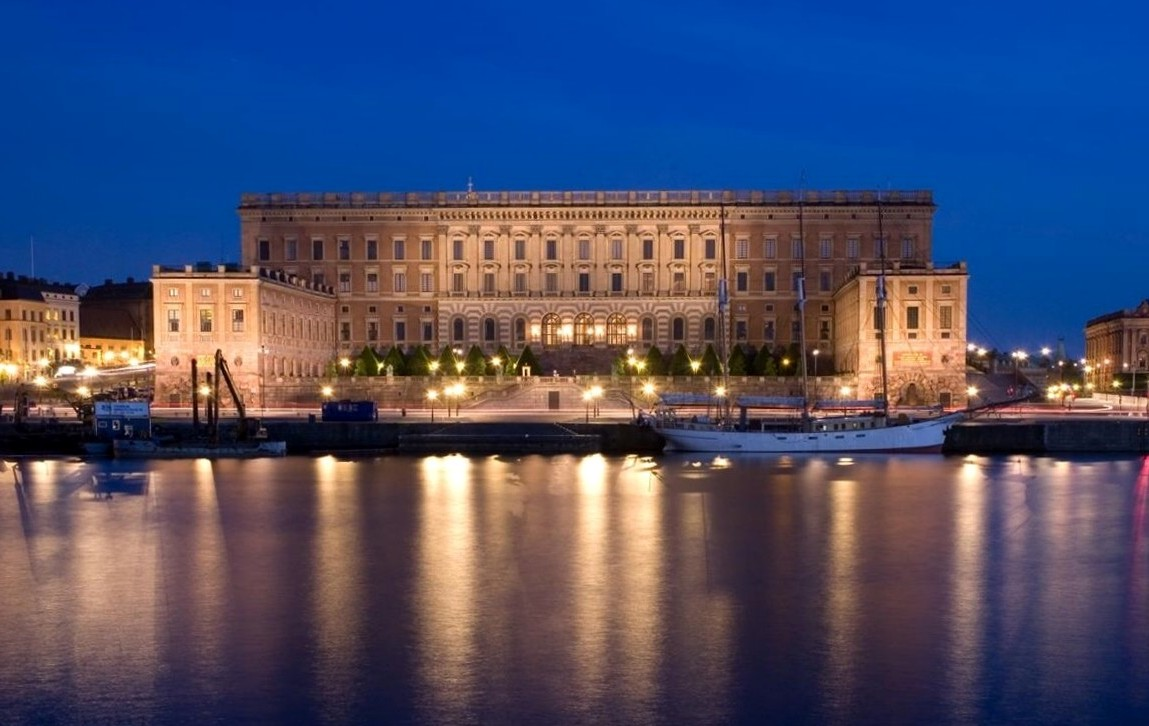
Östra fasaden belysning, 2007.

Redan år 1932 fasadbelystes Stockholms slott. Dock fick den belysningen inte vara kvar. Slottets nuvarande fasadbelysning invigdes av den 29 mars 2006 av kung Carl XVI Gustaf. Den tidigare fasadbelysningen härstammade från 1960-talet, och hade sedan dess successivt gått ned i effekt med resultatet att slottet upplevts som allt mörkare.
De nya strålkastarna kom till efter långa diskussioner och flera provbelysningar. De ger nära dubbelt så stort ljusflöde som de gamla, men till ungefär halva energimängden. Bakom projektet stod Statens fastighetsverk, Ståthållarämbetet och slottsarkitekten Johan Celsing samt Stockholms stads trafikkontor. Färgen kan beskrivas som neutralt varmvit.
Enligt Johan Celsing skall fasadbelysningen framhäva fördelningen och nyanserna i Slottets stora byggnadsmassa och lyfta fram dekorativa detaljer som inte tidigare synts i kvällsljus. Ett exempel på det är den östra fasaden där flyglarnas gavlar mot Skeppsbron nu belyses.

### Renoveringar

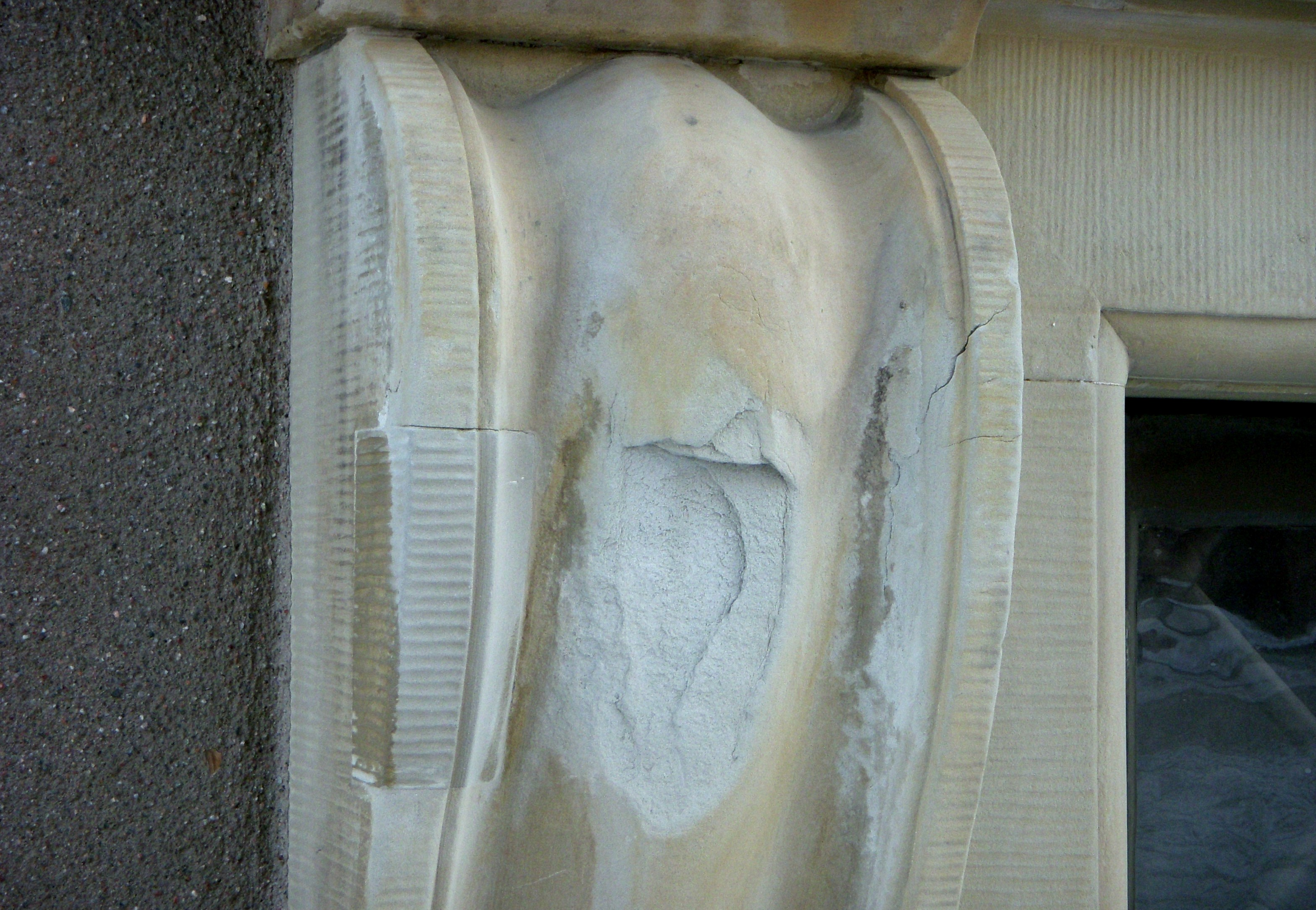
Vittringsskada på en sandstenskonsol och tidigare lagning.

I början av 1990-talet startade ett renoveringsprogram för slottets 922 fönster. Fönstrens ålder varierar från mitten av 1700-talet till 1970-talet. Anledning till skadorna var bland annat att fönstren under många år inte underhållits tillräckligt. Mest utsatta var fönstren mot sydsidan, där solen bränt sönder ytan med röta till följd. Fönsterrenoveringen utfördes i samarbete med Statens Fastighetsverk, Ståthållarämbetet, Riksantikvarieämbetet och dåvarande slottsarkitekten Ove Hidemark. Själva arbetet genomfördes i en komplett verkstad på inre borggården och tog cirka 10 år. I sammanhanget kan nämnas att varje fönster måttanpassades till sin fönsteröppning då de uppsattes en gång i tiden, vilket betyder att samtliga fönster är olika.
Slottet är för närvarande föremål för en omfattande fasadrenovering.
Nästan hälften av Stockholm slotts fasader består av sandsten från Gotland, likaså fasadernas konstnärliga utsmyckning i form av skulpturer och ornamnet. Statens Fastighetsverk, som är ansvarigt för slottets underhåll, konstaterade år 2008 att sandstenen har vittrat och att försämringen har blivit allt värre. Bland annat föll en stenbit med vikt 3 kg från 20 meters höjd. Värst utsatta är solsidorna, alltså fasaderna mot söder och väster. Fastighetsverket beslöt, som en provisorisk lösning, att ett svart textilnät ska hängas upp på vissa delar av slottet fasader för att skydda mot fallande stenar.
Ända sedan slottet uppfördes på 1700-talet har sandstensvittringen varit ett problem, något som accelererat efter att stenen skrapades ren från oljefärg vid en restaurering på 1890-talet. På våren 2008 inledde Statens Fastighetsverk en omfattande förstudie för att kunna upprätta en långsiktig underhållsplan för de kommande 50 åren. Förstudien visade att den gotländska sandstenen, som pryder alla fasaderna, är i ännu sämre skick än man tidigare befarat. Många stenar har spruckit och delar av dem är lösa.
I maj 2011 sattes den största fasadrenoveringen i slottets historia igång. Med start vid norra längans östra flygel mot Strömbron kommer slottets samtliga fasader att repareras under de närmste 22 åren, uppdelat på lika många byggnadsetapper och till en kostnad av 500 miljoner kronor. För genomförandet överväger Riksantikvarieämbetet bland annat att öppna ett gotländskt stenbrott och att inrätta en stenhuggarskola.

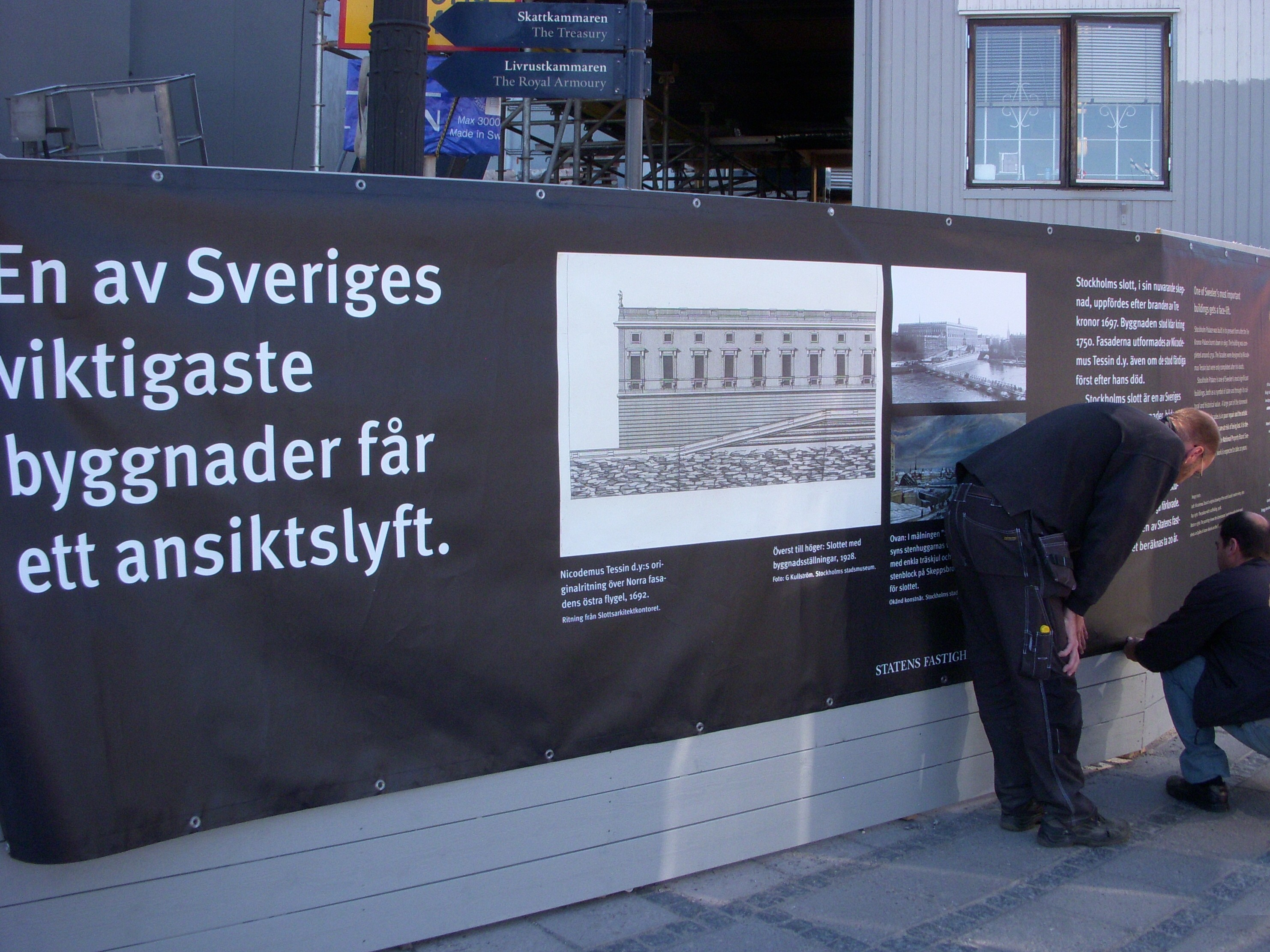
SFV sätter upp information, 2011.
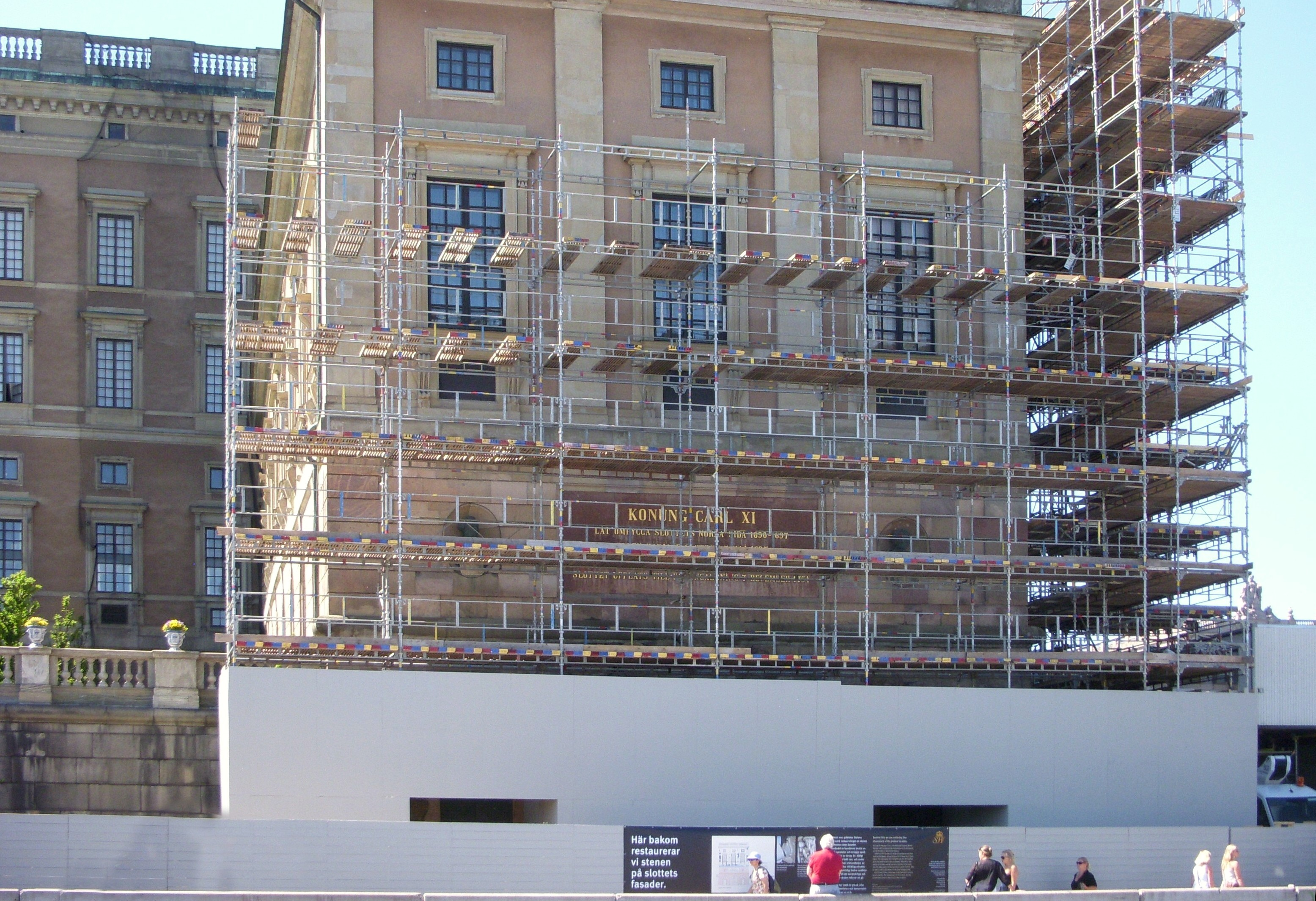
Norra längans fasadrenovering, juni 2011.
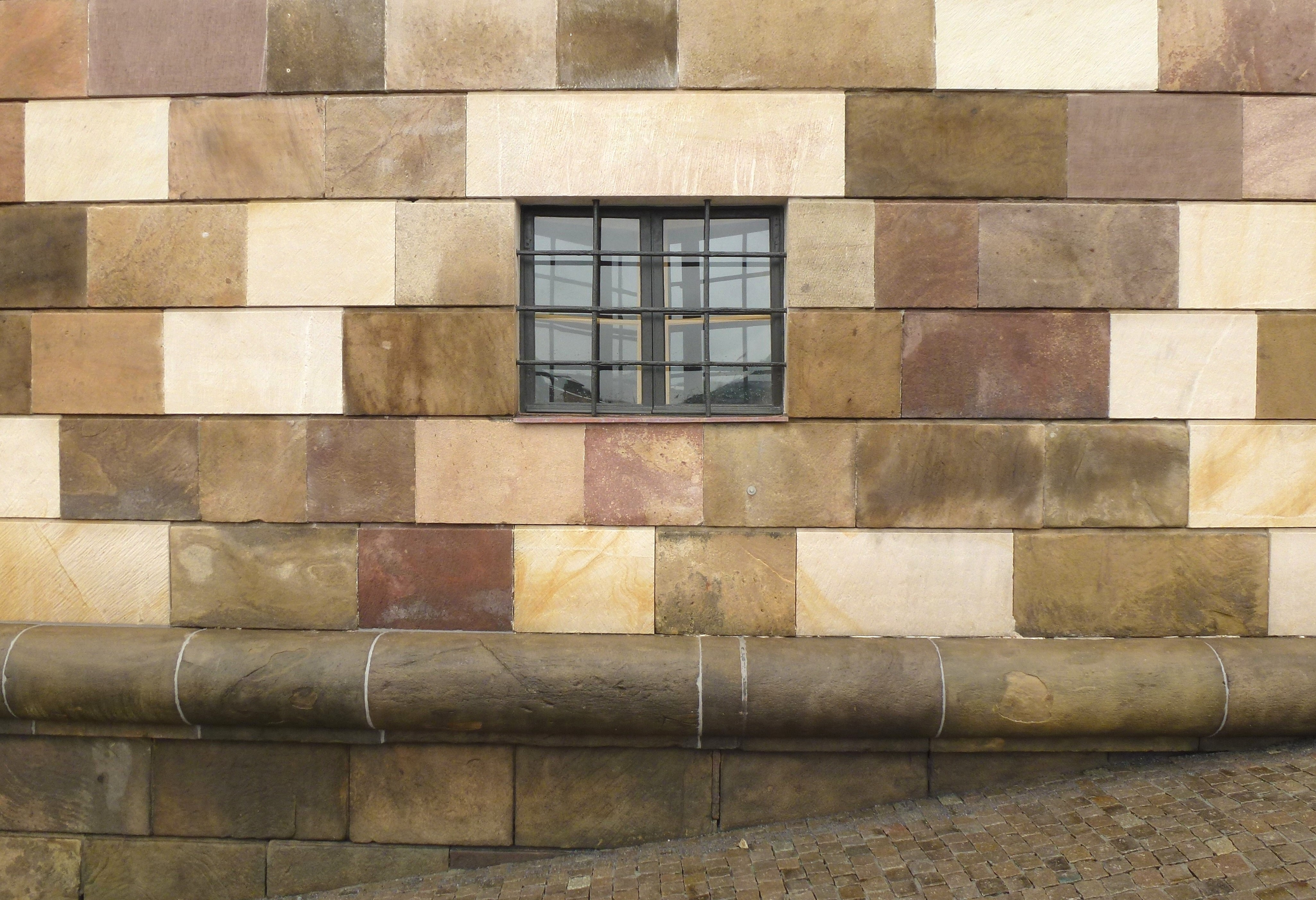
Norra längan, sockelvåning, efter renoveringen, juni 2012.
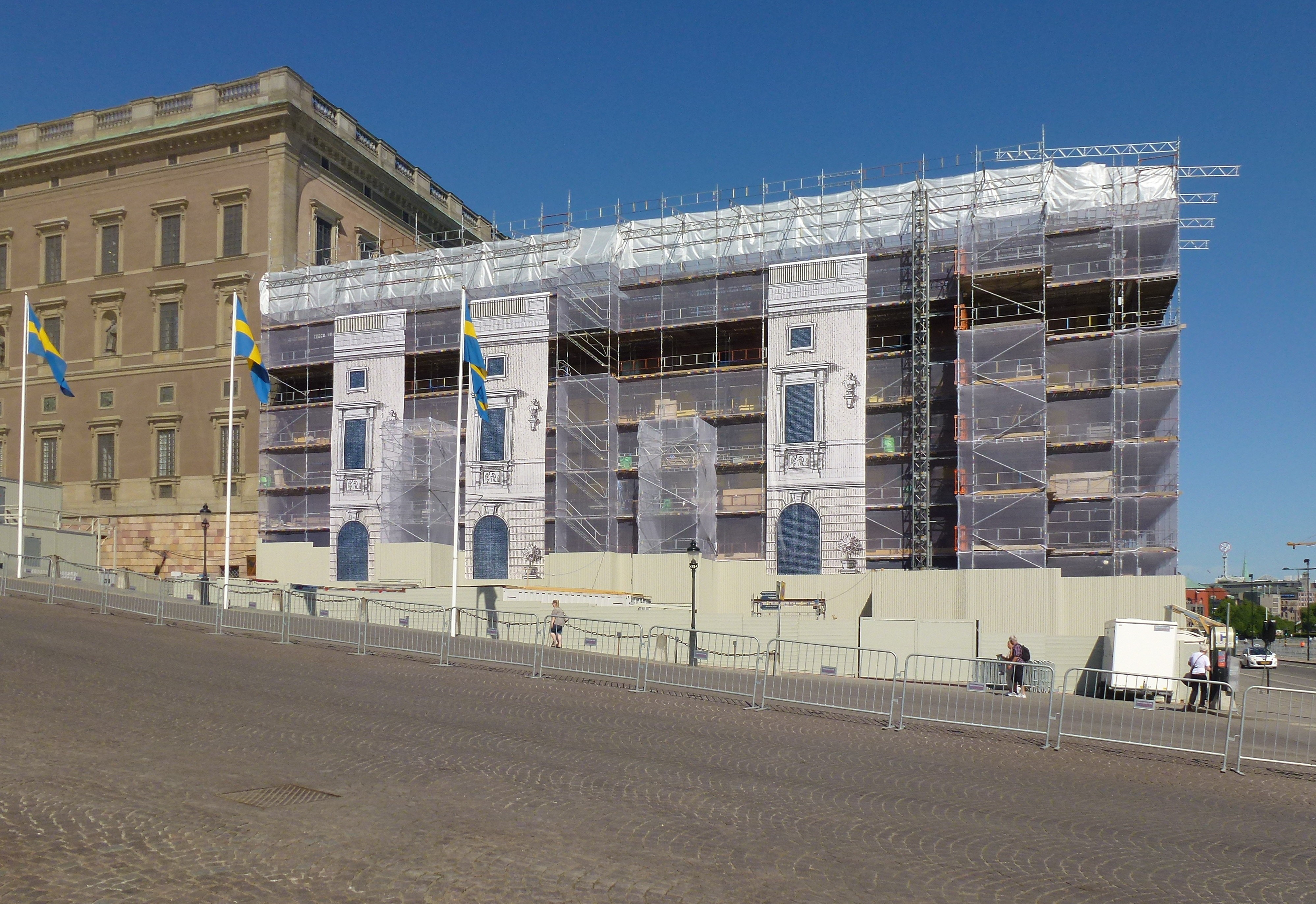
Fasad mot syd, östra flygeln, juni 2013.

## Interiör

### Översikt

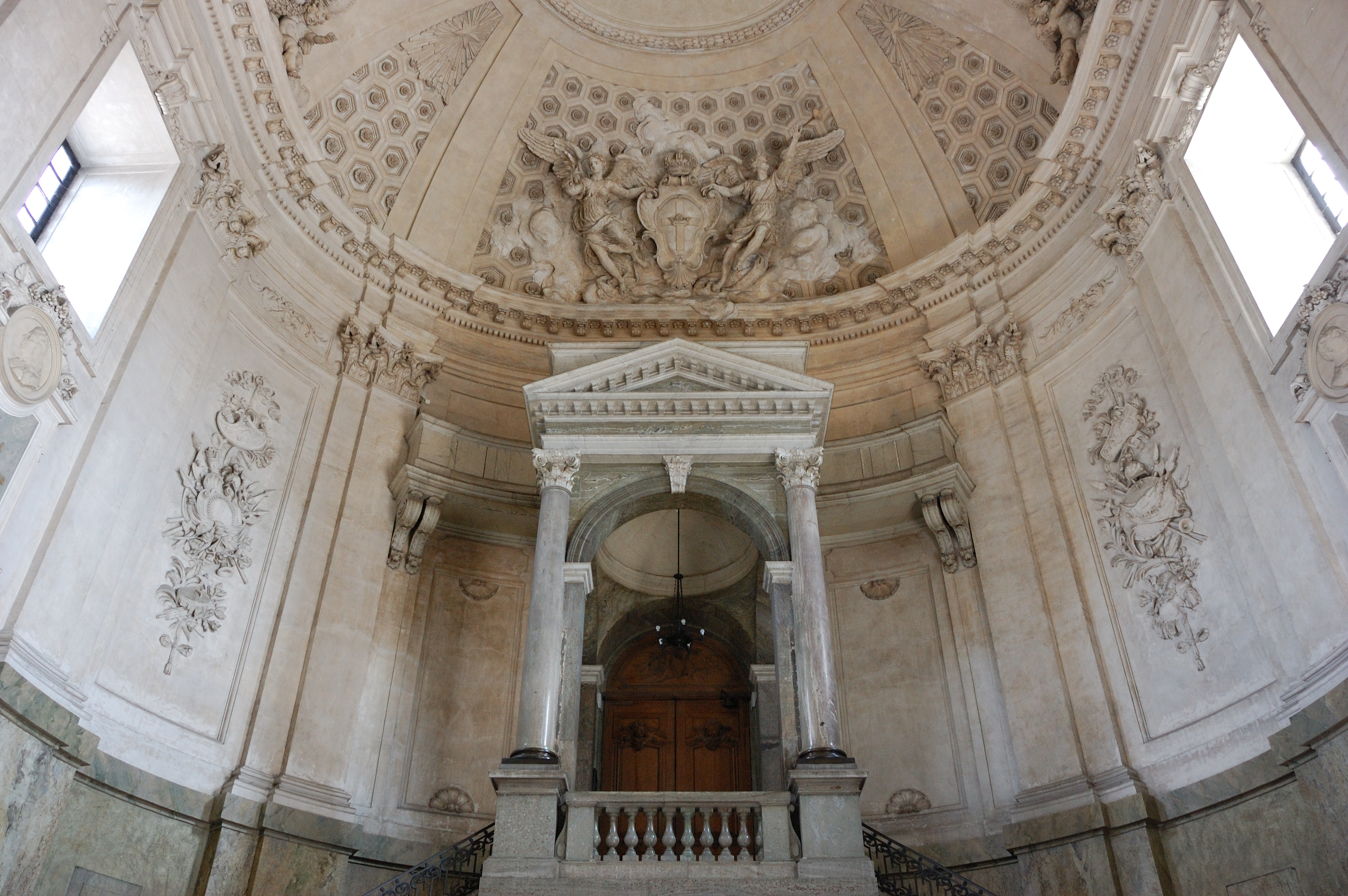
Taket i Södra trapphallen.

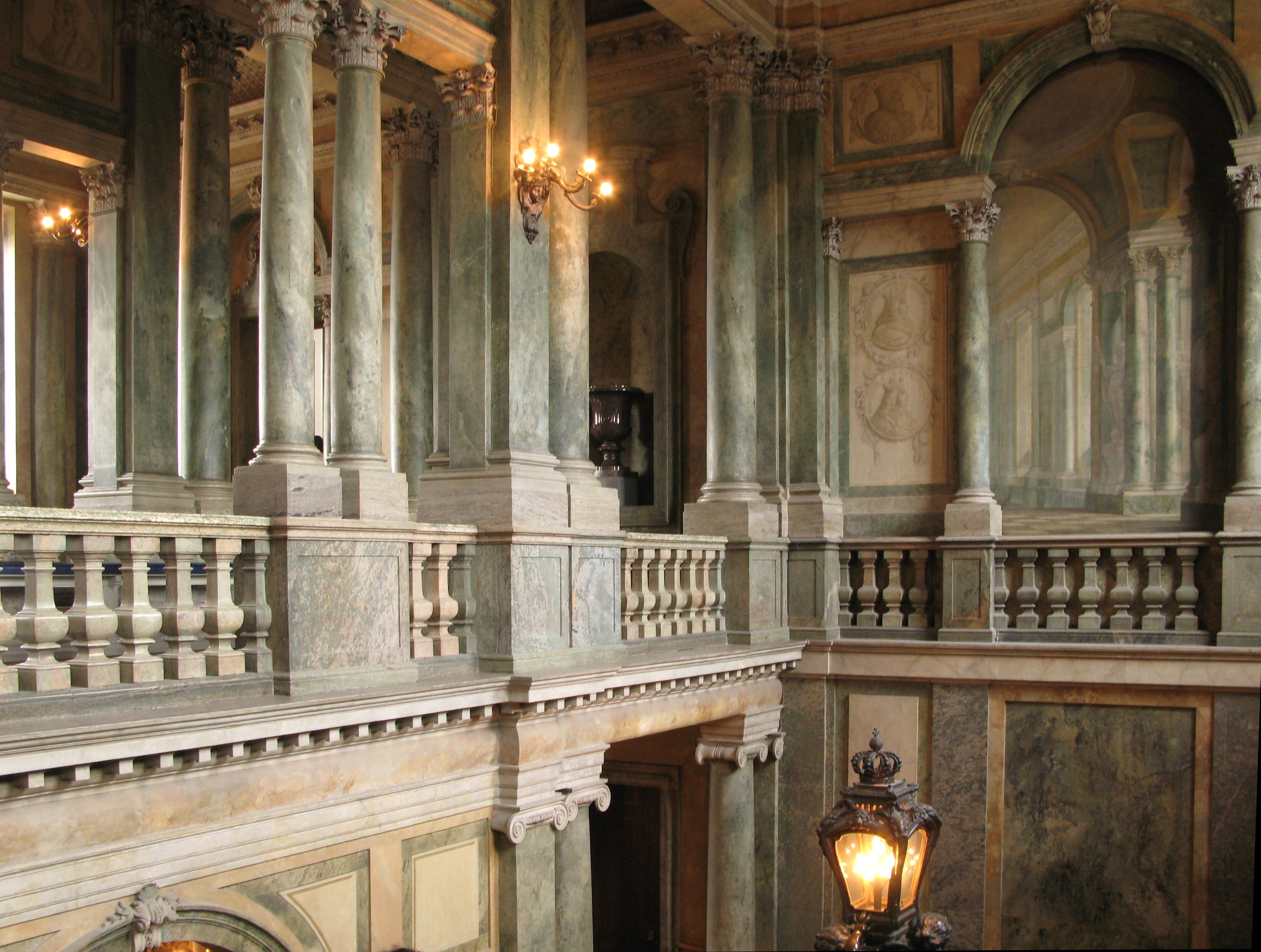
Västra trapphallen högst upp.

Slottet omfattar för närvarande (2009) 1 430 rum, varav 660 med fönster. Fönster: 972 stycken
Fönsterrutor: 31 600 stycken.
Nedan visade planritningarna ligger orienterade med norr uppåt. "Södra längan" är därmed längst ner och "Norra längan" högst upp, "Östra längan" är till höger och "Västra längan" ligger till vänster. "Nordöstra flygeln" ligger upp till höger och "Södra svängda flygeln" ner till vänster. Den nordvästra "Kansliflygeln" ligger upp till vänster. Slottets gårdar är (från vänster till höger): "Yttre borggården" (inom de svängda flyglarna), "Inre borggården" (i byggnadens mitt) och Logården (mellan de östra flyglarna).
Våningarnas uppdelning (antal rum gäller exklusive smårum, klädkammare, trapphus, valv och liknande):
- Källarvåningen: Källaren innehåller cirka 104 rum. Främst har källaren använts som förråd och fängelser. Här finns rester efter Slottet Tre Kronor. Källare är inte bara i ett plan under slottet utan vissa delar har två plan med stora nivåskillnader. Under slutet av 1800-talet och 1900-talet fanns den kungliga vinkällaren i delar av västra längan och troligen finns den där fortfarande.[65]
- Bottenvåningen: Bottenvåningen, som är slottets största våningsplan. Främst har dessa rum använts av hovets personal, men här finns även alla de fyra valven som utgör slottets in- och utgångar samt Rikssalen och Slottskyrkan.
- Halvvåningen: Halvvåningen (mezzaninvåningen) har cirka 115 rum. Rummen har i stort sett haft samma storlek sedan slottet byggdes men användningsområdet har skiftat. Namnet ”Halvvåningen” kommer av att våningen har i stort sett halva våningshöjden mot de andra. Främst har dessa rum använts av hovets personal, men även prinsar och prinsessors våningar har funnits här. I halvvåningen finns även Lilla gästvåningen, som består av några rum i västra längans norra del.
- Våning 1 trappa: 1:a våning innehåller cirka 67 rum. Rummen har i stort sett haft samma storlek sedan slottet byggdes men användningsområdet har skiftat. I Norra längan finns bland annat Bernadottegalleriet och Pelarsalen och Östra längan ligger rummen i den privata avdelningen. Här bodde nuvarande kungen Carl XVI Gustaf med familj fram till 1981 innan de flyttade ut till Drottningholms slott.
- Våning 2 trappor: 2:a våning innehåller cirka 57 rum. Rummen har i stort sett haft samma storlek sedan slottet byggdes men användningsområdet har skiftat. På detta våningsplan återfinns bland annat Gästvåningen, Festvåningen med Vita havet och Konseljsalen samt Prins Bertils våning.
- Vinden: På vinden finns ett 25-tal rum samt övre delen och valvkonstruktionen för Rikssalen, Slottskyrkan och södra trapphuset. Vinden nyttjas huvudsakligen som förråd.

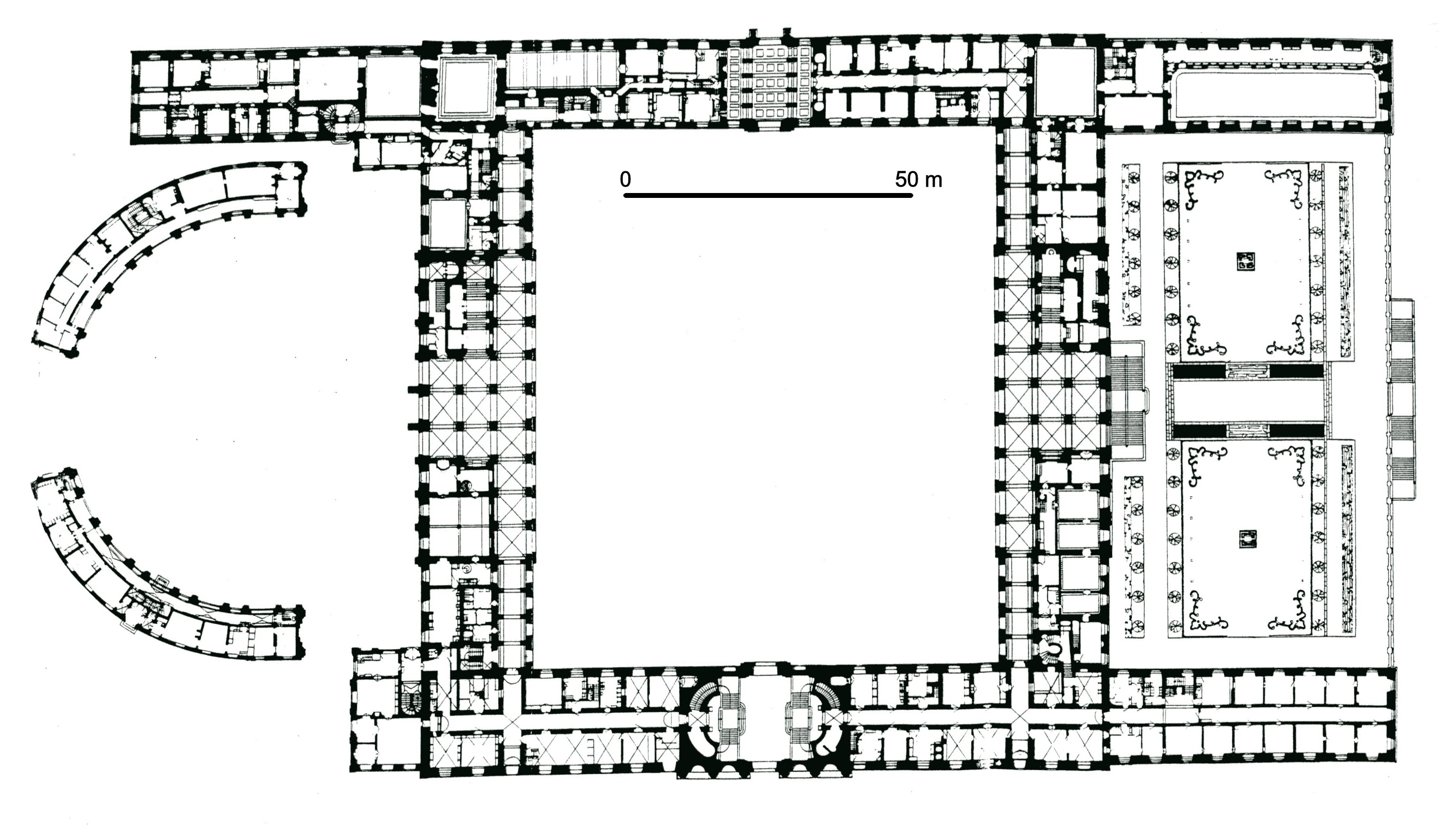
Bottenvåning
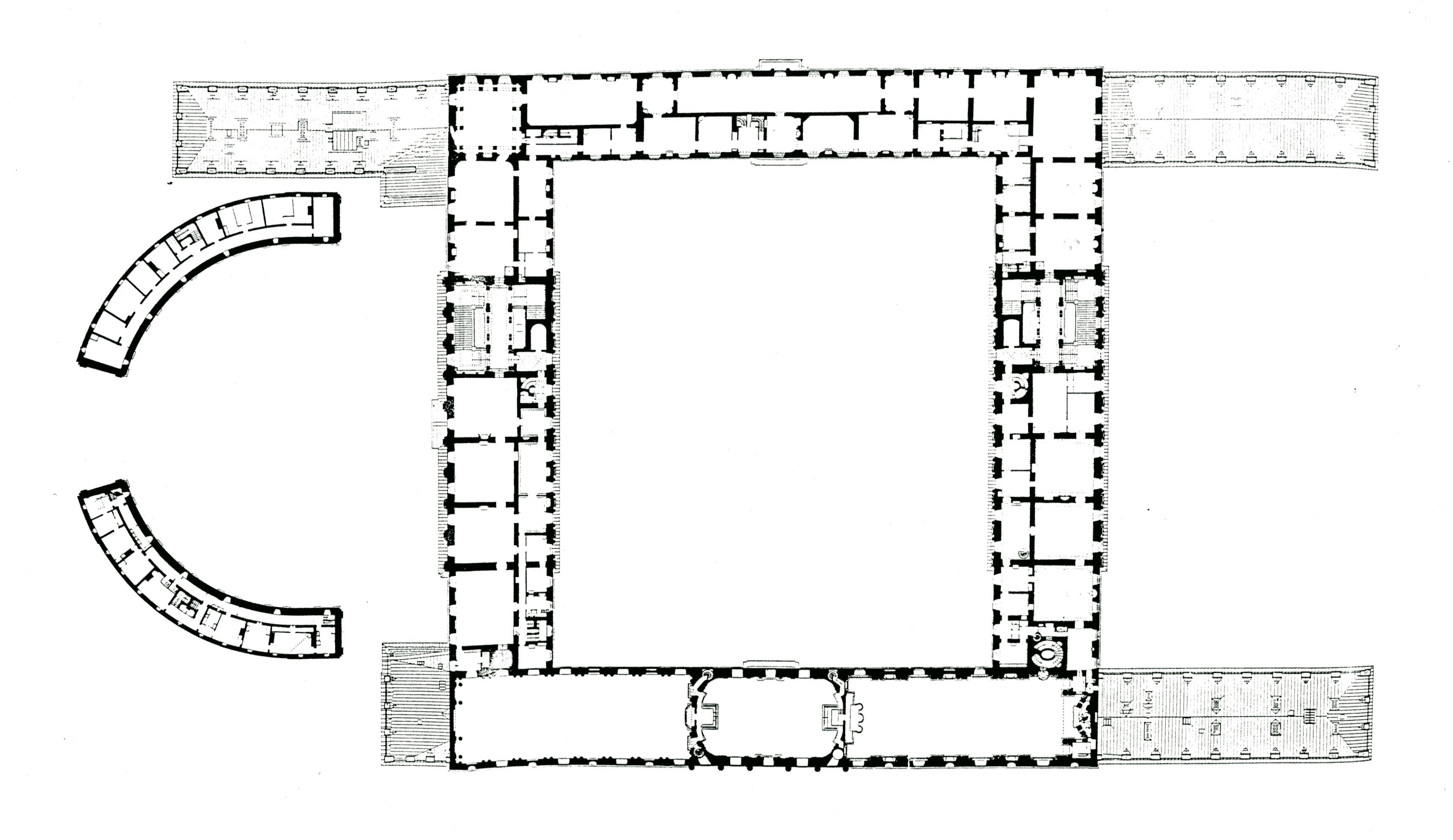
Våning 1 trappa
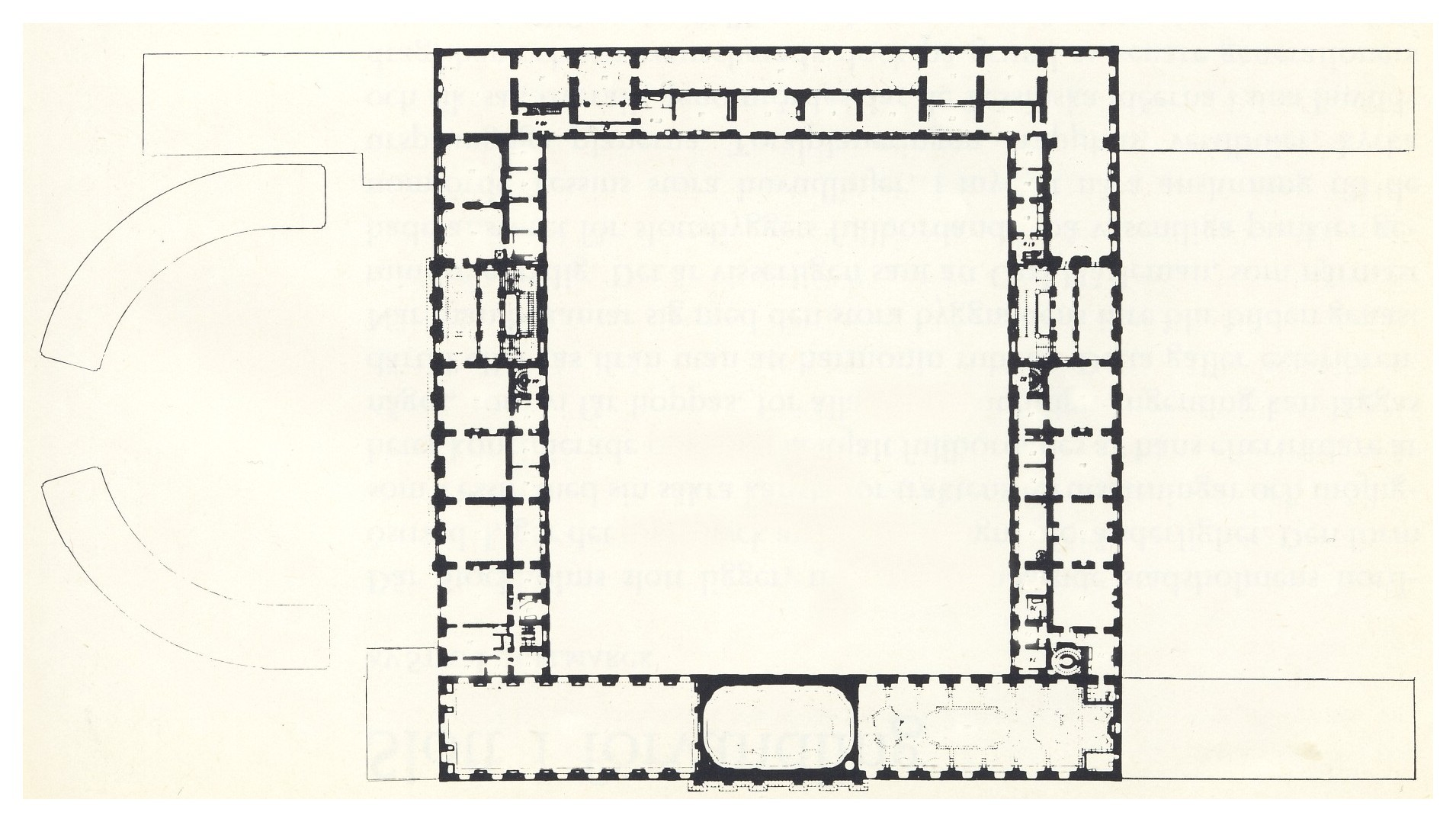
Våning 2 trappor

| Våning  | Södra längan                                                | Västra längan                                               | Norra längan                                                | Östra längan                                                | Nordöstra flygeln     | Sydöstra flygeln                     | Nordvästra flygeln | Norra svängda flygeln | Södra svängda flygeln |
| ------- | ----------------------------------------------------------- | ----------------------------------------------------------- | ----------------------------------------------------------- | ----------------------------------------------------------- | --------------------- | ------------------------------------ | ------------------ | --------------------- | --------------------- |
| 2       | Rikssalen, Slottskyrkan                                     | Gästvåningen                                                | Festvåningen                                                | Bertils våning                                              | -                     | -                                    | -                  | -                     | -                     |
| 1       | Rikssalen, Slottskyrkan                                     | Ordenssalarna                                               | Bernadottevåningen                                          | Sibyllas våning                                             | -                     | -                                    | -                  | -                     | -                     |
| ½       | Rikssalen, Slottskyrkan                                     | Hovstaterna                                                 | Kontor                                                      | Kontor                                                      | Övre mellangalleriet  | Ingen uppgift                        | Ingen uppgift      | Ingen uppgift         | Ingen uppgift         |
| bv      | Hovstaterna (med ståthållarens rum, slottsarkitektkontoret) | Hovstaterna (med ståthållarens rum, slottsarkitektkontoret) | Hovstaterna (med ståthållarens rum, slottsarkitektkontoret) | Hovstaterna (med ståthållarens rum, slottsarkitektkontoret) | Bernadottebiblioteket | Hovstaterna (med Hovmarskalkämbetet) | Kansliflygeln      | Högvakten             | Slottsboden           |
| källare | Skattkammaren                                               | Museum Tre Kronor                                           | Museum Tre Kronor                                           | Livrustkammaren                                             | Antikmuseet           | Livrustkammaren                      | Slottsarkivet      | Magasin               | Magasin               |

### Slottskyrkan
Slottskyrkan uppfördes under 1700-talet och är församlingskyrka för Hovförsamlingen. Kyrkan är belägen i den östra hälften av slottets södra länga och upptar hela dess bredd samt två och en halv våningar i höjd. Entrén är från Södra valvet, Slottsbacken nr 1. Slottskyrkan används av Kungafamiljen vid kyrkliga ceremonier. Varje söndag och helgdag hålls gudstjänst i Slottskyrkan. I det gamla slottet Tre Kronor, före Slottsbranden 1697, låg slottskyrkan i den norra längan, och bänkar och inventarier i silver finns delvis bevarade i den nuvarande Slottskyrkan. Efter slottsbranden 1697, när Nicodemus Tessin fick fria händer, placerades slottskyrkan och Rikssalen i södra längan och dessa omfattar inklusive trapphallen hela denna längas andra och tredje våningar. Slottskyrkan kom då att representera den kyrkliga makten i landet medan Rikssalen kom att beteckna den världsliga makten, eller kungens makt. Tessins påbörjade arbete fulländades av Carl Hårleman efter dennes död. Kyrkan invigdes samtidigt med hela slottet år 1754.

### Rikssalen
Rikssalen återfinns i slottets södra länga, och togs i bruk för 1755 års riksdag. Salen utformades av arkitekt Carl Hårleman, som utgick från Nicodemus Tessin d y:s ritningar, men modifierade dem. I Rikssalen återfinns även Drottning Kristinas silvertron. Rikssalen upptar två och ett halvt våningsplan i slottets södra länga. Rikssalens stora entré nås från Södra valvet. Rikssalen och Slottskyrkan ligger på var sida om valvet, vilket är en symbol för att kungen fått sitt ämbete av Gud, samtidigt som den världsliga makten möter den andliga makten.

### Ordenssalarna
Ordenssalarna ligger en trappa upp i den västra längan och består av fyra salar, en sal för varje orden; Serafimerorden, Svärdsorden, Nordstjärneorden och Vasaorden. I Ordenssalarna visas en permanent utställning om de kungliga ordnarna. Här låg tidigare Rådsvåningen där riksrådet hade sina lokaler i mitten av 1750-talet. Högsta domstolen, grundad 1789, hade senare sina lokaler här fram till 1949.

### Bernadottevåningen
Bernadottevåningen ligger en trappa upp i den norra längan och bär namn efter Sveriges regerande kungaätt Bernadotte. Namnet kommer av den samling porträtt av kungaättens medlemmar som finns i Bernadottegalleriet, våningens största rum. Rummen ligger huvudsakligen i slottets norra länga, och används vid audienser, utdelning av medaljer och vid sammanträden i Utrikesnämnden. Rummen visas också för allmänheten. Våningen inreddes ursprungligen på 1730- och 1740-talen med Carl Hårleman som arkitekt. Kung Adolf Fredrik och drottning Lovisa Ulrika flyttade in 1754, och då inreddes rummen med möbler tillverkade av de främsta hantverkarna i Stockholm vid den tiden. Det sista kungapar som använde Bernadottevåningen som bostad var Oscar II och Sofia. Därefter har vissa rum återställts till det ursprungliga utseendet på 1700-talet, medan andra rum har kvar inredningen från Oscar II:s tid, exempelvis Oscar II:s skrivrum.

### Prinsessan Sibyllas våning
Prinsessan Sibyllas våning ligger en trappa upp i den östra längan och används som kungaparets vardagliga representationsvåning, och är inte öppen för allmänheten. Den har under slottets historia varit en del av slottet där kungen eller någon nära släkting har haft sin privata bostad. Våningen är känd för Blå salongen där förlovningarna eklaterades för såväl Carl XVI Gustaf och Silvia Sommerlath 1976 som kronprinsessan Victoria och Daniel Westling 2009. Sibyllas Inre salong, tidigare kronprins Gustavs audiensrum, har kvar Carl Hårlemans inredning med pilastrar och dörröverstycken.

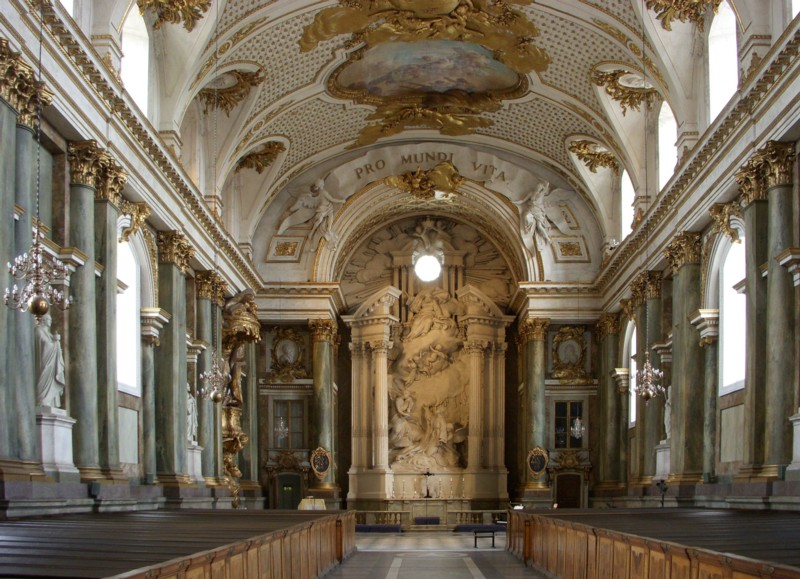
Slottskyrkan 2011 Södra längan
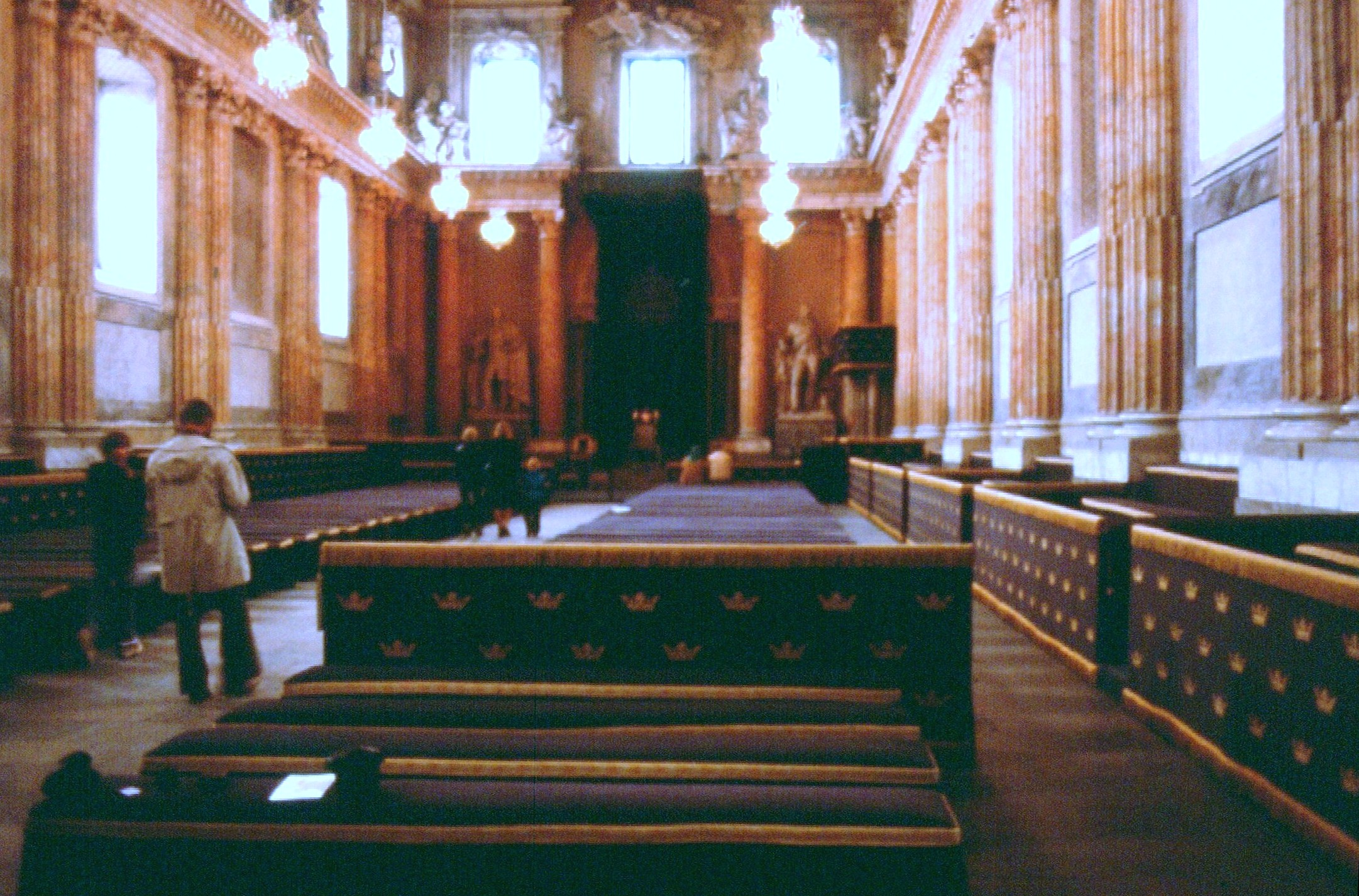
Rikssalen 1976 Södra längan
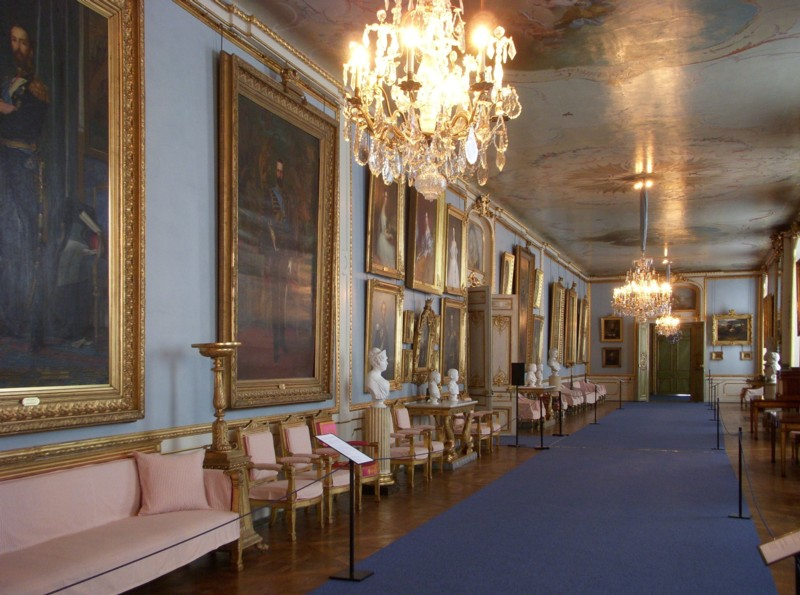
Bernadottegalleriet 2011 Bernadottevåningen
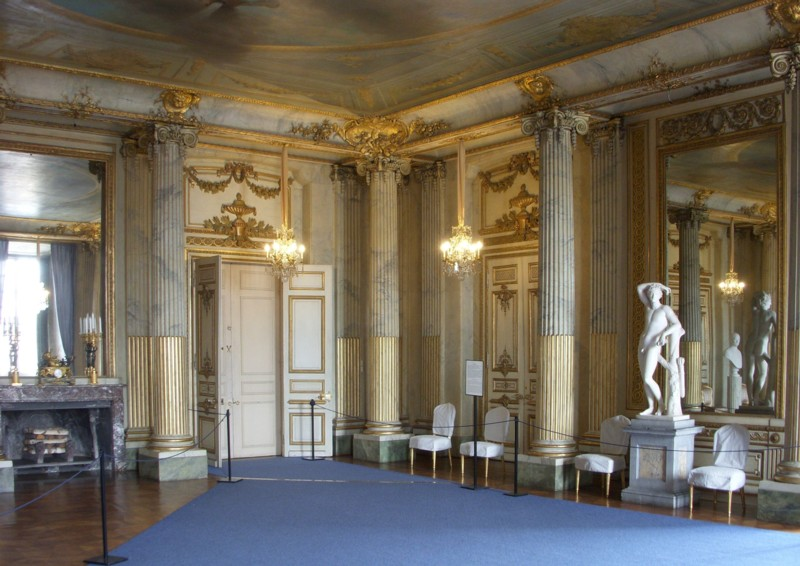
Pelarsalen 2011 Bernadottevåningen
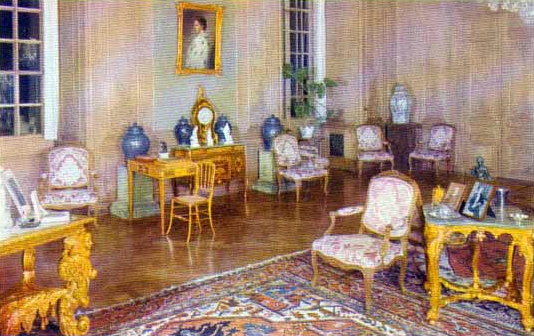
Salong 1940-tal Drottning Victorias våning

### Festvåningen
Festvåningen ligger två trappor upp i den norra längan och används för kungaparets representation. I Karl XI:s galleri hålls officiella middagar, bland annat vid statsbesök, efter riksdagsval och för nobelpristagarna. Några gånger varje år hålls konselj med regeringen i konseljsalen. Ursprungligen var våningen tänkt som kungaparets bostad, men när kung Adolf Fredrik och drottning Lovisa Ulrika flyttade in 1754 kom de att bo i nuvarande Bernadottevåningen. Däremot bosatte sig kronprins Gustav (III) och kronprinsessan Sofia Magdalena i våningen efter sitt bröllop 1766. Våningen har inte använts som bostad sedan Oscar I:s tid.
I nordöstra hörnet återfinns Vita havet som var ursprungligen två rum; drottningens matsal och drabantsal. Matsalen kallades Vita havet, ett namn som kom att beteckna hela rummet efter att väggen rivits. I samband med middagar i Karl XI:s galleri möbleras Vita havet som en salong med sittgrupper. Rummet används då som sällskapsrum före eller efter middagen.

### Gästvåningen
Gästvåningen (även Stora gästvåningen) ligger två trappor upp i den västra längan och används sedan 1870-talet som bostad för gästande statsöverhuvuden vid statsbesök till Sverige. Rummen fick sin ursprungliga inredning på 1760-talet under Jean Eric Rehns ledning, då de inreddes för Gustav III:s bror Fredrik Adolf. Tre av de rum som visas för allmänheten ligger i den entresolerade rumsfilen, med fönster mot inre borggården.

### Prins Bertils våning
Våningen två trappor upp i den östra längan kallas Prins Bertils våning efter dess senast kända invånare. Kung Adolf Fredrik använde våningen som sin egen bostad. Under Gustav III:s tid var det hertig Carls privata bostad. Under Karl XIV Johans tid var det kronprins Oscar (I):s våning. Oscar inredde här 1828 det Götiska rummet. Karl XV hade också detta som sin bostad men under Oscar II blev det kronprins Gustaf (V):s våning. Sedermera var detta prins Bertils bostad på slottet fram till dennes död år 1997. Efter Prins Bertils bortgång har våningen bland annat använts för statsbesök, intervjuer och seminarier.

### Kansliflygeln
Den nordvästra Kansliflygeln planerades för att rymma de centrala delarna av riksadministrationen, Kunglig Majestäts kanslier. Flygeln slutfördes av arkitekt Carl Fredrik Adelcrantz och uppläts ursprungligen för kungens corps de garde, inrikes-, utrikes och krigsexpeditioner samt Riksarkivet. Den statliga administrationen växte emellertid, flyttade ut från slottet och bildade självständiga myndigheter, och knappt 30 år efter inflyttningen inrättades Kansliflygeln cirka 1780 som bostad för den treårige kronprinsen Gustav (IV) Adolf och sedan för hans mor änkedrottningen Sofia Magdalena. Här inrättades 1905 den privata bostaden för dåvarande prins Gustaf Adolf – senare som kung Gustaf VI Adolf, som han använde som bostad fram till sin död 1973. I en del av mezzaninvåningen ovanför inreddes på 1930-talet hans privata bibliotek. I Kansliflygeln återfinns Spegelsalongen (nygestaltad 1866 av Fredrik Wilhelm Scholander) samt en Grön salong och en Blå salong. Slottsarkivet, en del av det nutida Riksarkivet, ligger alltjämt i flygelns källarplan.

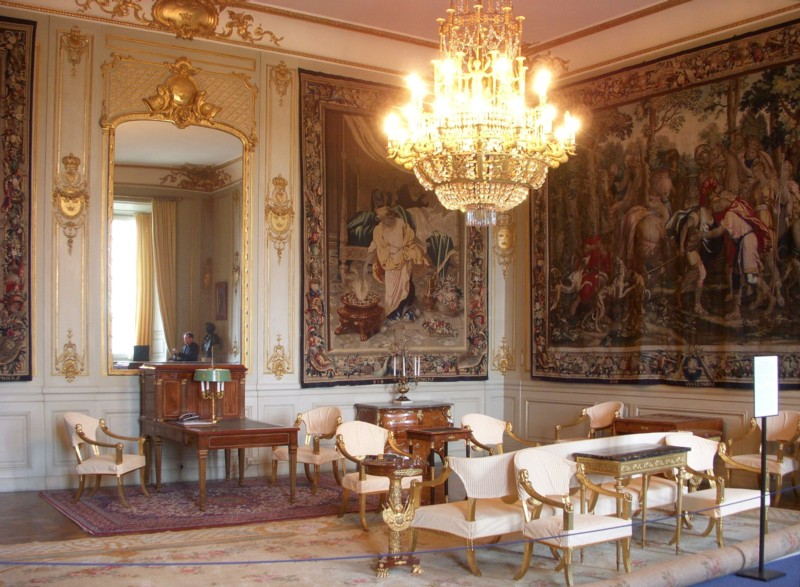
Meleagersalongen 2011 Gästvåningen
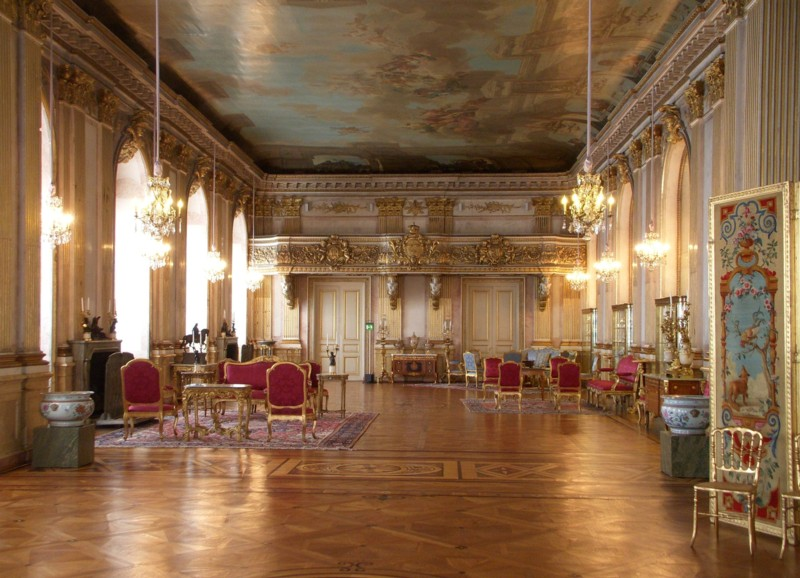
Vita havet 2011 Festvåningen
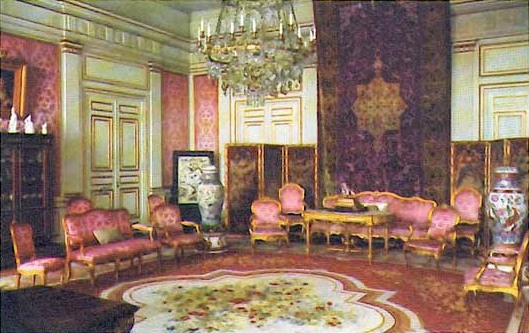
Skära salongen 1940-60 Prins Bertils våning
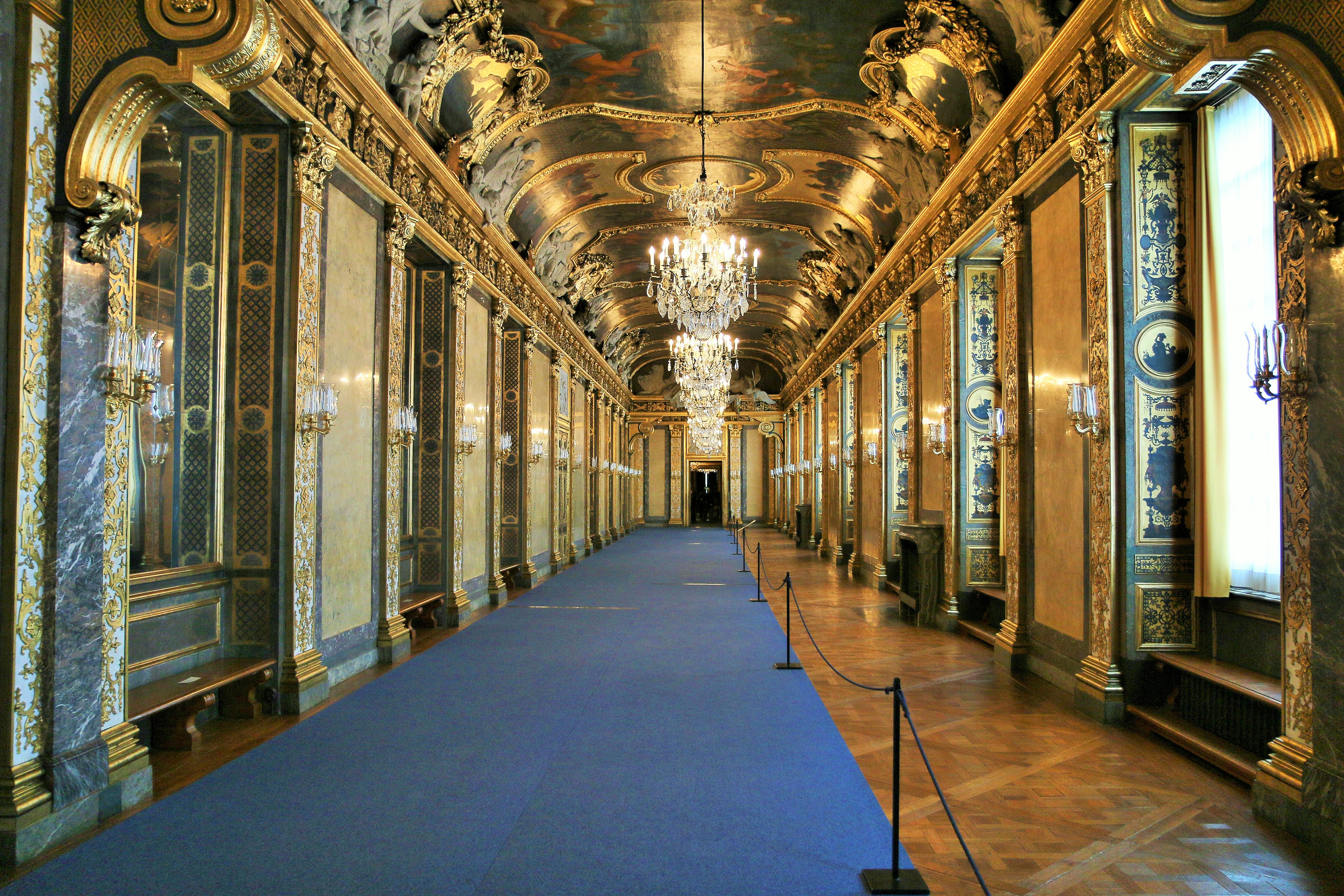
Karl XI:s galleri 2016 Festvåningen
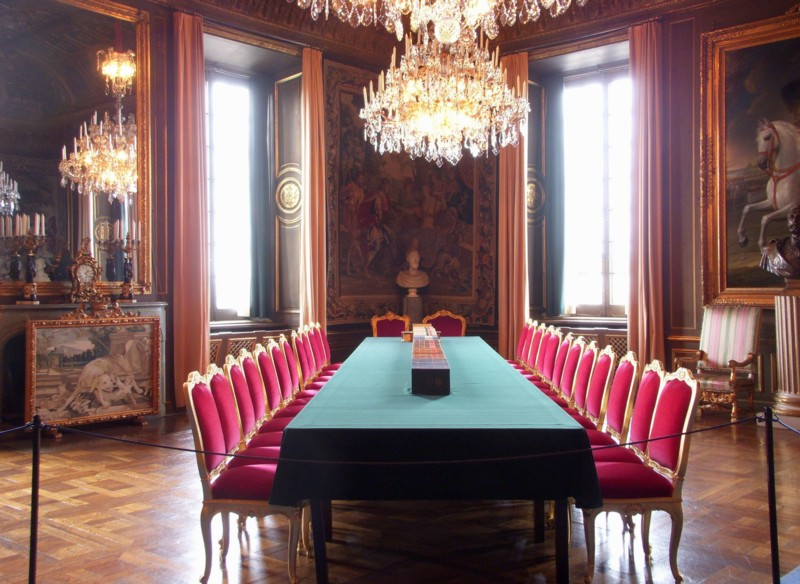
Konseljsalen 2011 Festvåningen

## Verksamheter
Slottet är arbetsplats för cirka 200 fast anställda personer. Det är lite fler kvinnor än män. Dessutom arbetar extra personal på middagar, under sommaren och med att visa slottet.

### Kungliga hovstaterna
Stockholms slott inrymmer lokaler för de ämbeten som ingår i Kungliga Hovstaterna; organisationen kring Sveriges statschef och kungahus, och som även svarar för att vårda och visa den svenska monarkins kulturarv. Hovstaterna leds av Riksmarskalksämbetet, och sysselsatte 216 heltidstjänster år 2009.

### Museer
Ett flertal museer inryms i slottet. Livrustkammaren är Sveriges äldsta museum och visar föremål med anknytning till svenska kungligheter från stormaktstiden och framåt. Museet har sina lokaler i den östra längan, med entré från Slottsbacken. Näst äldst är Gustav III:s antikmuseum i den nordöstra flygelns källarplan, som öppnades för allmänheten 1794. Museet visar de antika skulpturer som Gustav III köpte under sin resa till Italien 1783–1784.
I källarvalven under södra längan finns Skattkammaren som invigdes 1970 och visar Sveriges riksregalier, samt souvenir-butiken Slottsboden. I källarvalven under västra och norra längan ligger Museum Tre Kronor, som är det nyaste tillskottet till slottets museer. Det invigdes 1999 och innehåller en utställning om det gamla slottet Tre Kronor, som förstördes i branden 1697.

### Arkiv och bibliotek
I den nordvästra Kansliflygeln på Stockholms slott återfinns Slottsarkivet. Arkivet bildades 1893, och är sedan 1964 en depå under det svenska Riksarkivet. I Slottsarkivet finns arkivalier från hovet och de kungliga slotten. I slottets nordöstra flygel återfinns forskningsbiblioteket Bernadottebiblioteket.

### Högvakten
Högvakten vid Stockholms slott är en vaktstyrka som dels utgör en honnörsvakt för kungen, dels bevakar slottet. Vakten utgör samtidigt en del av den militära beredskapen i Stockholm. Högvakten medverkar också vid bland annat statliga ceremonier, besök av främmande statsöverhuvuden samt utländska örlogsbesök. Högvakten inrättades av Gustav Vasa 1523 för att ansvara för ordningen i hela staden, det vill säga i nuvarande Gamla stan. Högvaktsavlösningen är en ceremoni och turistattraktion på slottets yttre borggård som bedöms samla minst 800 000 åskådare per år.

### Slottsboden
Slottsboden är slottets present- och souvenirbutik med produkter som har anknytning till föremål i de Kungliga samlingarna. En stor del av sortimentet består i litteratur om det kungliga kulturarvet som historia, arkitektur, biografier och forskning. Slottsboden är belägen i den sydvästra svängda flygeln med entré från yttre borggården.

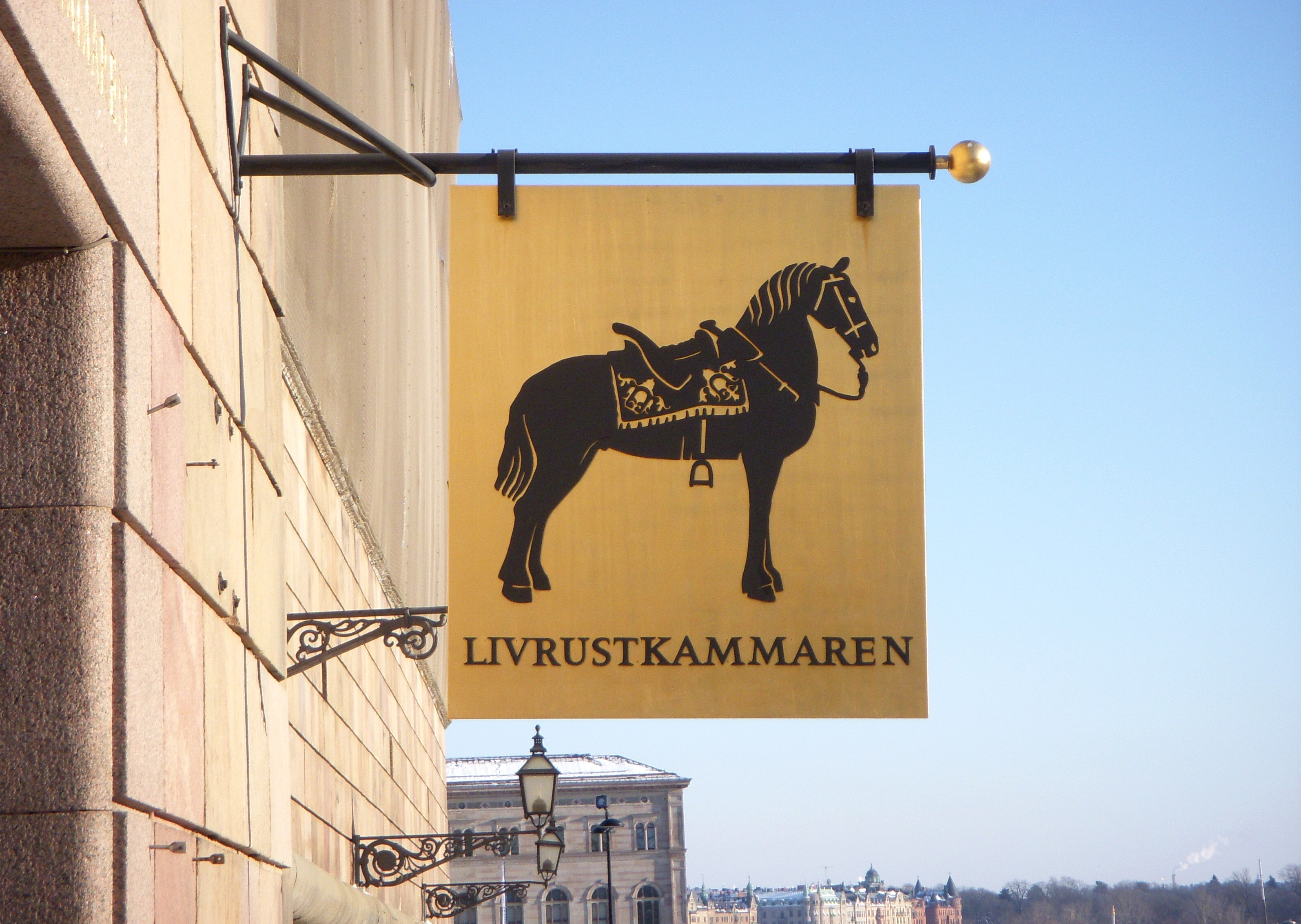
Livrustkammaren
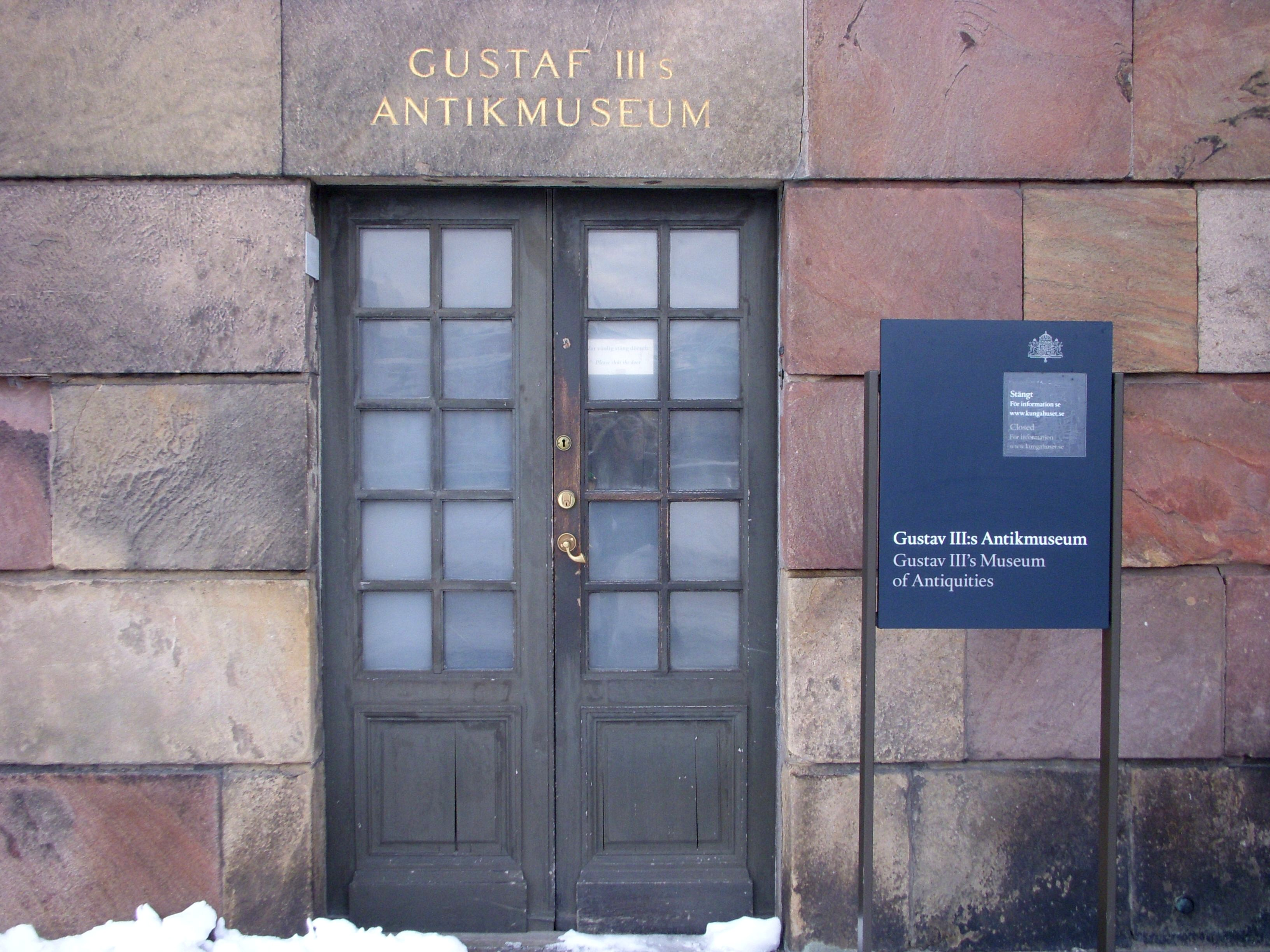
Gustav III:s antikmuseum
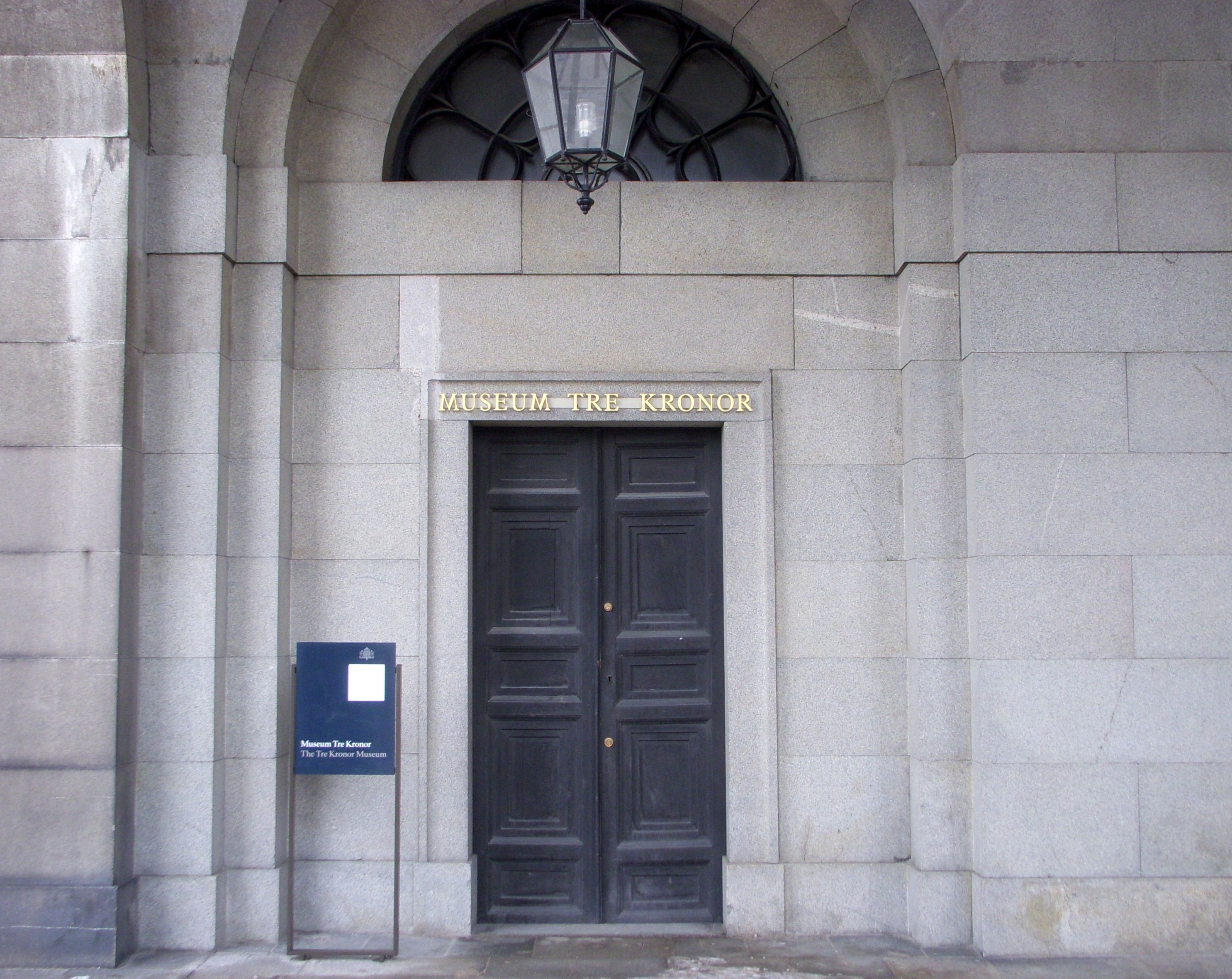
Museum Tre Kronor
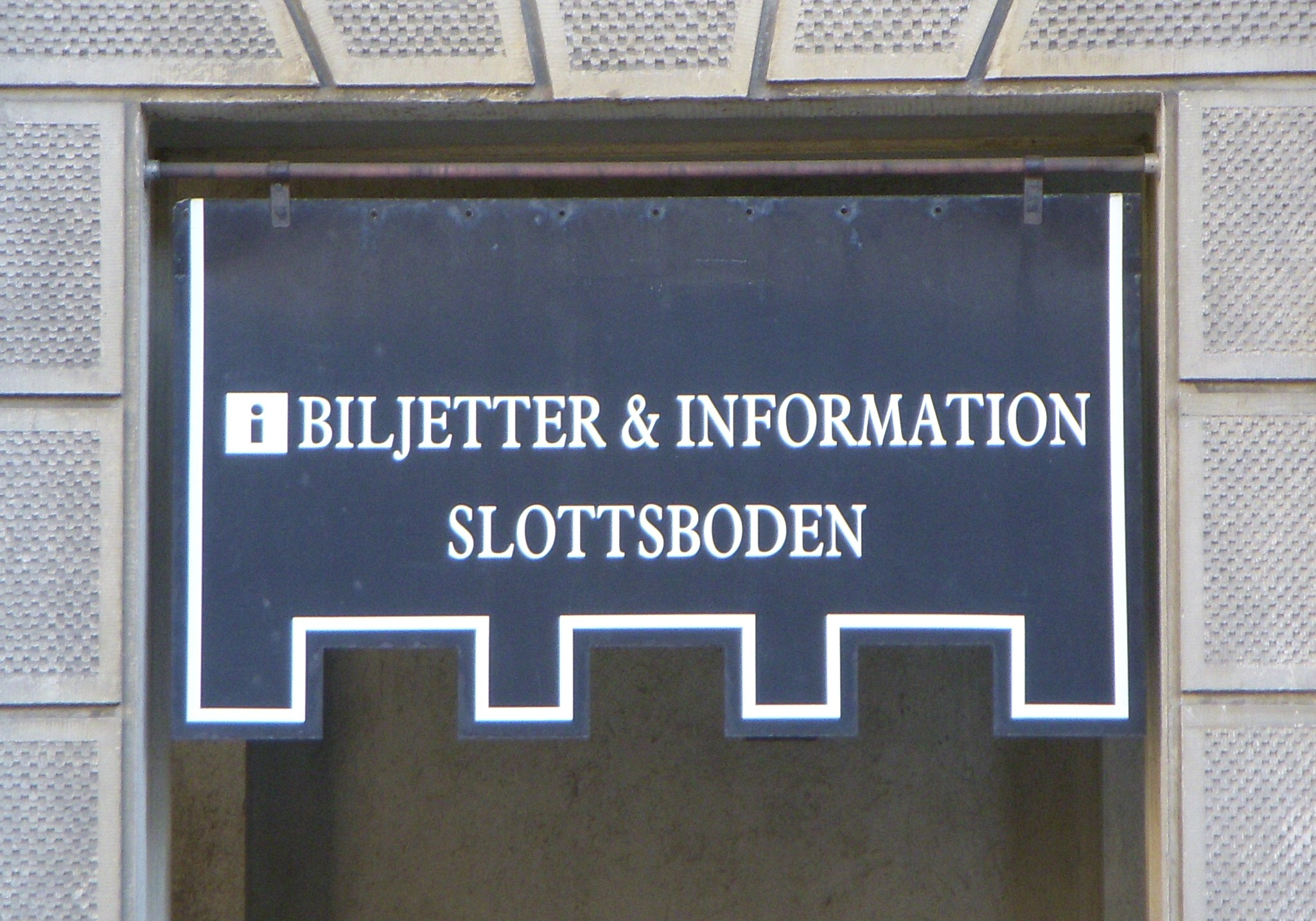
Slottsboden
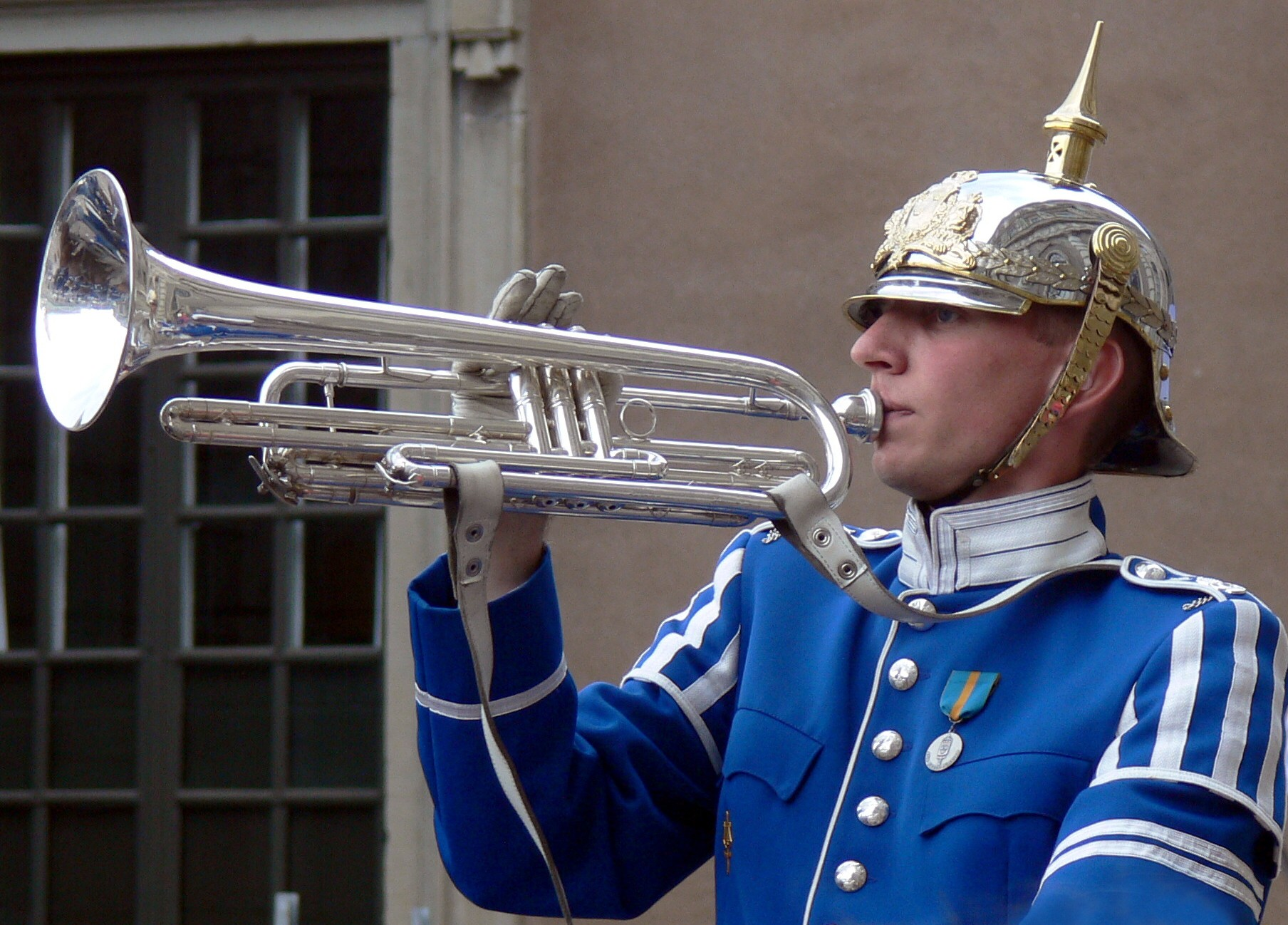
Högvakten

## Slottsspöken

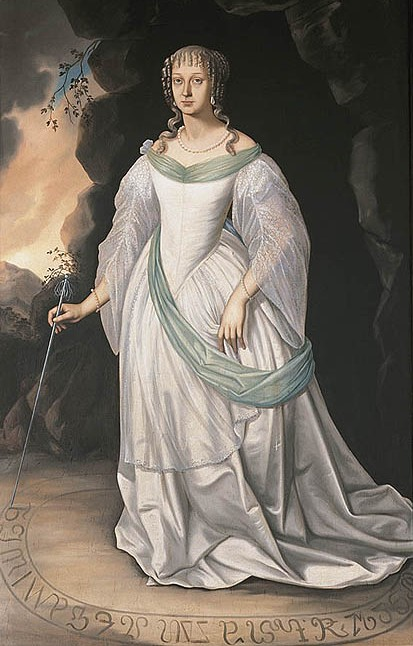
"Vita Frun" påstås likna Perchta von Rosenberg (cirka 1429–1476). Porträtt av okänd konstnär.

Det finns många berättelser om vålnader på Stockholms slott. En av dem är "Grå Gubben" eller Grå mannen som enligt traditionen lever i källarresterna av det gamla Slottet Tre kronor. Han anses vara en slags skyddsande som vakar över slottet och kan förutspå framtiden. Vissa menar att gestalten i fråga är vålnaden efter jarlen Birger Magnusson, bättre känd som Birger Jarl. Han sägs ha visat sig för bland annat Nicodemus Tessin d.y. och förutsåg att Tessin inte själv skulle fullborda slottsbygget.
Den ofta omtalade Vita frun är det mest kända slottsspöket. En vit fru, vit dam, weiße Frau, dame blanche eller white lady finns på många europeiska slott, så även i Stockholm. Enligt folktron skulle Vita Frun, så fort hon dök upp, förebåda att någon i den kungliga familjen skulle dö. Hon lär vara högväxt och bär en vit sidenklänning; bara prasslet från hennes klänning hörs när hon närmar sig. Det finns flera teorier om vem hon var och varifrån hon kom. Enligt en uppfattning är hon hertiginnan Agnes av Merán, en tysk adelsdam av ätten Hohenzollern, som levde på 1200-talet. Hon var gift med greve Otto av Orlamünde och blev änka 1293. Hon mördade sina båda barn från sitt äktenskap med Otto för att kunna gifta sig med Albrekt, borggreven av Nürnberg också kallad "Den Sköne", men han övergav henne. Hon dog i fångenskap och visade sig sedan dess som vit fru i de Hohenzollernska slotten i samband med viktiga familjehändelser. Andra hävdar att Vita Frun är en viss Perchta von Rosenberg, ytterligare en tysk adelsdam från 1400-talet, dotter till Ulrich II von Rosenberg och mot sin vilja olyckligt gift med Jan av Lichtenstein. Enligt traditionen går hon igen i slottet Český Krumlov i södra Tjeckien. Porträttet av henne lär vara mycket lik de beskrivningar som finns på Vita Frun i Kungliga slottet.
Några kungliga dödsfall har inträffat i samband med att Vita Frun visade sig på slottet. I mars år 1871 såg prinsessan Eugénie den beryktade vålnaden på slottet och tre dagar efteråt avled drottning Lovisa. År 1907 visade sig Vita Frun igen och kort därefter avled Oscar II. Senast hon visade sig var 1920, när kronprinsessan Margareta låg för döden. Plötsligt halades flaggan på slottet på halv stång och en vakt som skulle se efter lär ha sett Vita Frun på taket. Två timmar efter händelsen avled kronprinsessan.